# Могольская живопись

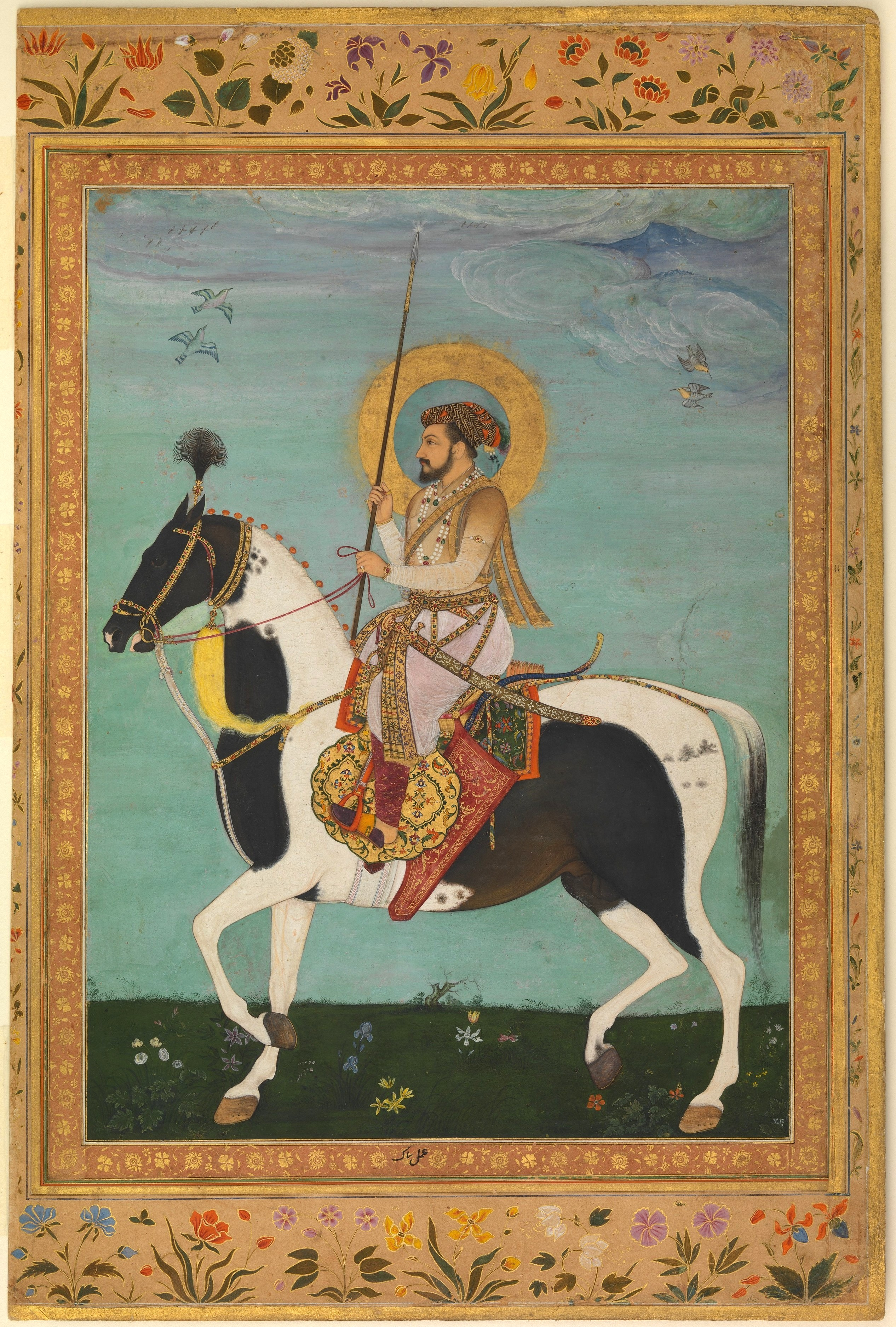
Паяг. Конный портрет Шах Джахана. Лист из «Альбома Шах Джахана» ок. 1630 г. Музей Метрополитен, Нью-Йорк

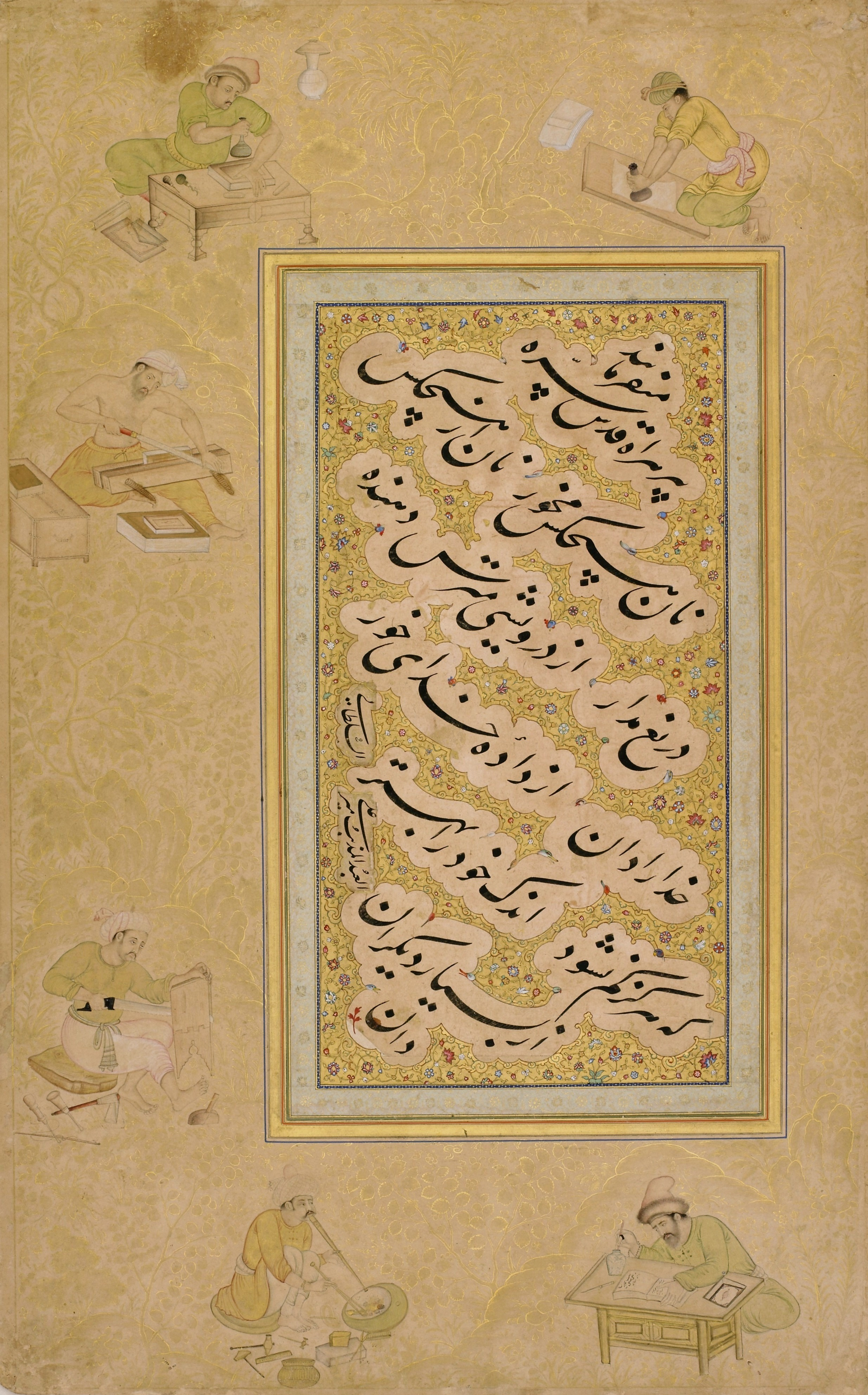
Лист с каллиграфией Мира Али. ок. 1600г, Галерея искусства Фрир, Вашингтон. На маргиналиях изображены работы по созданию книги: Разравнивание листа бумаги; изготовление переплёта; обрезка краёв книги; создание подставки для книги; растворение золота для росписи; работа каллиграфа.

Могольская живопись (могольская миниатюра, могольская школа, могольский стиль) — одна из основных школ индийской живописи, развивавшаяся при дворе династии Великих Моголов (XVI—XIX века). Её стиль возник под влиянием миниатюры Ирана и Средней Азии, с использованием местной традиции религиозной живописи индуизма и буддизма, а также при воздействии европейской живописи и графики.

## Введение
Могольская живопись является одним из ярчайших явлений в индийской культурной истории. Она развивалась почти 300 лет, и за это время прошла несколько стадий. Взяв на первых порах за основу принципы персидской живописи, могольские художники смогли создать совершенно оригинальное художественное явление. До наших дней дошла лишь малая часть образцов этого искусства из множества манускриптов и альбомов-муракка, собранных могольскими императорами в своей библиотеке (шахи китабхане), поскольку в XVIII—XIX веках это богатое наследие подвергалось безжалостному уничтожению, либо оказывалось в неизвестных руках.
Основной формой могольской живописи является миниатюра. Технология её производства практически полностью была позаимствована из персидской живописи. Могольская миниатюра создавалась на бумаге (очень редко в качестве основы использовалась хлопковая марля), бумага была импортного производства и местная. Местная бумага изготавливалась из бамбуковых, джутовых, шёлковых волокон и текстильной ветоши. Производство красок также было почти целиком перенято у персов, с поправкой на некоторые местные особенности (например, жёлтую краску добывали, выпаривая мочу быков, которых кормили манговыми листьями — это особый индийский способ добычи прочной жёлтой краски, которая так и называется — «индийский жёлтый»). Для отделки миниатюр широко использовалось золото и серебро, индийские умельцы применяли для живописи золото трёх разных оттенков. Чтобы краски хорошо ложились на бумагу и прочно закреплялись на ней, использовались различные растительные смолы (камеди) и млечные соки растений, которые добавляли в краску. Для переплётов использовали натуральные клеи на основе растительных камедей и гуммиарабиков.
Подобно Персии, в могольской Индии книги были символом престижа и богатства. Могольские императоры в период расцвета государства собирали дорогие рукописи для своей библиотеки из самых разных мест. Например, на роскошных манускриптах, созданных для тимуридских принцев Мухаммада Джуки («Шах-наме», ок. 1440 года, Королевское азиатское общество, Лондон) и Хусейна Байкара («Зафар-наме», 1467—1468; Библиотека Джона Хопкинса, Балтимор) стоят печати могольских императоров.
Книги, созданные в царских мастерских, делились на две основные категории: для личного пользования (как правило, это были произведения классической литературы) и публичные книги, которые создавались для внушения нужных императору идей. Ко второму роду относились книги деяний императоров («Тимур-наме», «Бабур-наме», «Акбар-наме», «Джахангир-наме», «Падишах-наме» и др.) с помощью которых элите (а простому люду эти книги были недоступны) внушались идеи благородства и достойности правящей династии, и, следовательно, её права на власть. По сути, эти книги были проекцией политических идей правящей династии вовне. Кроме книжного формата в конце правления императора Акбара стала распространяться мода на альбомы-муракка, в которые император, а следом и аристократы, стали собирать произведения живописи.
Самая важная роль в становлении и развитии могольской живописи принадлежала императорам. От личности каждого конкретного императора зависели судьбы художников, сам процесс создания произведений, и нужна ли ему мастерская и художники вообще. Поэтому ведущую роль личности падишаха в могольской живописи трудно переоценить.

## Бабур (1483—1530)

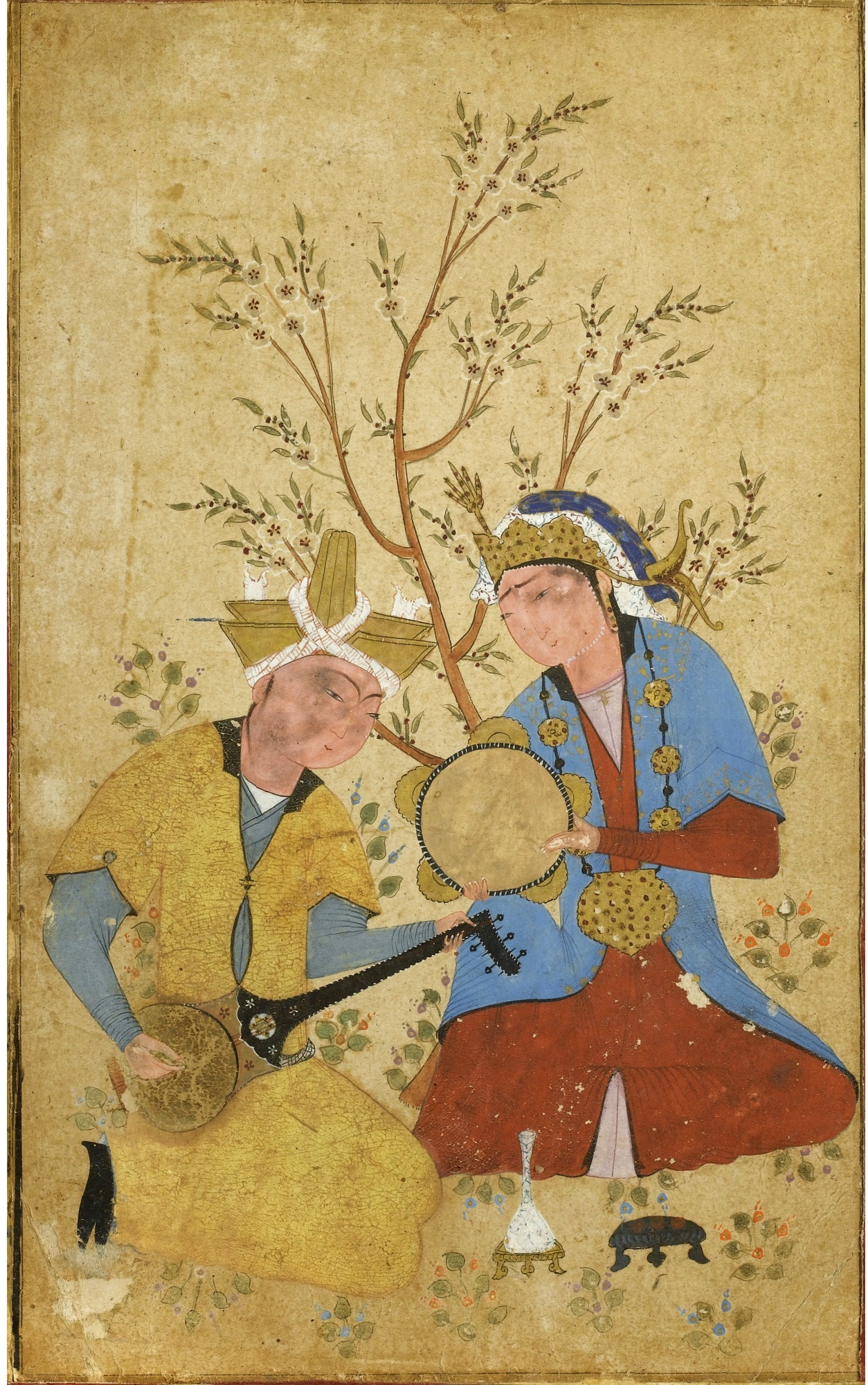
Два музыканта под деревом. ок. 1550, Частное собрание.

Основатель династии Бабур после безуспешной борьбы за власть в Мавераннахре, был вытеснен из Средней Азии войсками узбекского Шейбани-Хана в Афганистан. Оттуда Бабур повёл завоевательные походы в Северную Индию, и после того, как в 1526 и 1527 годах одержал две блистательные победы, закрепился в Индостане, положив начало династии Великих моголов. Он был образованным, имевшим широкий кругозор человеком: писал стихи, а его мемуары «Бабур-наме» содержат живописные картины наблюдения природы. Бабур был любителем и собирателем книг. О его неравнодушии к живописи свидетельствует упоминание им в мемуарах прославленного художника Бехзада, причем, с критическим оттенком (наряду с традиционными восторгами Бабур пишет, что у Бехзада плохо получались безбородые лица).
В научной литературе принята точка зрения, что у Бабура не было собственной китабхане, поскольку не известно ни одного иллюстрированного манускрипта, созданного под его патронажем. Принято считать, что Бабур большую часть времени проводил в военных кампаниях, поэтому не заказывал иллюстрированных книг. Однако, многие исследователи отмечают, что по сути, такая точка зрения противоречит как характеру Бабура, так и тому, что его родственники — потомки Тимура, к каковым он относился, правившие в Среднеазиатских княжествах, поддерживали просвещенную традицию покровительства художникам и писцам, держа у себя китабхане. Кроме того, сын Бабура — Мирза Камран, губернаторствоваший в Кабуле, содержал библиотеку-мастерскую, в которой в 1530-53 годах был создан иллюстрированный манускрипт «Юсуф и Зулейха» (Библиотека Пирпонта Моргана, Нью-Йорк). Повесть была переписана каллиграфом Абдаллой Ширази и содержит шесть миниатюр в провинциальном бухарском стиле, который, среди прочих, стал одним из источников появления могольской живописи. Прекрасная миниатюра на отдельном листе «Два музыканта под деревом» из частной коллекции, США, проданная в 2011 году на аукционе Сотбис за £ 679 650, выдержана в этом же стиле, и, полагают, была создана в китабхане Мирзы Камрана.

## Хумаюн (1530—1556)

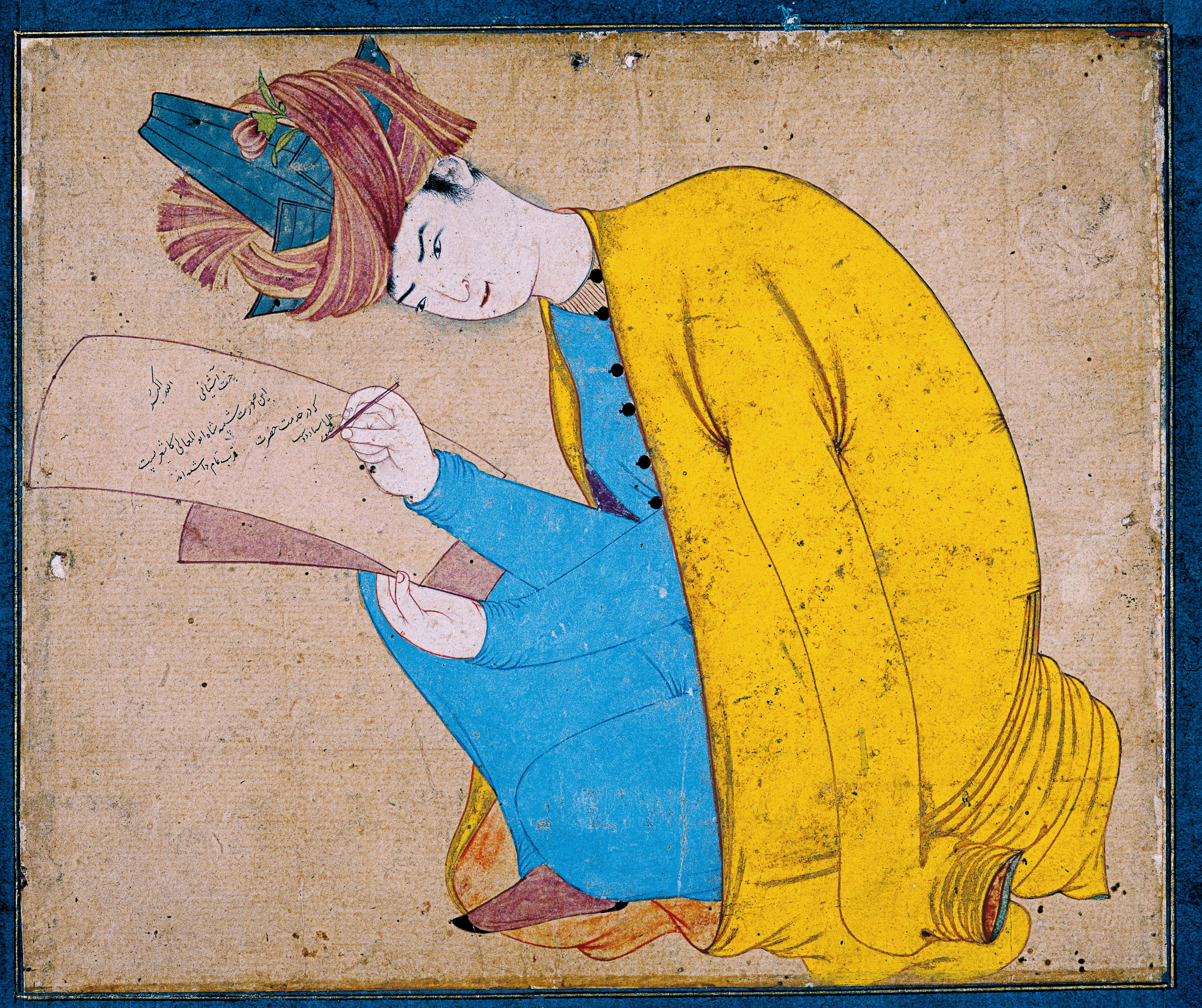
Дуст Мухаммад. Портрет Шаха Абул Маали. ок. 1556 г., Музей Ага Хана, Женева. На миниатюре, вероятно, изображён Шах Абул Маали — фаворит Хумаюна, который впоследствии из-за интриг и заговоров был повешен императором Акбаром. На нём можно видеть особый головной убор «тадж-и-иззат», изображение которого было характерной чертой миниатюр эпохи Хумаюна — этот головной убор носили только представители узкого круга приближённых императора. Он представлял собой типичный киргизский колпак, который и поныне носят в среднеазиатских республиках, с повязанным вокруг него красивым шарфом и украшенный пером или аграфом. Исследователи полагают, что этот головной убор Хумаюн придумал и сделал обязательным для приближённых в противовес сефевидскому «тадж-и-хайдари», который носили придворные персидского шаха. Обязательное ношение «тадж-и-иззат» было отменено императором Акбаром в день его совершеннолетия, и после этого в миниатюрах не встречается.

Любимому сыну Бабура, Хумаюну, выпала нелёгкая судьба. Его правление сопровождалось бунтами в провинциях, а в 1539 году Шер Шах Сур поднял против него войска, и после двух битв в 1539 и 1540 годах изгнал из собственных владений в Индии. Император нашёл убежище при дворе персидского шаха Тахмаспа, который дал ему 12 тысяч отборных конников и помог отвоевать Кабул (1545). Этот город стал временной столицей моголов в 1545—1555 годах. После смерти Шер Шаха Сура в 1545 году, Хумаюн воспользовался возникшей распрей его наследников и в 1555 году вернул свои владения в Индии.
Главными увлечениями Хумаюна были философия, астрология, поэзия и музыка. Известно, что когда Хумаюн в 1545 году вместе с супругой Хамидой Бану (ум.1604г) прибыл к сефевидскому двору, он приобрёл украшенный миниатюрами «Гулистан» Саади. Десятилетие пребывания его двора в Кабуле (1545-55) — один из самых мало освещенных периодов в развитии могольской миниатюры. Принятую много лет точку зрения, что всё началось с того, что Хумаюн, находясь в гостях у шаха Тахмаспа, познакомился с двумя художниками Миром Сеид Али и Абд ас-Самадом, с которых и началась могольская живопись, сегодня считают некоторым преувеличением. Хумаюн действительно был восхищён размахом работ в китабхане Тахмаспа, где были созданы лучшие произведения персидской миниатюры, и познакомился с художниками, которые впоследствии примкнули к его двору. Однако, сегодня полагают, что небольшая мастерская была у него уже в первое десятилетие правления в Индии, а после того, как Хумаюн в 1545 году отобрал Кабул у своего брата Мирзы Камрана, он сохранил и китабхане, которая была там. Известно также, что до того, как к императору Хумаюну прибыли Мир Сеид Али и Абд ас-Самад, в его свите были, по меньшей мере, два известных художника из кабульской китабхане Мирзы Камрана — Мулла Юсуф и Дуст Мухаммад. Руке последнего приписывают миниатюру «Хумаюн и его братья», которая считается самым ранним могольским произведением с установленной датой (1546). По мнению ряда исследователей, художник изобразил в нём аллегорию торжества по поводу обряда обрезания Акбара — сына Хумаюна, ставшего впоследствии знаменитым правителем Индии.
О вкусах и предпочтениях императора Хумаюна говорит тот факт, что именно пожилого Дуст Мухаммада он называет в 1552 году в своём письме к правителю Кашгара Рашид Хану «Мани нашего века», а не молодых художников Мира Сеида Али или Абд ас-Самада, которые присоединились к его свите только в 1549 году. Тем не менее, роль последних в становлении могольского художественного стиля очень велика. С появлением этих двух молодых мастеров в могольскую живопись влились все последние достижения тебризской, казвинской и бухарской школ миниатюры. Влияние персидской традиции отразилось в великолепной каллиграфии, богатом декорировании полей страниц, расписанных золотом маргиналиях и расписных книжных переплётах. До наших дней дошла одна миниатюра Абд ас-Самада, которую можно приписать времени правления Хумаюна — «Акбар показывает свой рисунок Хумаюну» (1550-56гг, Библиотека Голестан, Тегеран). Миниатюра выдержана в чисто сефевидском стиле, характерном для мастерской шаха Тахмаспа в Тебризе.
Наиболее важный манускрипт, созданный в эпоху Хумаюна — «Хамсе» Низами («Пять поэм», Частное собрание, Ахмадабад), в котором содержатся 34 миниатюры (две из них приписывают Мир Мусаввиру, остальные — анонимным мастерам, находившимся под влиянием разных художественных идиом — бухарской, сефевидской, индо-персидской и стиля индийских миниатюр Чандаяны). Тематические интересы Хумаюна включали портрет, натуралистические зарисовки природы, иллюстрирование исторических событий, сцены придворной жизни, словом, всё то, что будет в дальнейшем развито при Акбаре и его наследниках. Император Хумаюн стал основателем первой могольской китабхане в Дели, и зачинателем того синтеза разнородных художественных идей, который станет отличительной чертой могольской живописи периода расцвета. Тем страннее ирония его судьбы: 24 января 1556 года он упал с лестницы собственной китабхане и скончался через три дня.

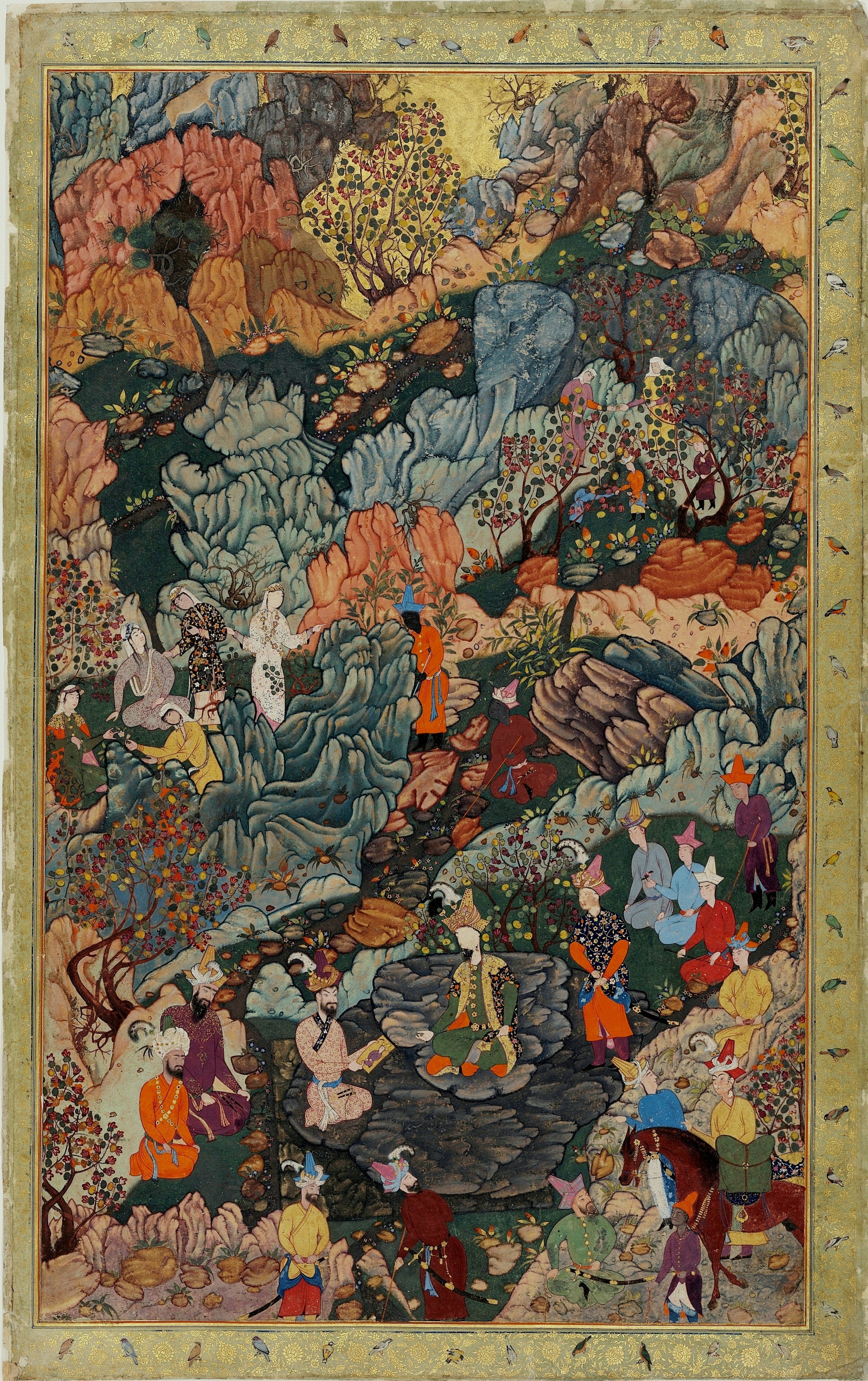
Дуст Мухаммад. Хумаюн и его братья. Лист из «Берлинского альбома» ок. 1546 г. Берлин, Государственная библиотека.
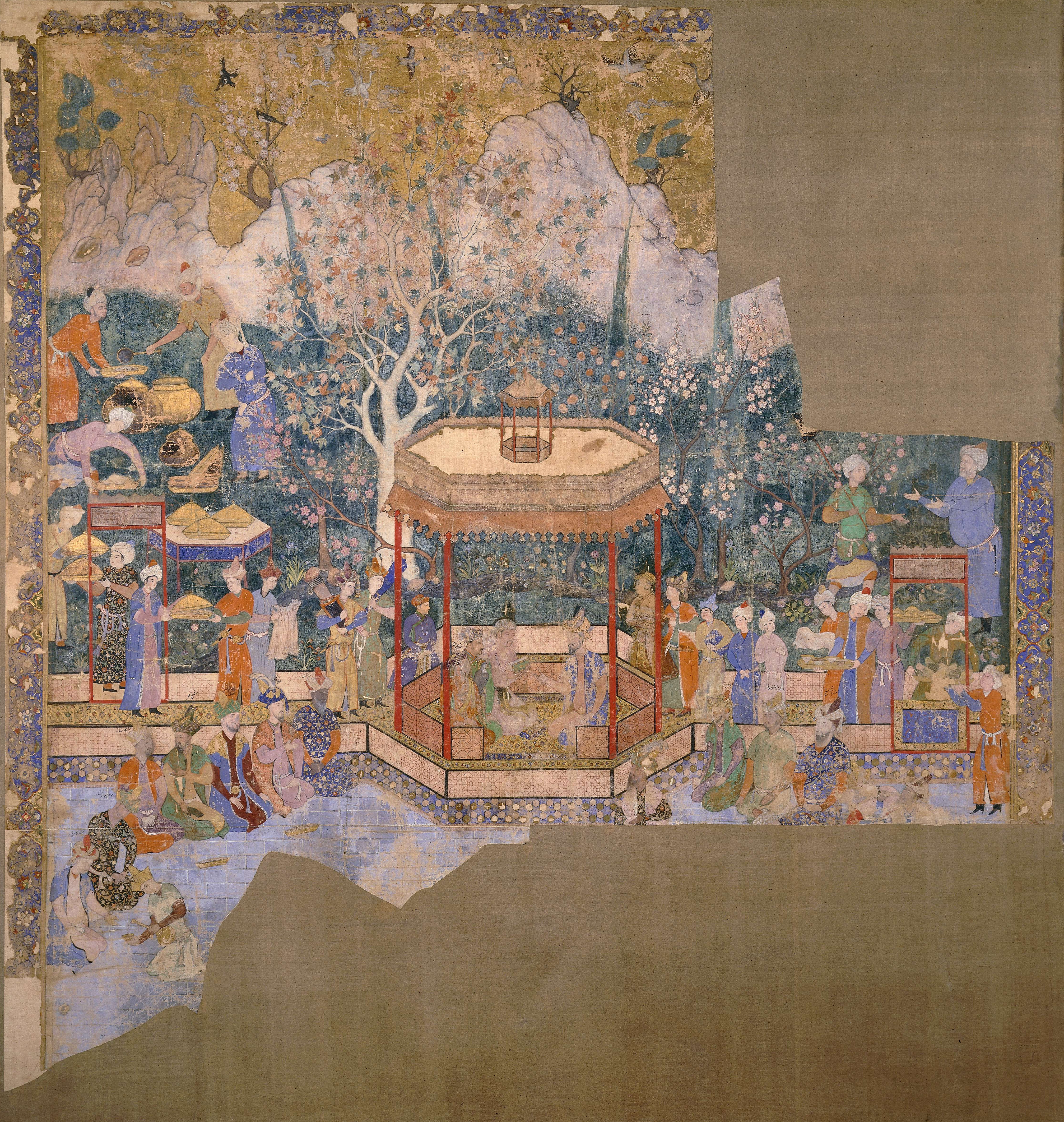
Абд ас-Самад. Правители из дома Тимура. 1550-55гг, Лондон, Британский музей.
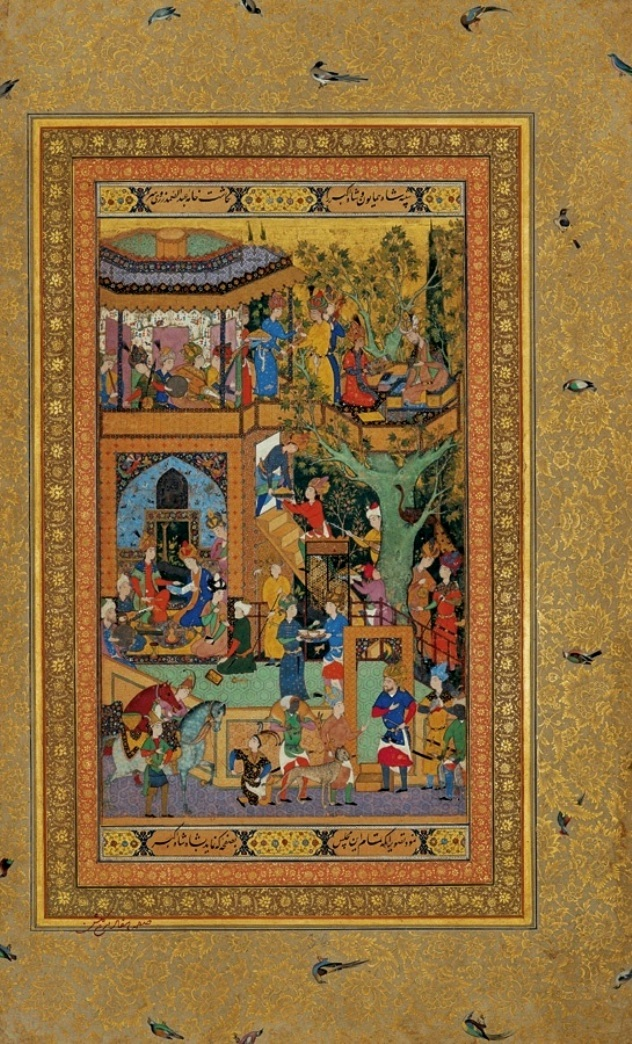
Абд ас-Самад. Акбар показывает свой рисунок отцу Хумаюну. ок. 1550-56гг, Библиотека Голестан, Тегеран.

## Акбар (1556—1605)

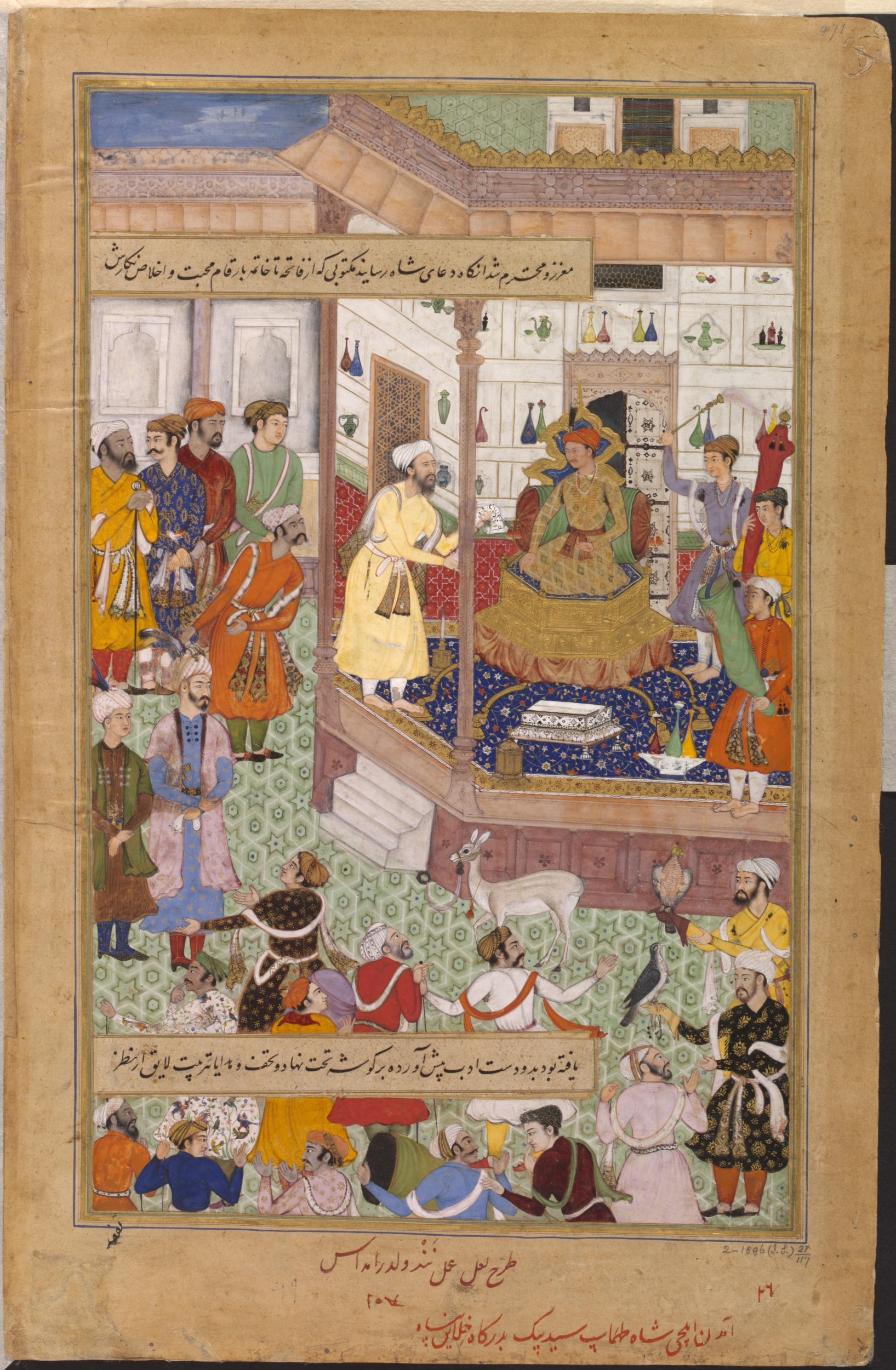
Акбар в 1562 году принимает посла шаха Тахмаспа I Сайид Бека. Акбар-наме, ок. 1590г, Музей Виктории и Альберта, Лондон

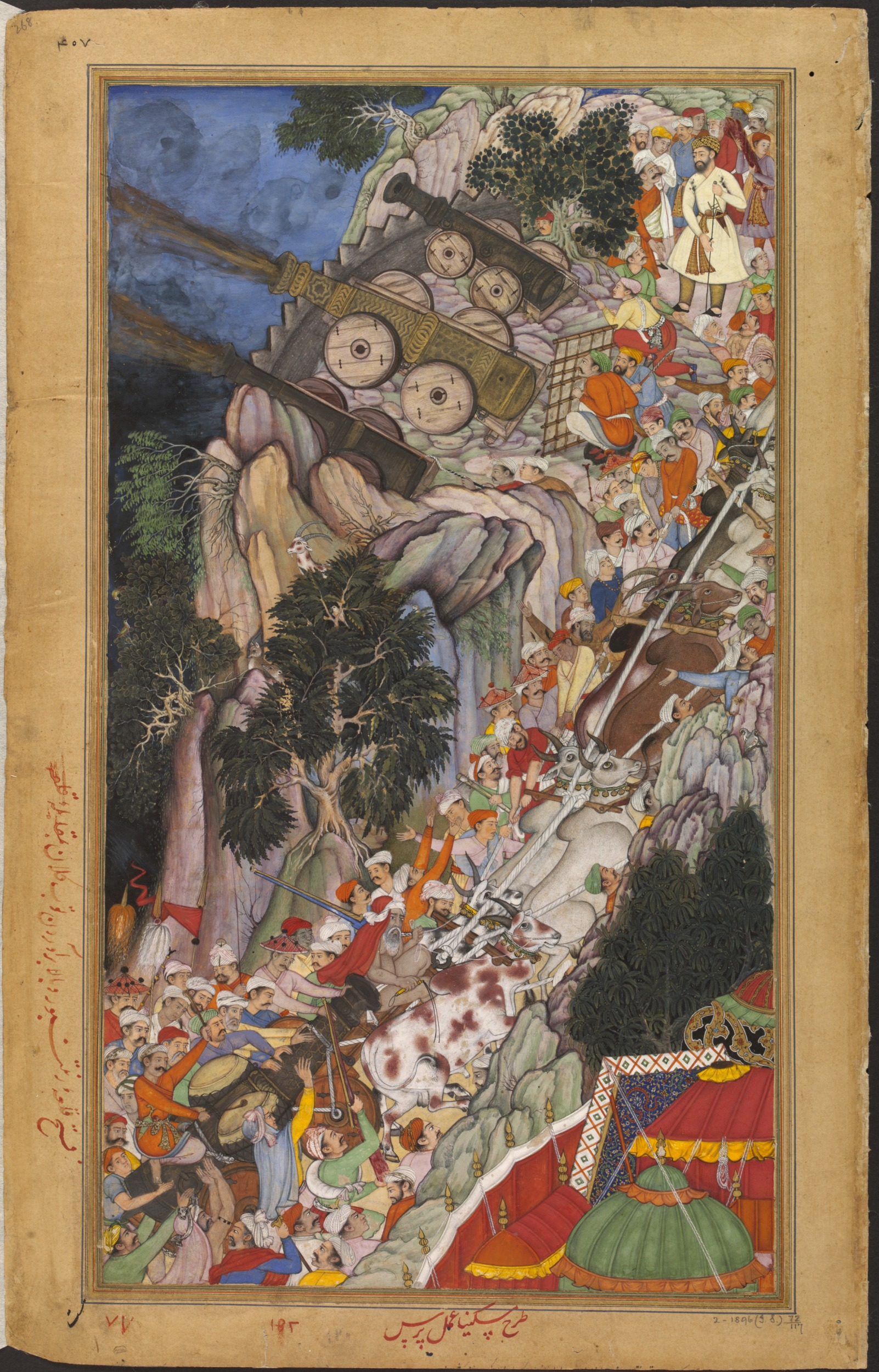
Осада крепости Ратхамбор. Акбар-наме, ок. 1590г, Музей Виктории и Альберта, Лондон

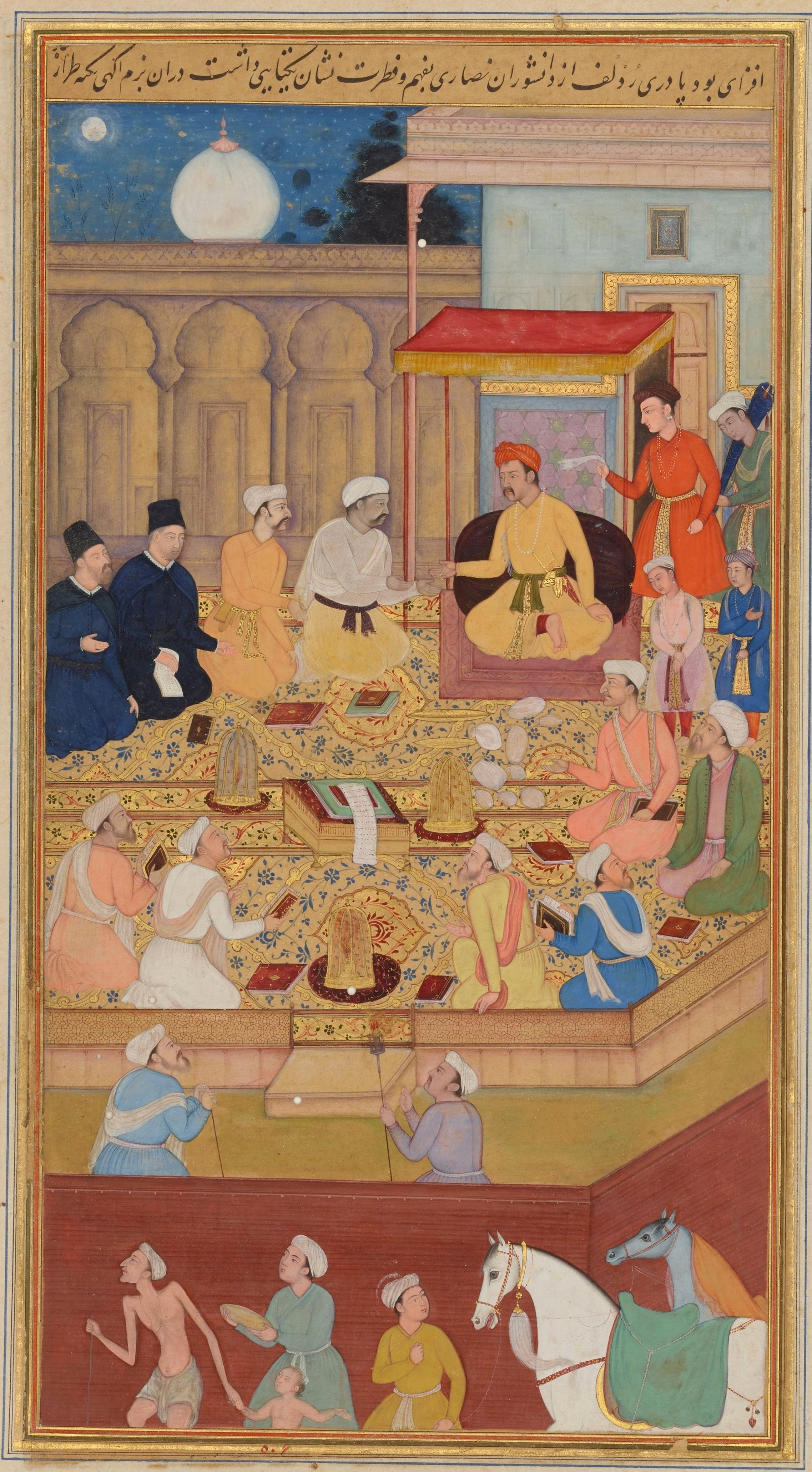
Акбар принимает иезуитов Рудольфа Аквавива и Антонио Монсеррате в 1580 году. Акбар-наме. 1597г, Библиотека Честер Битти, Дублин

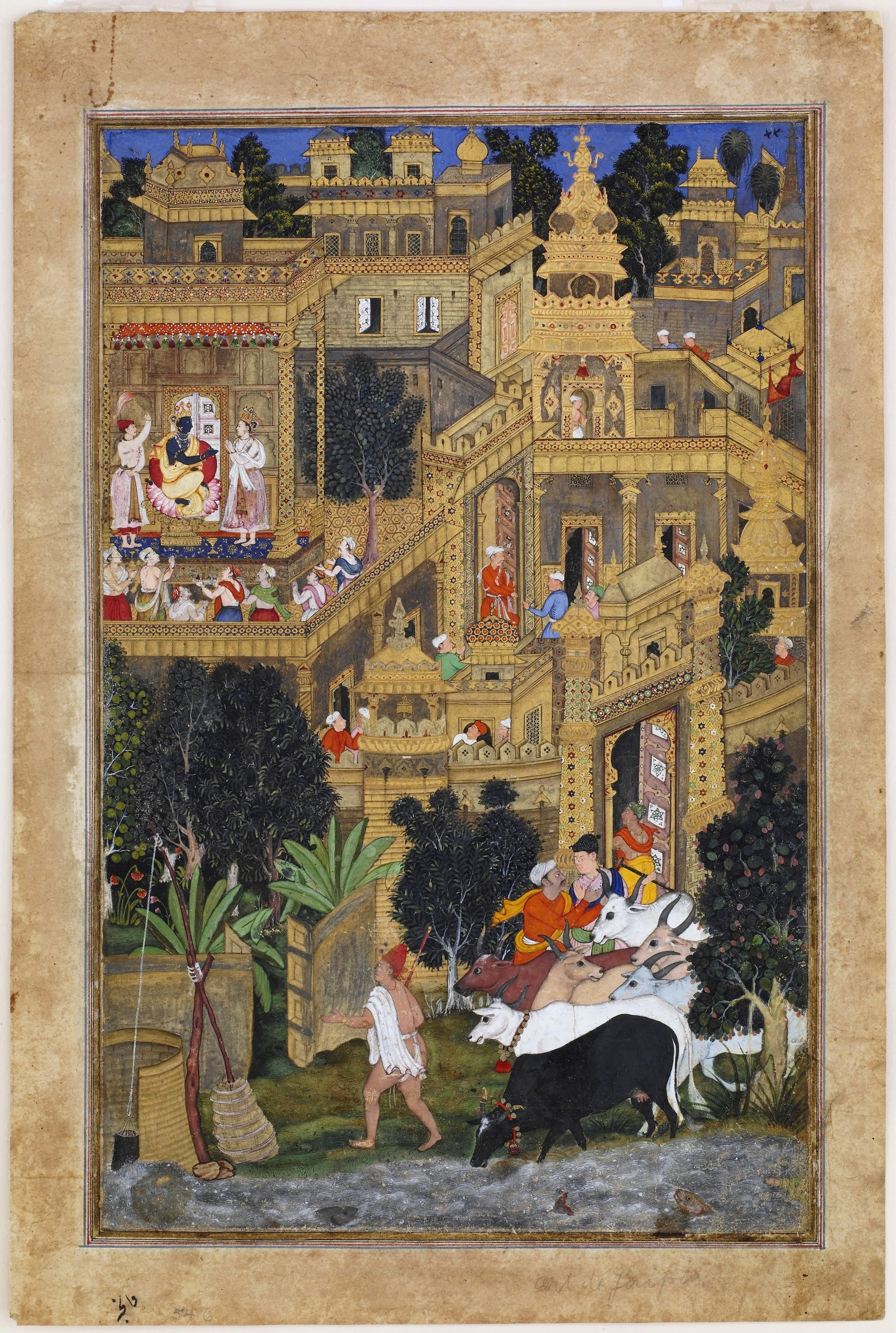
Кришна в Золотом граде. Страница из Харивамсы. ок. 1600г, Галерея Фрир, Вашингтон

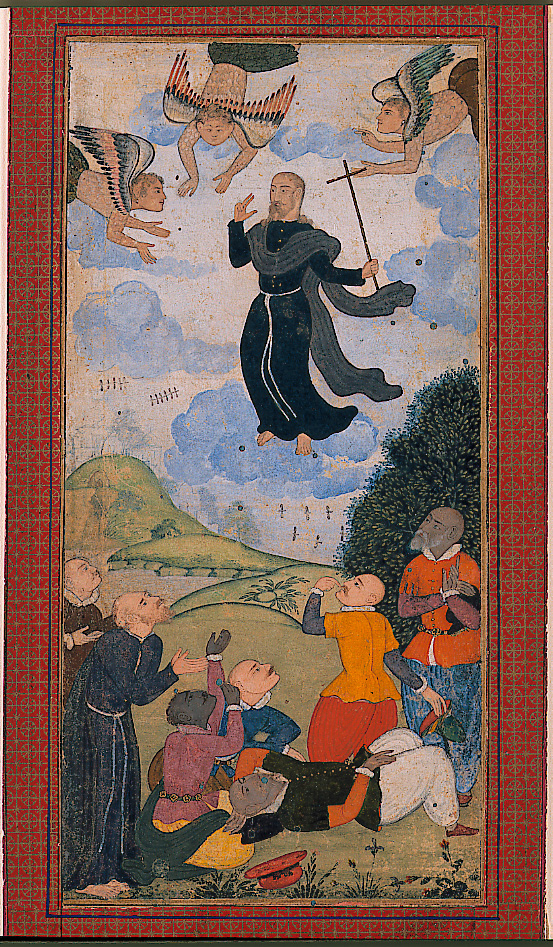
Вознесение Христа в образе священника. Дастан-и Масих, 1602-05 гг., Музей искусства Сан Диего.

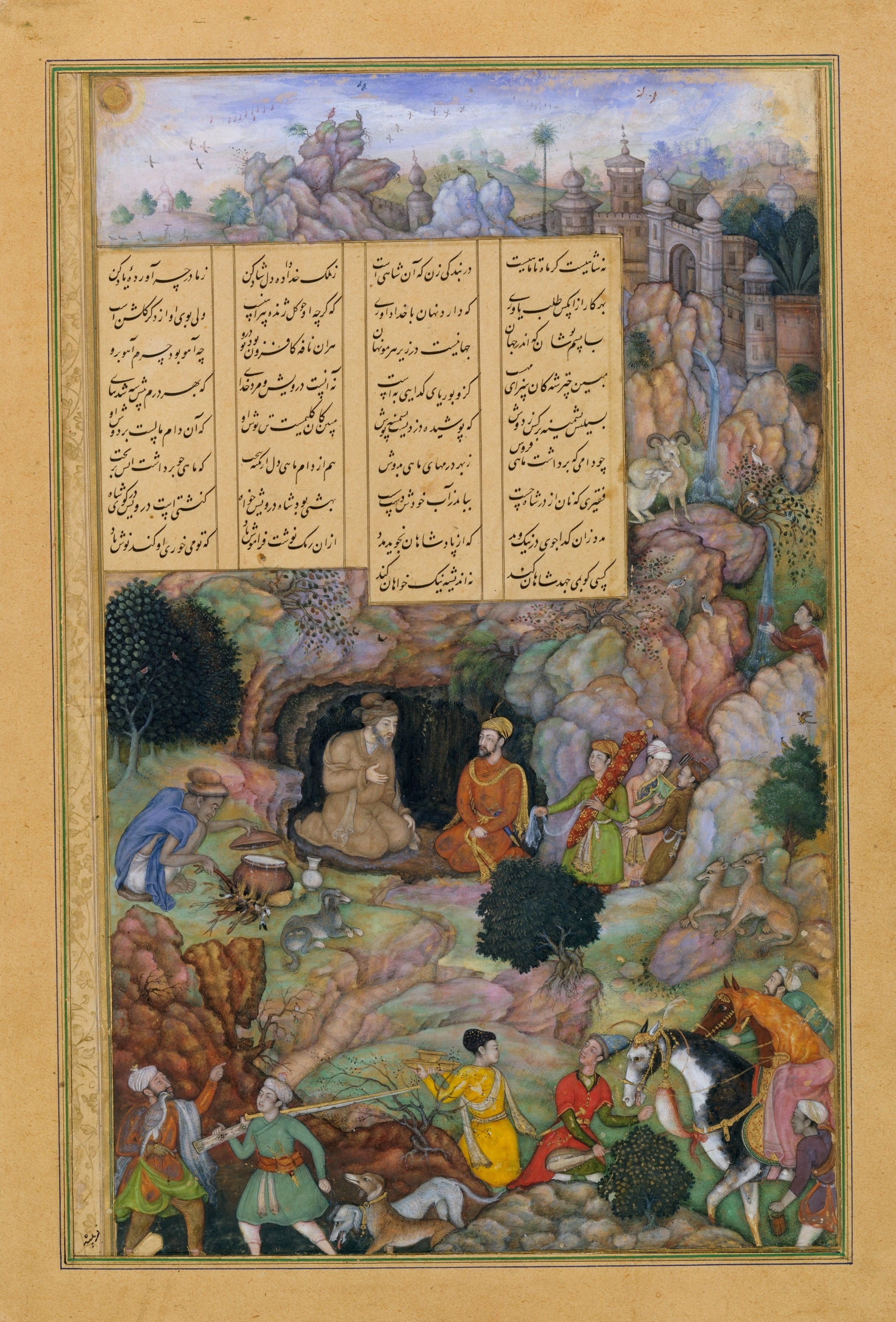
Александр Великий посещает мудреца Платона в его пещере. Лист из «Хамсе» Амира Хосрова Дехлеви, 1597-8, Музей Метрополитен, Нью-Йорк

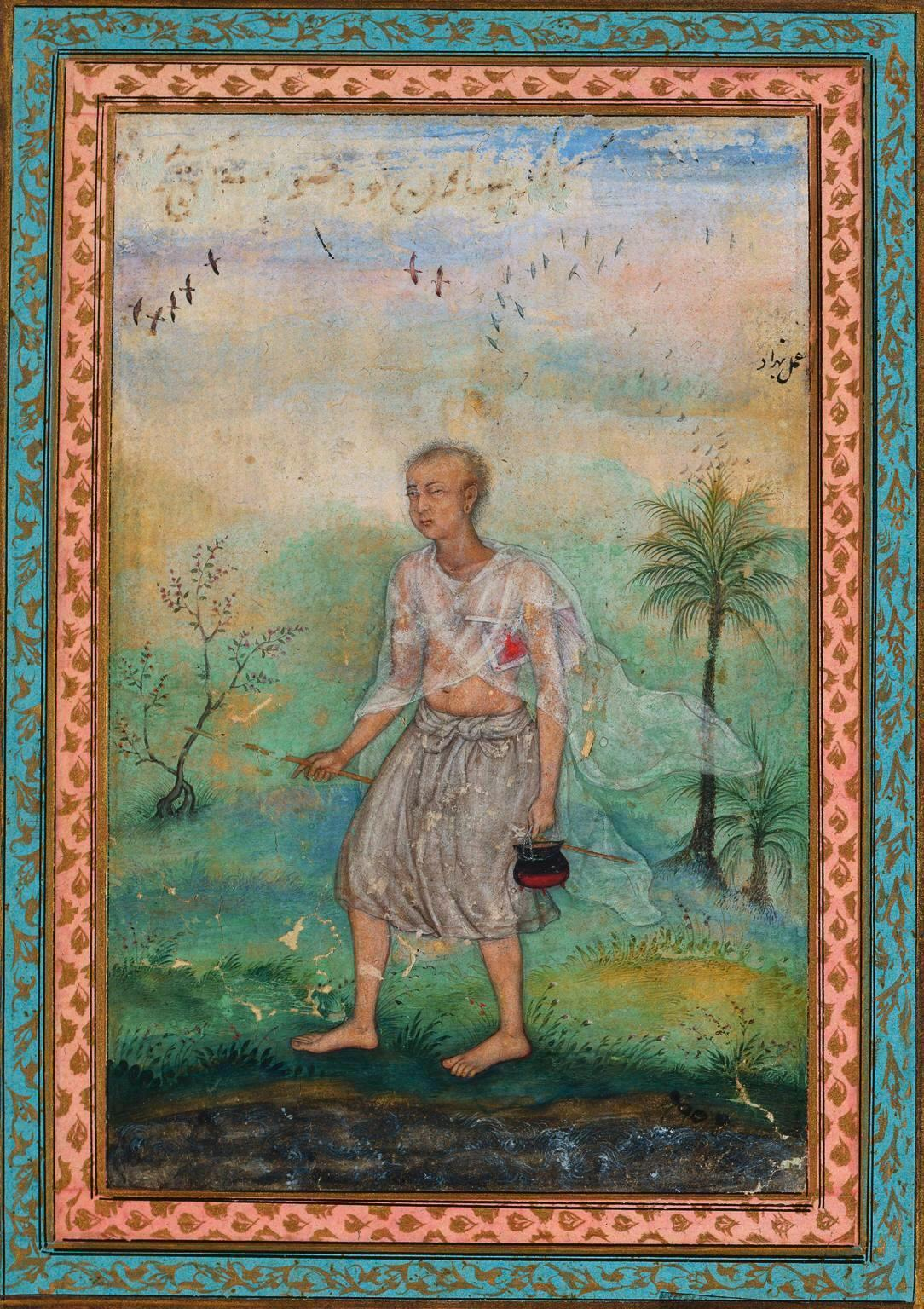
Басаван. Джайнский аскет, идущий по берегу реки, ок. 1600, Музей искусства, Кливленд

В связи с внезапной смертью отца, Акбар был посажен на могольский трон в 14 лет. Он с детства проявлял интерес к каллиграфии и живописи, а его наставниками в этих искусствах были Мир Сеид Али и Абд ас-Самад, к которым он испытывал уважение всю свою жизнь. Правление Акбара было столь благодатным, что, в конце концов, приняло в Индии легендарный вид. В его царствование границы Могольской империи постоянно расширялись. Его выдающиеся таланты, необычайную любознательность и цепкую память современные исследователи объясняют тем, что Акбар, вероятно, страдал редкой болезнью — дислексией (неспособность к чтению). Именно поэтому он не читал книги, а отмечал своей рукой, до какого места чтецам надлежит произносить текст. Возможно этим же объясняется и его сильное пристрастие к книжным иллюстрациям, позволяющим иметь перед глазами визуальный аналог текста.
По своей вере Акбар был мусульманином суннитского толка и правил в стране, большинство жителей которой были индусами. Он горячо верил в культурный и религиозный синтез, использовал католицизм для того, чтобы умерить засилье исламской ортодоксии, а живопись считал «противоядием против зла невежества». К ортодоксам, ненавидящим живопись, он относился с неприязнью.
В его правление персонал китабхане был расширен по разным оценкам до нескольких сот человек. Художников, каллиграфов, переплётчиков и прочих мастеров собирали со всех концов Индостана, среди них были и мусульмане и индусы. Придворный историк Абу-л Фазл в «Айн-и Акбари» сообщает, что Акбар много сделал для того, чтобы «…художники имели всё необходимое для работы по справедливым ценам. Особенно улучшилось качество красок».
Акбар несколько раз менял столицу — Агра (1556-69), Фатехпур Сикри (1569-85), Лахор (1585-98) и снова Агра (1599—1605) и каждый раз его большая книжная мастерская следовала за ним. Один из самых первых крупных проектов — создание манускрипта «Тути-наме» («Рассказы попугая», Музей искусства, Кливленд). Его текст состоит из 52 историй, рассказанных попугаем своей хозяйке для того, чтобы удержать её ночью дома, пока отсутствовал муж. Из каждой истории делается назидательный вывод. Вероятно, этот экземпляр книги был создан ещё в середине XVI века при раджпутском дворе Манду, а в мастерской Акбара в 1560-65 годах были заново переписаны иллюстрации. В книге 218 миниатюр, авторами которых были разные художники (там впервые появляются имена Басавана и Дасвантха, но кроме них эксперты насчитали порядка тридцати других художников). Стилистически это самые разные работы, в них эклектически смешаны локальные домогольские стили, которые в каждом конкретном случае дают возможность понять, из какого региона Индии происходит тот или иной художник. Место действия чаще имеет пространственную глубину, чем по-персидски плоское построение, композиции разнообразны, некоторые фигуры изображены не в профиль, а в развороте ¾.

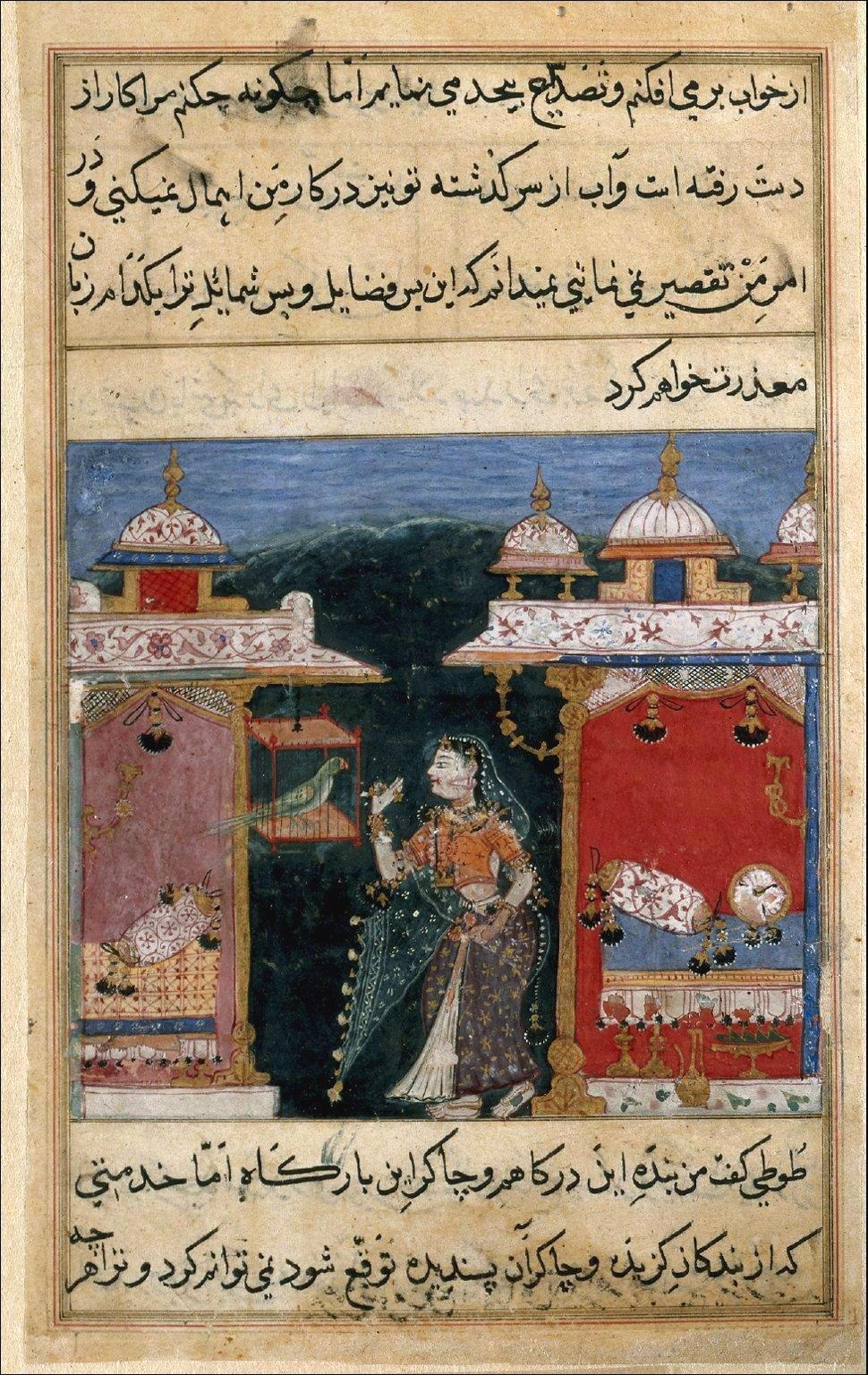
Попугай обращается к Ходжасте в начале седьмой ночи. Тути-наме, 1560-65, Музей искусства, Кливленд
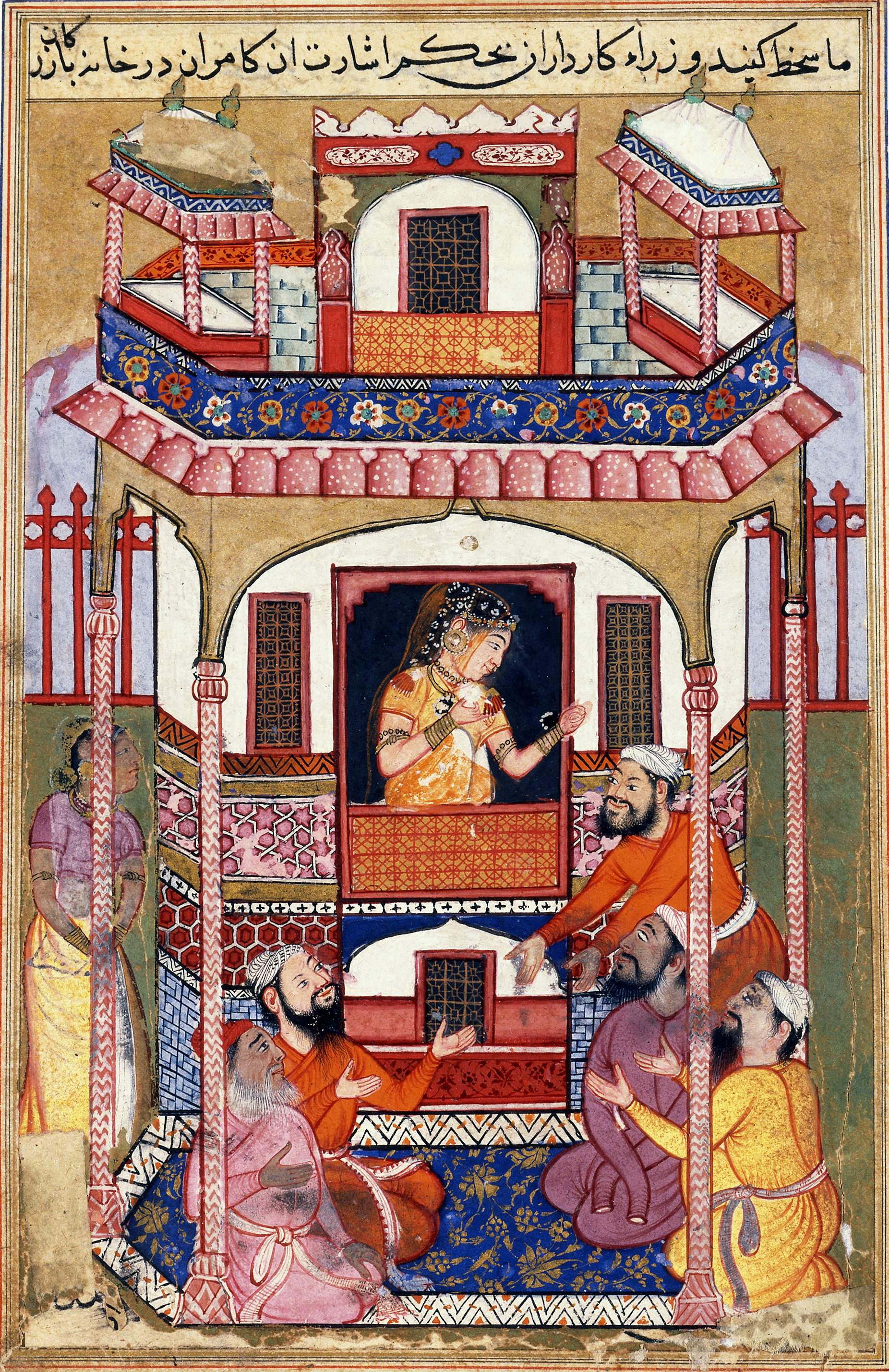
Визири султана посещают молодую женщину, лист из кливлендского Тути-наме, ок. 1560-65, Коллекция Давида, Копенгаген
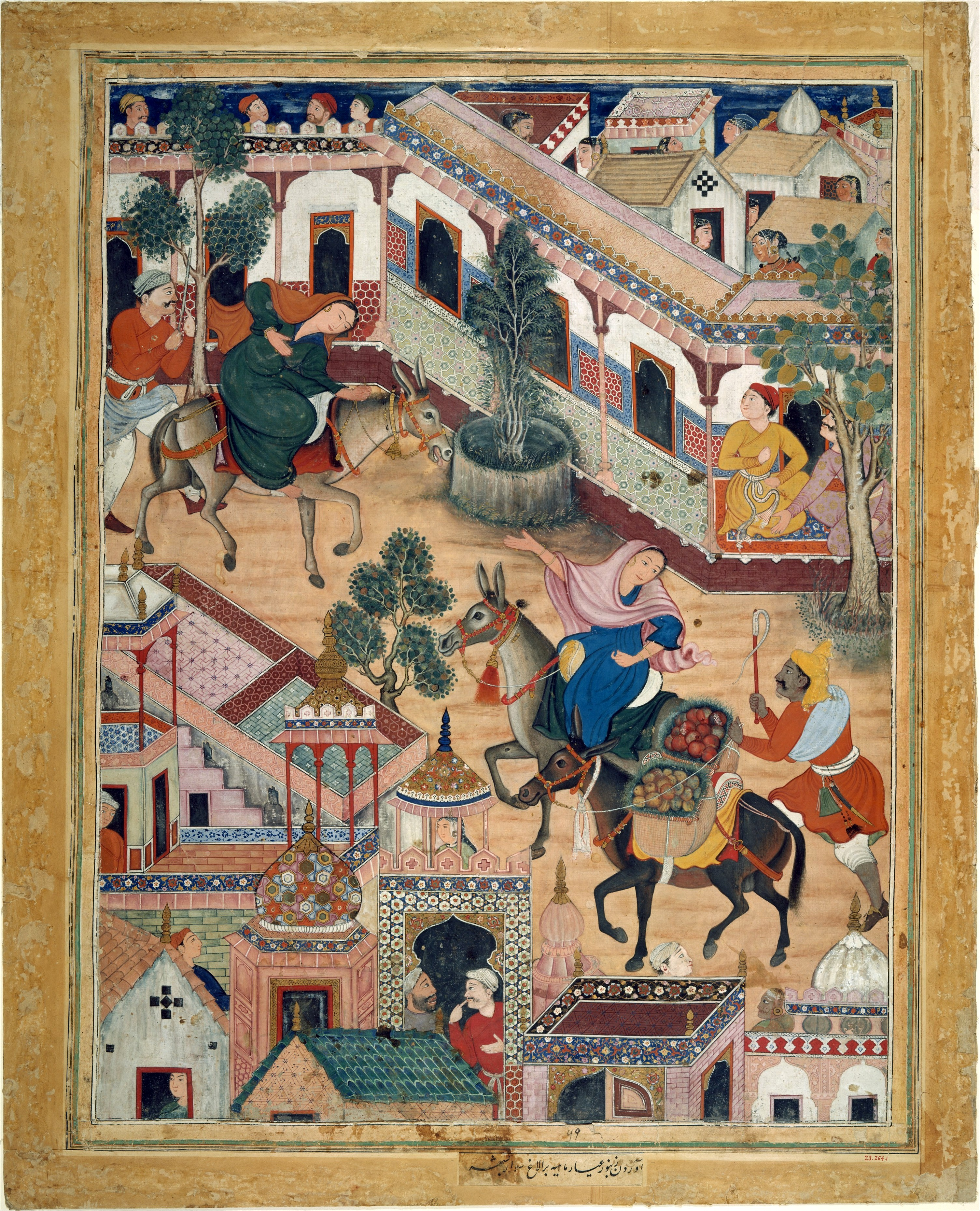
Шпион Занбур приводит Махийю в город Таварик, лист из Хамза-наме, ок. 1570, Музей Метрополитен, Нью-Йорк
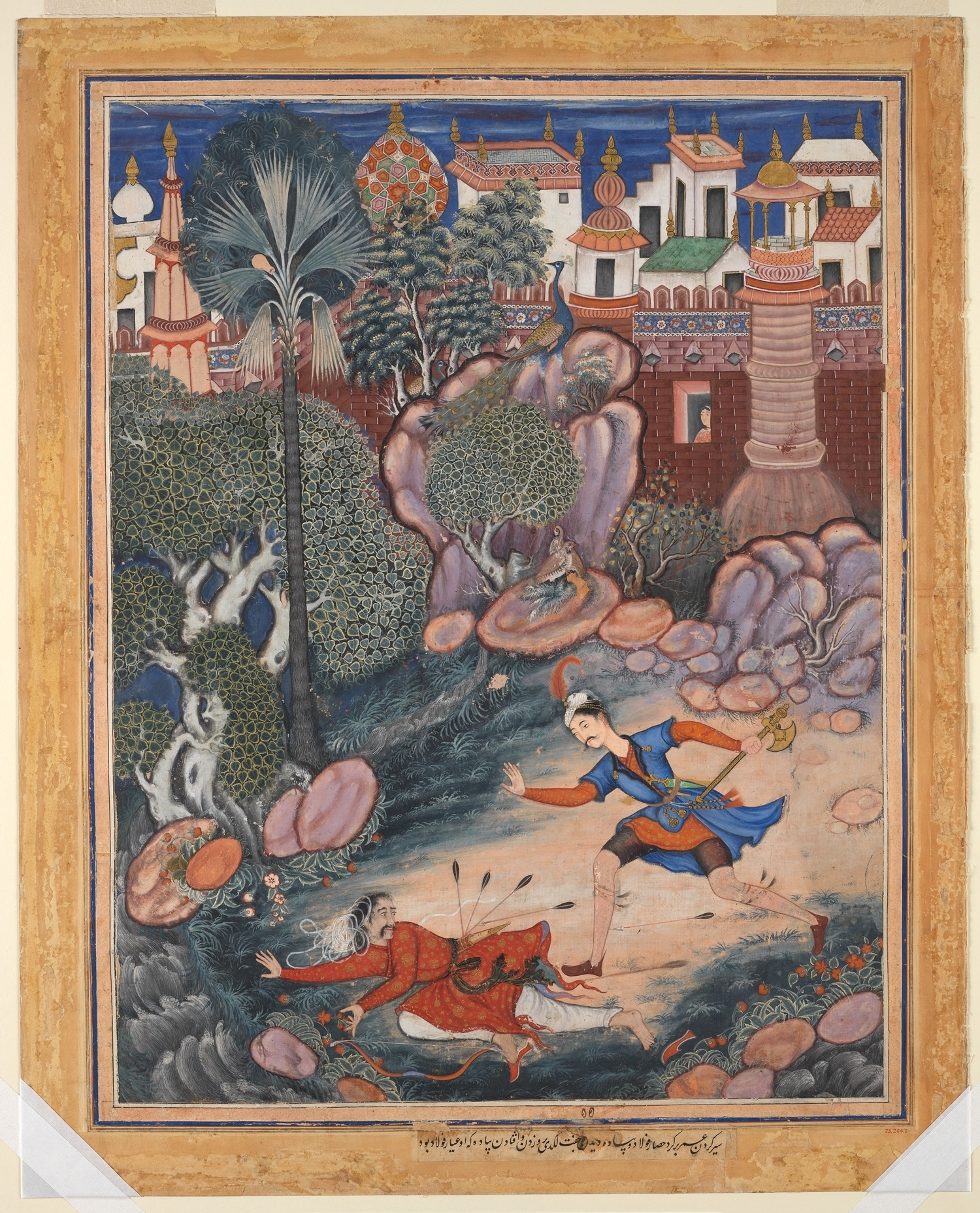
Умар опрокидывает пехотинца на землю возле замка Фулад. Лист из Хамза-наме, ок. 1570, Музей Метрополитен, Нью-Йорк
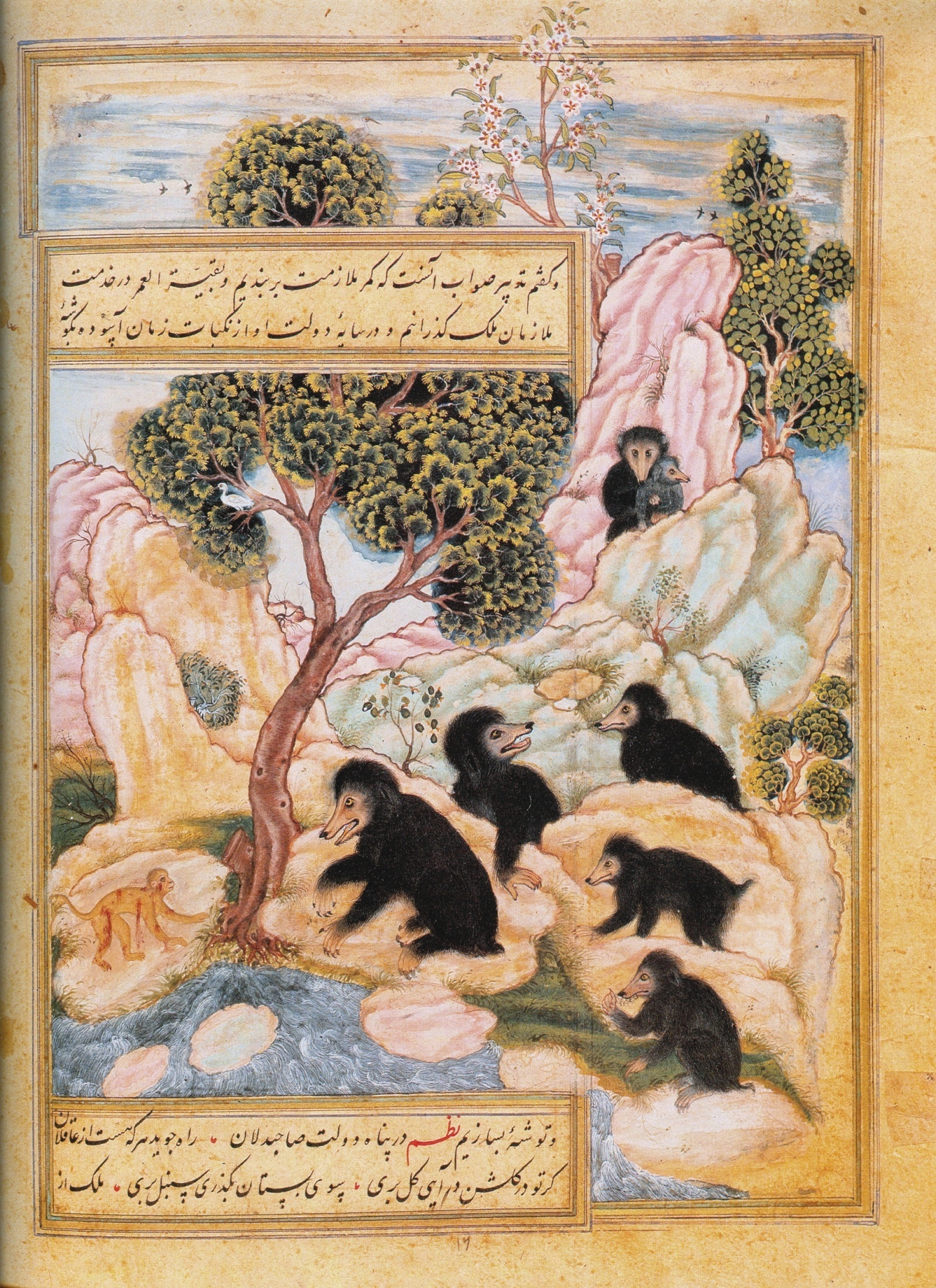
Обезьяна Маймун заманивает медведей. Анвар-и Сухаили, ок. 1570-71. Библиотека Школы восточных и африканских исследований, Лондон
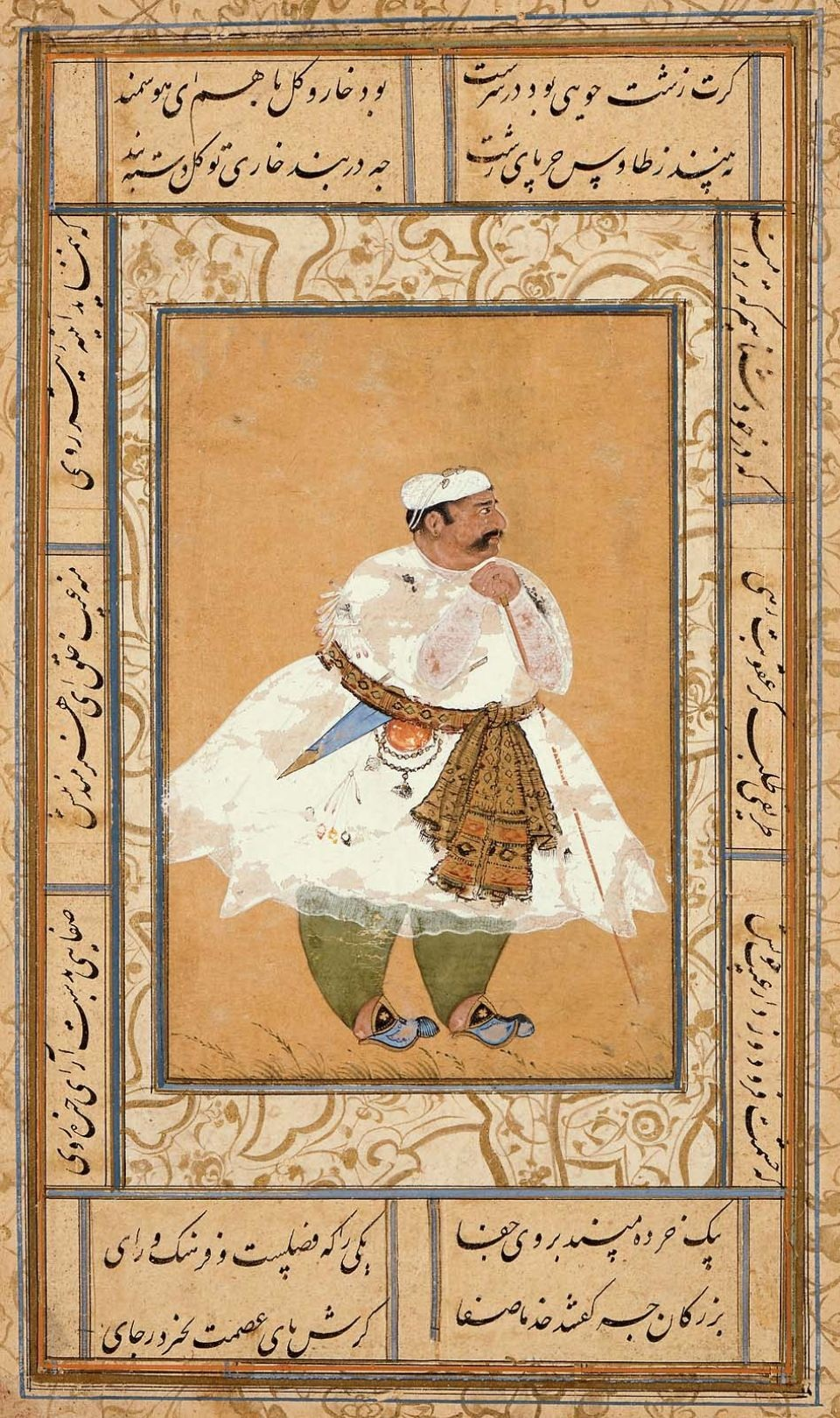
Портрет Мота Раджа Удай Сингха, ок. 1580, Музей изящных искусств, Бостон

Самым грандиозным проектом мастерской было создание 14-томной версии «Хамза-наме» («История Хамзы», ок. 1562—1577). Этот проект продолжался в течение почти 15 лет; был начат под руководством Мира Сеида Али, а завершён под началом Абд ас-Самада. Манускрипт состоял из 1400 больших (67,6х51,3 см) миниатюр, написанных на хлопковой марле. Сюжетом послужили истории из жития Хамзы, дяди пророка Мухаммеда, принявшие вид легенд и сказок. До наших дней дошло около 140 миниатюр из этой книги, в которых можно видеть самое разное качество; будучи по-прежнему связанными с персидской традицией, они, тем не менее, демонстрируют стремление к натурализму, реалистическому отображению пространства, ясному изложению повествования, в них виден интерес к портрету. Последнее специалисты считают результатом влияния европейской гравюры, проникавшей с 1560-х годов в Могольскую империю. Однако цветовая палитра этих миниатюр характерно индийская.
Более отчётливо становление особого могольского живописного стиля можно видеть в другом проекте акбаровской китабхане — в «Анвар-и Сухаили» («Созвездие Канопус» — персоязычная версия книги «Калила и Димна» Кашифи; 1570, Библиотека Школы восточных и африканских исследований, Лондон). Ни одна из 27 миниатюр этой книги не имеет авторской подписи, но почти все выдержаны в единой стилистике (исключение составляют две миниатюры в провинциальном бухарском стиле). При сравнении с «Тути-наме» заметны более тонкая живописная техника, большее колористическое разнообразие, отсутствие грубых контрастов, сюжеты излагаются в спокойной, менее форсированной манере. Всё это является свидетельством талантливой организации дела и единоначалия в производстве иллюстраций.
Абу-ль-Фазл в «Айн-и Акбари» описывает процесс становления «акбаровского стиля» таким образом: придворные чиновники каждую неделю клали перед Его Величеством произведения всех художников, «… затем в зависимости от качества представленных работ он раздавал награды или увеличивал месячное жалование». То есть, этот стиль был непосредственным отражением вкусов и предпочтений императора Акбара.
С середины 1570-х годов Акбар стал уделять особое внимание портрету, понуждая аристократов и придворных позировать художникам для увековечивания их персон. Абул Фазл в «Айн-и Акбари» поясняет: «Его Величество сам позировал для портрета и распорядился, чтобы все вельможи в его государстве делали то же самое. Так был создан огромный альбом: те, кто покидал этот мир, обретали в альбоме новую жизнь, живые же получали перспективу обессмертить себя». Первые портреты были довольно простыми, они передавали легко узнаваемые особенности персоны посредством отображения лица, характерной позы и жеста. Таков, например, портрет Мота Раджа Удай Сингха (Бостон, Музей изящных искусств), в котором переданы его физиономические особенности и внушительные размеры туловища. С развитием портретного искусства больше внимания стало уделяться деталям, таким, как роскошное платье и тюрбан, и тщательному изображению богатого оружия, часто в ущерб психологическим особенностям портретируемого.
В целом, ранняя акбаровская миниатюра больше базировалась на сказочных и вымышленных сюжетах, чем на отображении реальных случаев из жизни. Манускрипт «Дараб-наме» («История Дараба», ок. 1580, Британская библиотека, Лондон), описывающий вымышленную жизнь деда Александра Великого, продолжает ту же нарративную и художественную тенденцию, которая была начата в «Тути-наме» и «Анвар-и Сухаили». Многие из 157 иллюстраций этого манускрипта имеют надписи с именами художников, что, по видимому, отображает растущий интерес Акбара к особенностям индивидуальной манеры каждого. Миниатюрам присуще такое же стилистическое единство и ровность, как иллюстрациям в «Анвар-и Сухаили» 1570 года. Некоторые из них выполнены на высочайшем уровне, некоторые чуть пониже, но все эти особенности, скорее объясняются причудами выбора заказчика-императора, чем какими-либо иными обстоятельствами.

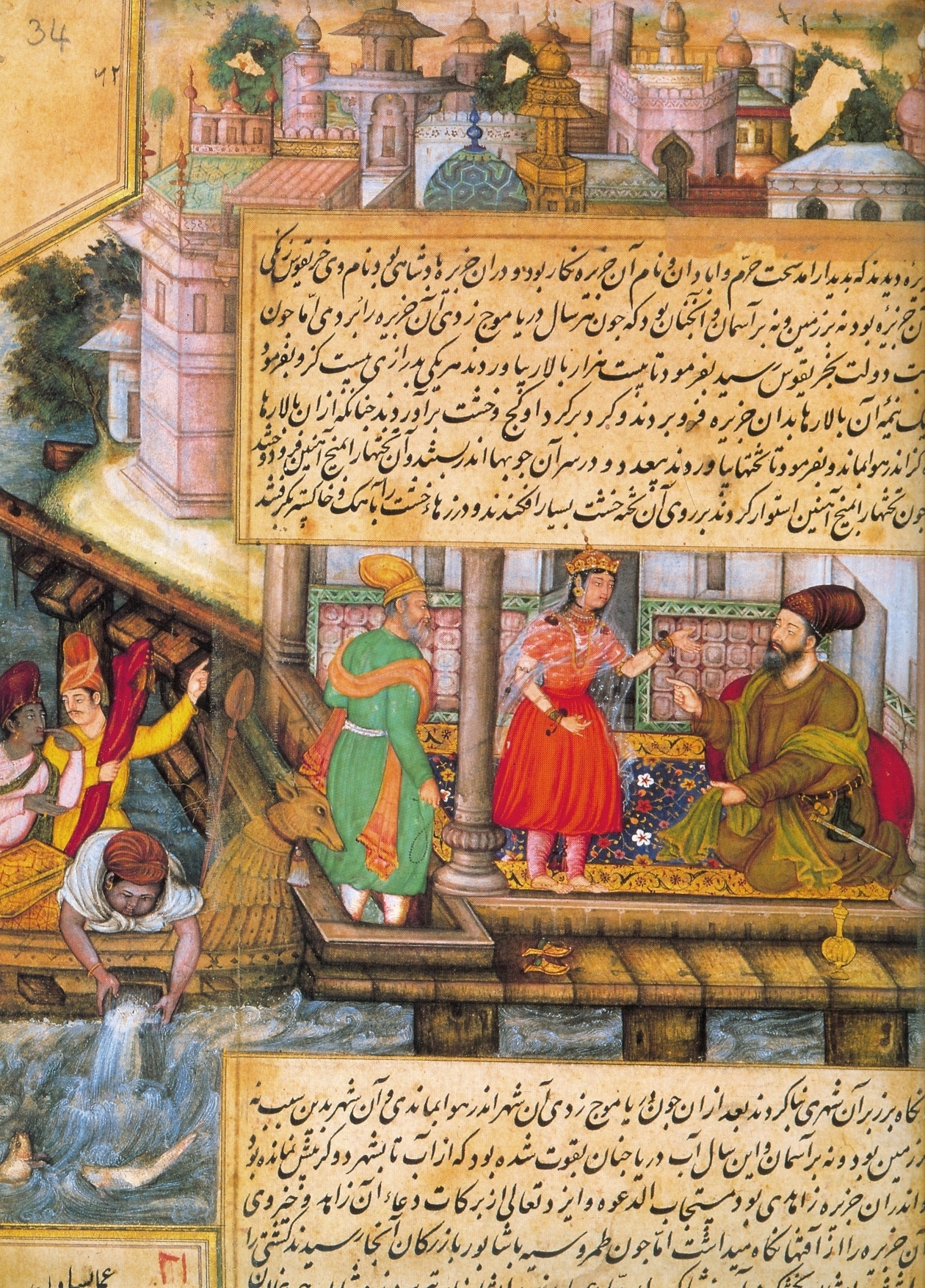
Басаван. Тамаруза и Шапур на острове Нигар. Лист из Дараб-наме, ок. 1580, Британская библиотека, Лондон
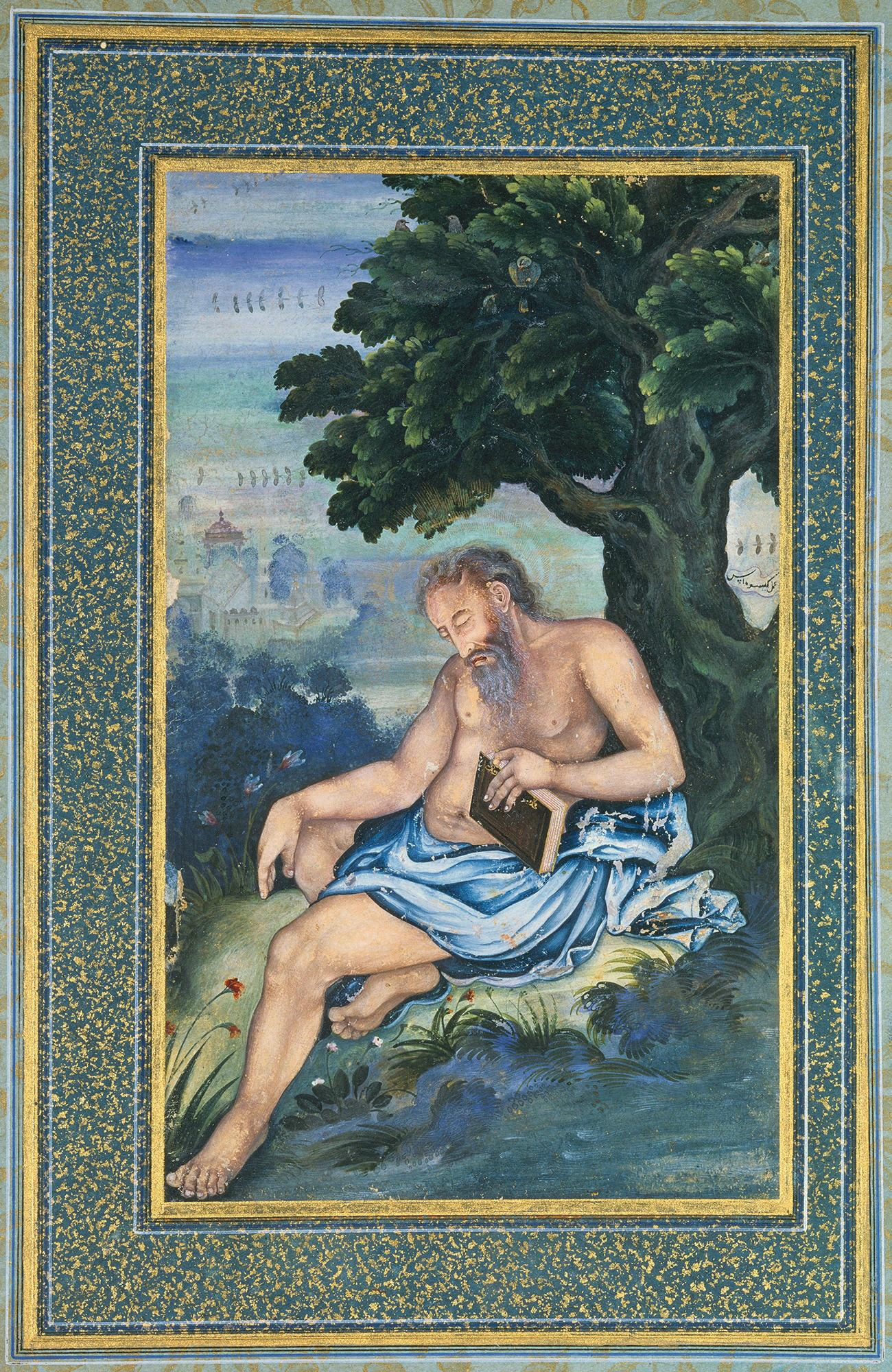
Кесу Дас. Св. Иероним. 1580-85, Музей Гиме, Париж
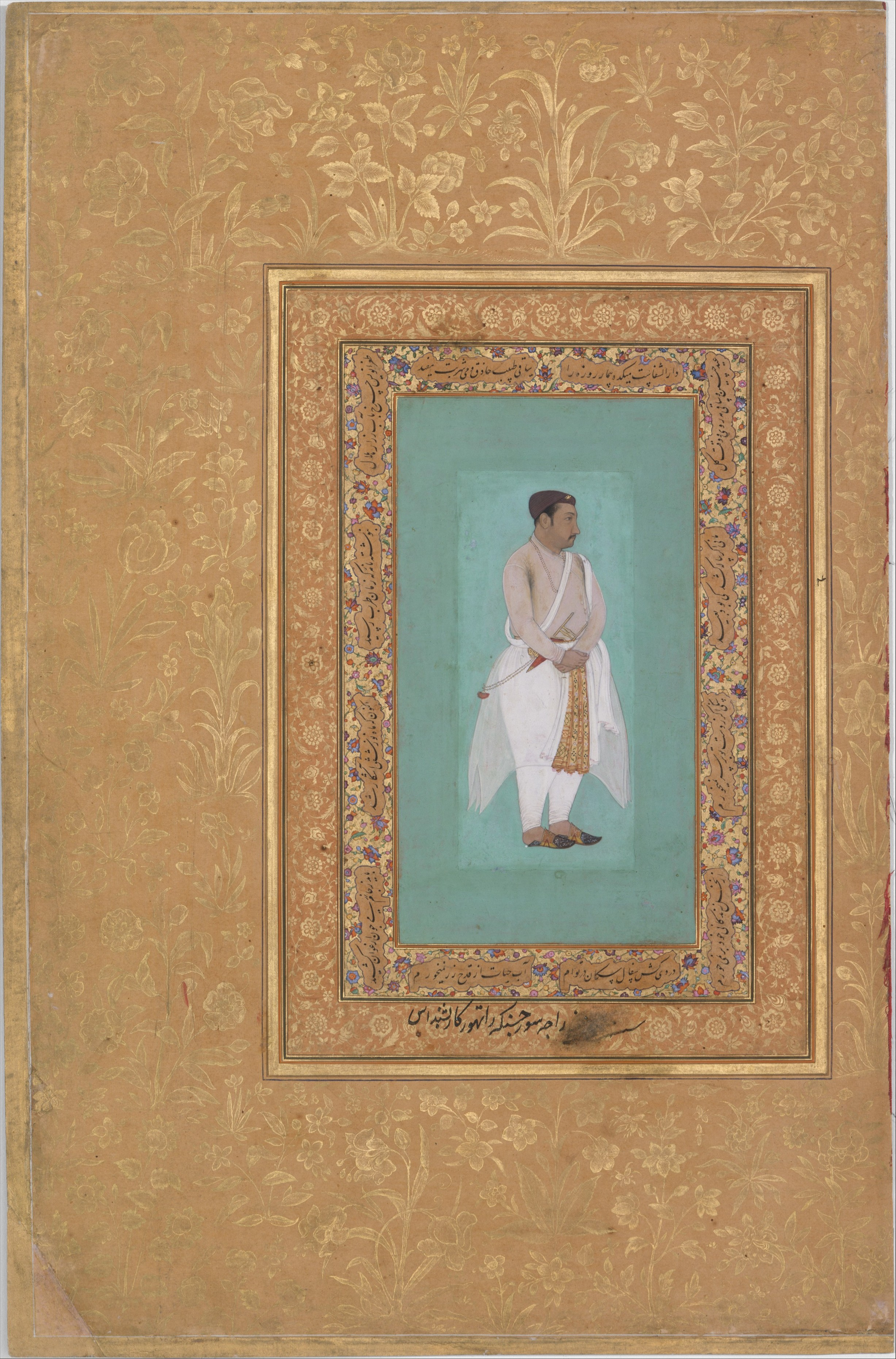
Бишан Дас. Портрет Раджи Сурадж Сингха, 1590, Музей Метрополитен, Нью-Йорк
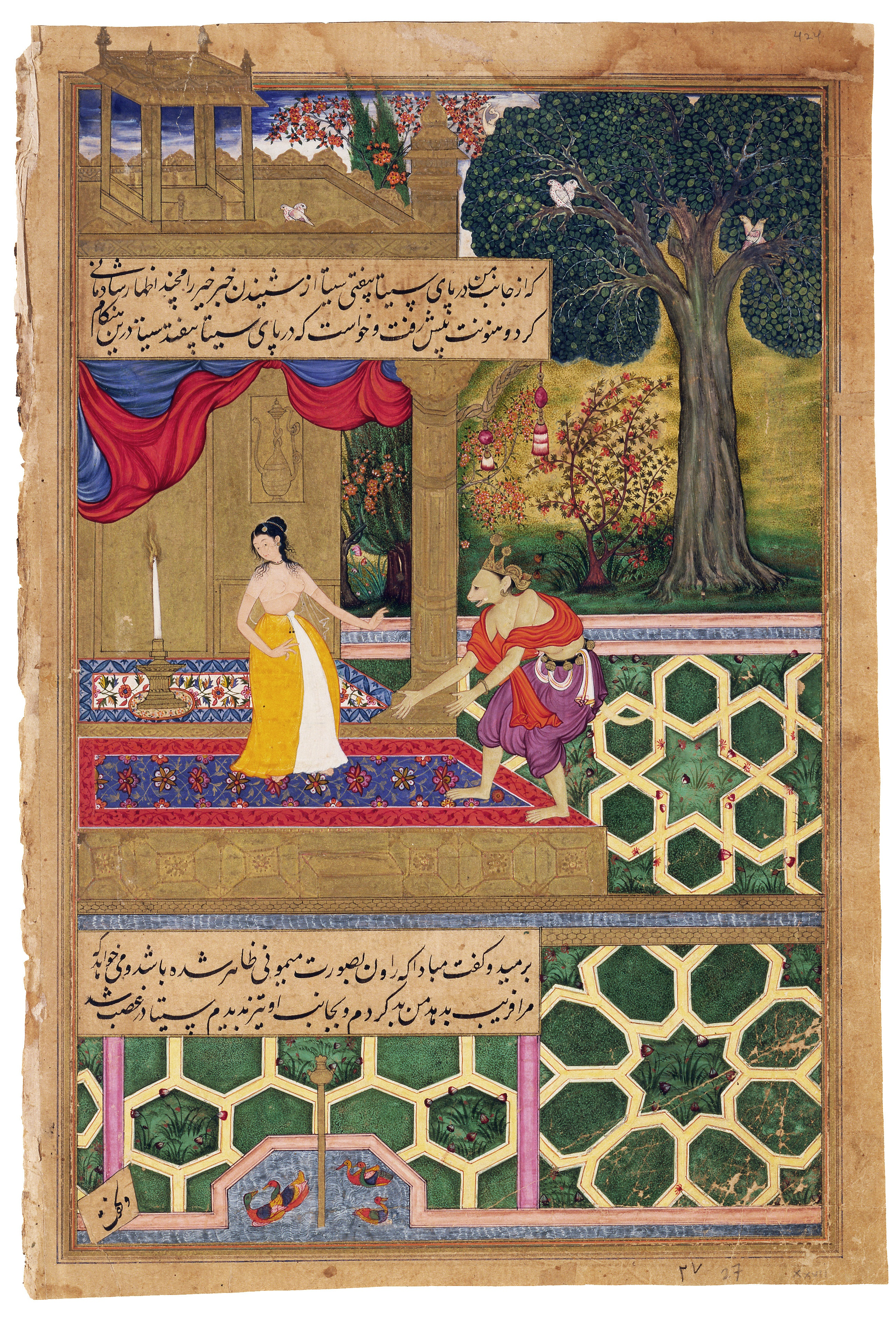
Сита отстраняется от Ханумана, считая, что это преобразившийся Равана. Лист из Рамаяны, 1594, Коллекция Давида, Копенгаген
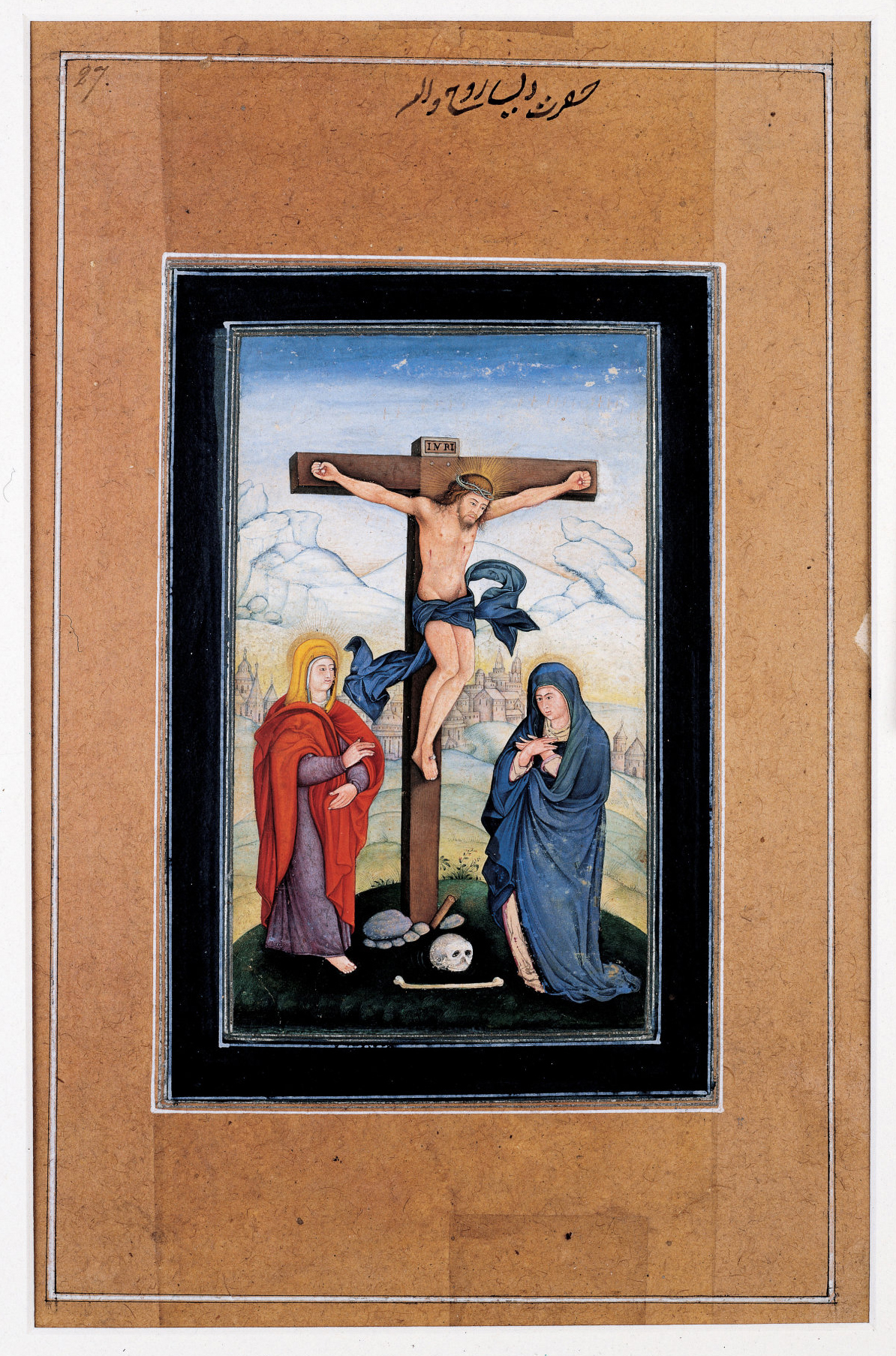
Распятие с Богоматерью и Иоанном Крестителем. ок. 1600, Музей Ага Хана, Женева.
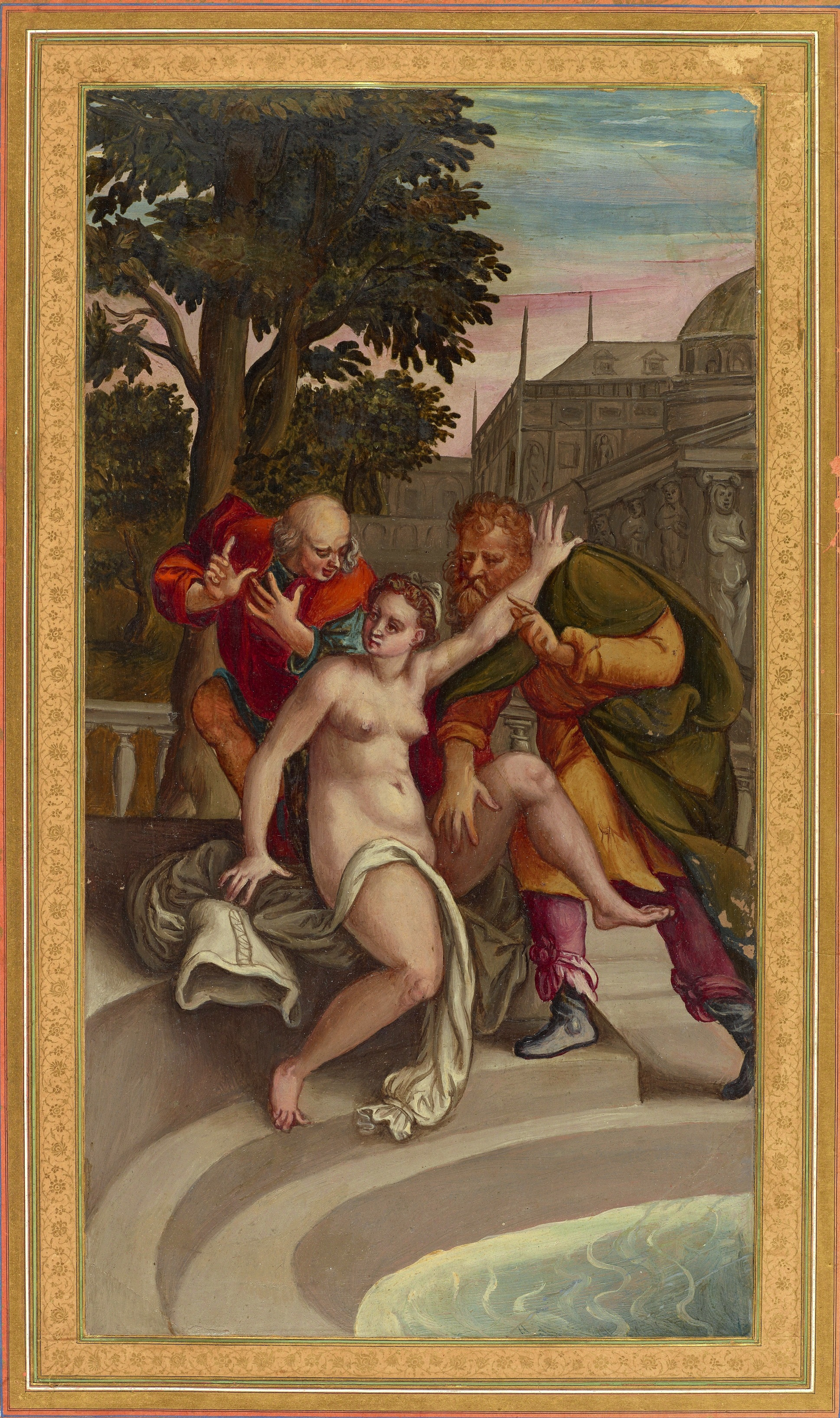
Сюзанна и старцы. Лист из альбома Гульшан, ок. 1600, Галерея Фрир, Вашингтон

Начиная с 1580 года в могольской живописи всё более ощущается европейское влияние. Европейские гравюры появились при могольском дворе ещё в начале правления Акбара — об этом свидетельствуют некоторые миниатюры из «Тути-наме», в которых уже можно видеть применение светотени. В 1580 году по приглашению Акбара к его двору прибыли священники-иезуиты из Гоа. Среди даров, преподнесённых ими, были семь томов из восьмитомной Библии Полиглотты, отпечатанные в Антверпене в 1568—1573 годах, графические иллюстрации которой акбаровские художники изучали, копировали, и использовали в своих произведениях. За этим подарком последовал целый поток европейской гравюры, в основном из североевропейских источников и мастерских Антверпена, они поступали в Индию морским путём. Христианские священники дарили их императору и вельможам из его окружения в надежде обратить Акбара (а следом и весь двор) в христианство. Среди этой продукции было множество гравюр Альбрехта Дюрера (1471—1528) и его последователей; эти произведения послужили основным источником изучения европейских художественных приёмов могольскими живописцами. После 1580 года основная часть художников усвоила как европейские принципы, так и иконографию, в частности, такие крупные мастера как Басаван и Кесу Дас. Интерес к европейскому искусству оставался сильным вплоть до середины правления сына Акбара, императора Джахангира (1605—1627). Путешественник Ф. Гуэррейро, побывавший в столице моголов в начале XVII века, оставил свидетельство об императорских дворцах в Агре. Он описывает зал, на потолке которого был нарисован Иисус Христос с нимбом, а на стенах располагались небольшие изображения Иоанна Крестителя, св. Антония, св. Бернардина Сиенского, а также нескольких женских святых.
В начале 1580-х годов художники императорской мастерской иллюстрировали тексты самых разных типов. Некоторые из них были переводами с санскрита на фарси — официальный язык имперской администрации. Так появился манускрипт «Разм-наме» («Книга войн»; 1582—1586; Музей Махараджи Савай Ман Сингха II, Джайпур), который представляет собой перевод известного индийского эпоса «Махабхарата». Среди его миниатюр выделяются работы Дасвантха, который с особым талантом отобразил фантастические и иносказательные сюжеты. Далее последовали переводы книг «Харивамса пурана» (Хронология Ядавов и Деяния Кришны, 1586), «Рамаяна» (классический индийский эпос, 1589), «Йога Вашишта» (Поучения Вашишты о йоге, 1598г). На персидский были переведены и христианские тексты, сохранились манускрипты «Дастан-и-Ахвал-и Хаварийян» («Жития апостолов»; Бодлеянская библиотека, Оксфорд) и «Мират аль-Кудс» («Зерцало святости»), известный также как Дастан-и Масих («Житие Христа» или «История мессии» — 24 страницы с миниатюрами хранятся в Музее искусства, Кливленд, остальные в частных коллекциях).
Другие иллюстрированные манускрипты, созданные в период 1580—90х годов, представляют собой хроники предков императора Акбара. Среди этих исторических текстов есть «Тимур-наме» («История Тимура»; ок. 1584г; Библиотека Худа Бахша, Патна, Банкипур); несколько вариантов «Бабур-наме» — мемуаров деда Акбара, императора Бабура (Британская библиотека, Лондон; Музей Уолтерса, Балтимор) и два варианта «Акбар-наме» — биографии императора Акбара, составленной придворным историком Абу-л Фазлом в двух томах в 1590—1596 и в 1598—1602 годах (ок. 1590; Музей Виктории и Альберта, Лондон; и 1596-97, Библиотека Честер Битти, Дублин). Для этих манускриптов характерны крупные миниатюры во всю страницу. Чтобы создать столь большое число многофигурных композиций в короткий срок, их производство пришлось организовать поточным способом, когда каждый художник выполнял свою, порученную ему функцию: одни отвечали за общий рисунок сюжета, другие накладывали краску, третьи прорисовывали лица и т. д. В некоторых случаях, в частности в первом варианте «Акбар-наме», некоторые миниатюры, предназначенные для каких-то предыдущих рукописей, были подправлены или переписаны, и включены в этот манускрипт. Два варианта «Акбар-наме» были наиболее важными и самыми передовыми проектами 1590-х годов, в которых старые опытные мастера работали рука об руку с новичками. В этих коллективных произведениях художникам удалось достигнуть композиционной ясности и выйти за пределы плоскостности, отобразив широту пространства.

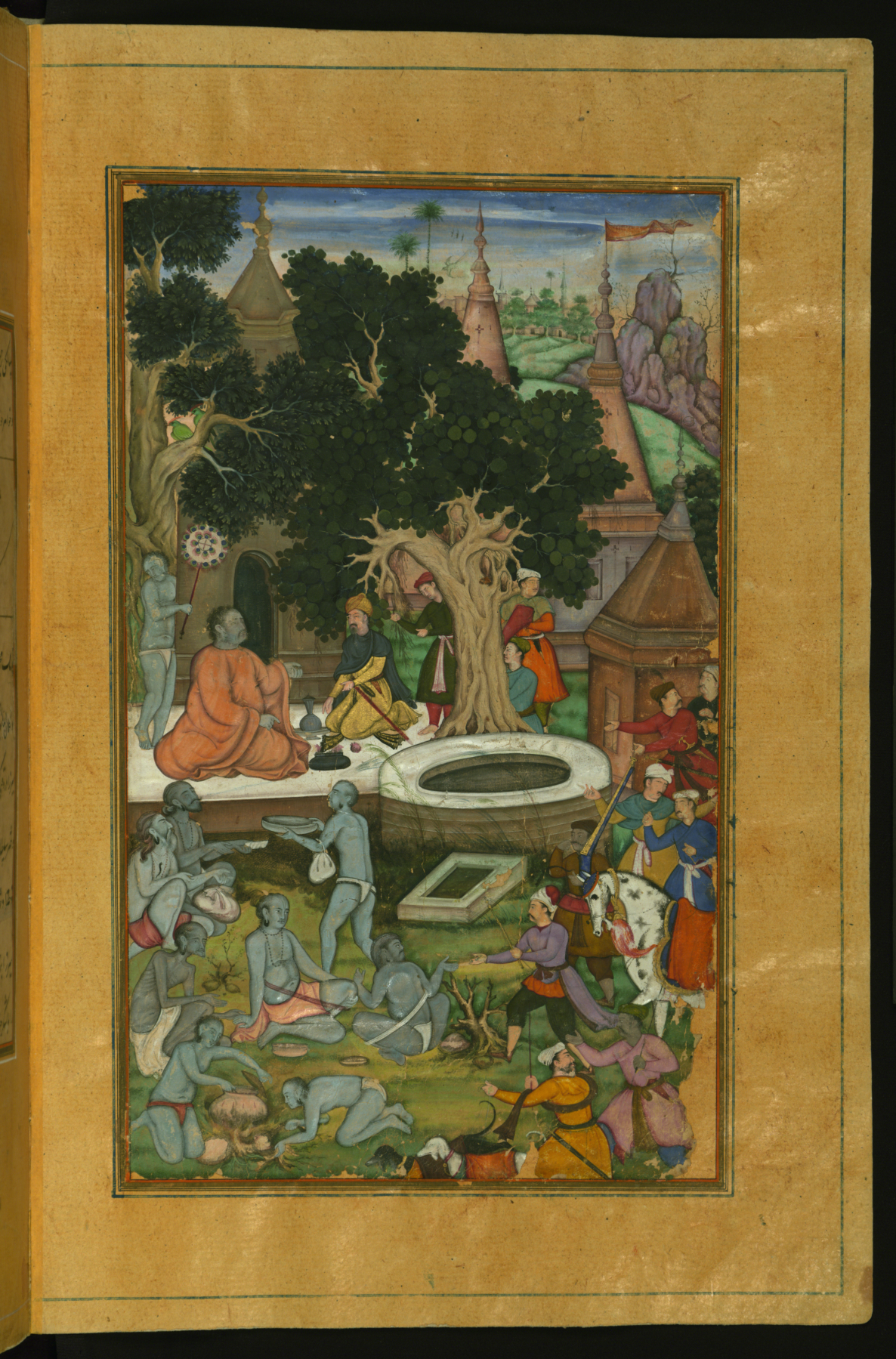
Бабур и его воины посещают индуистский храм Гурх Каттри. 1590-95. Лист из Бабур-наме, Музей Уолтерса, Балтимор
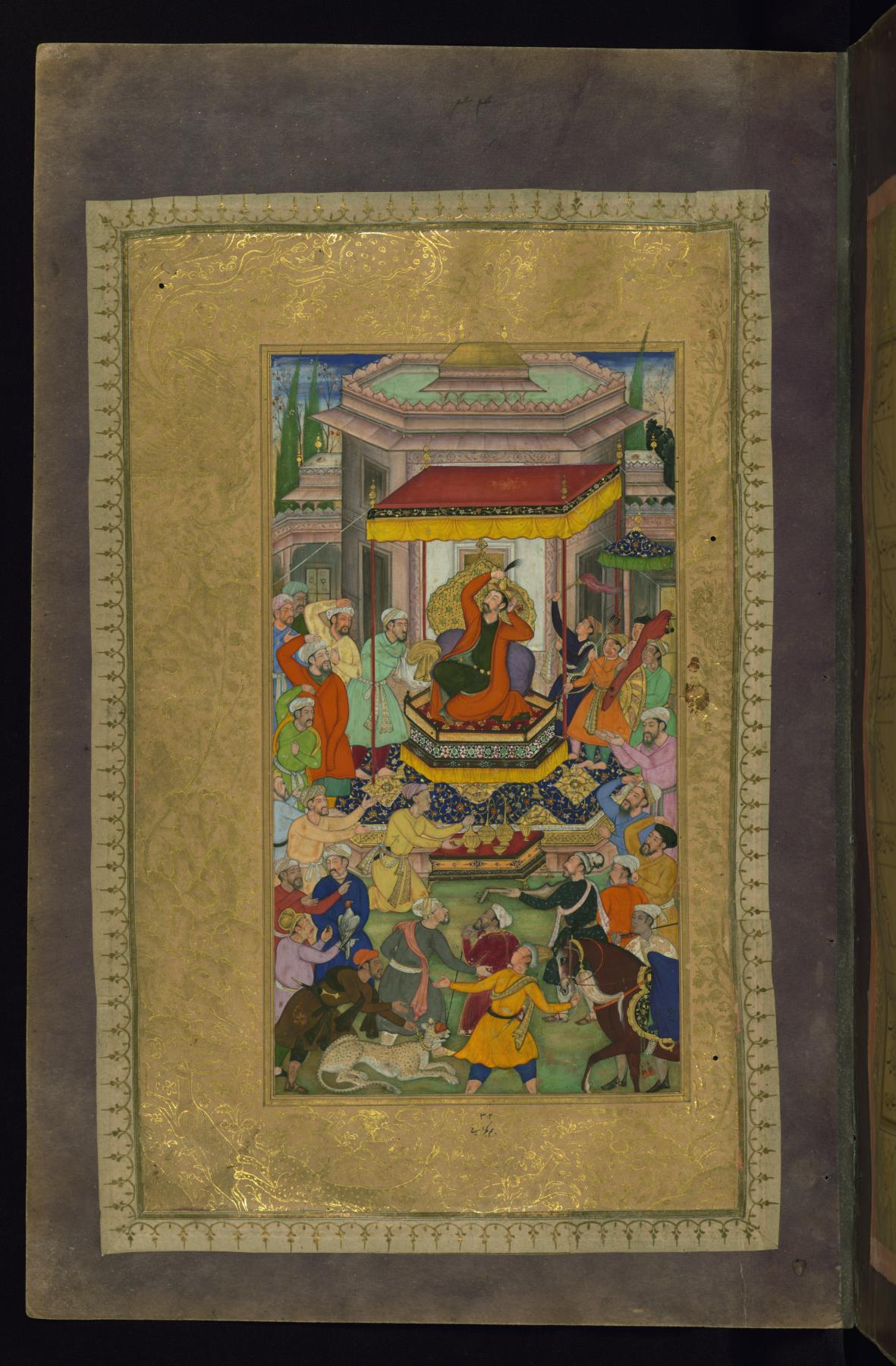
Александр Великий на троне в Персеполе. Лист из Хамсе, Низами, 1595г, Музей Уолтерса, Балтимор
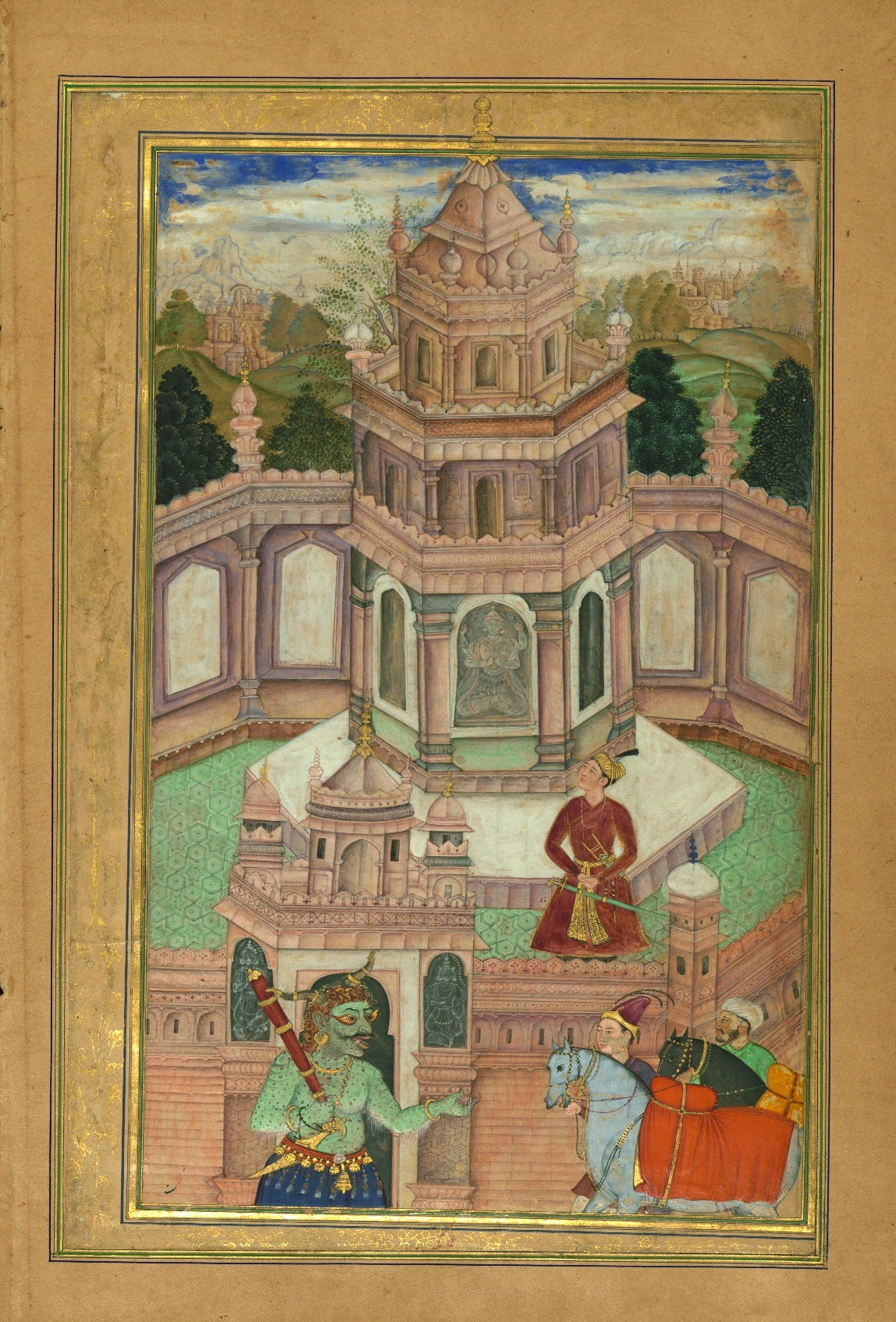
История, рассказанная принцессой из Сандалового павильона. "Хамсе" Амира Хосрова Дехлеви, 1597-8, Музей Уолтерса, Балтимор
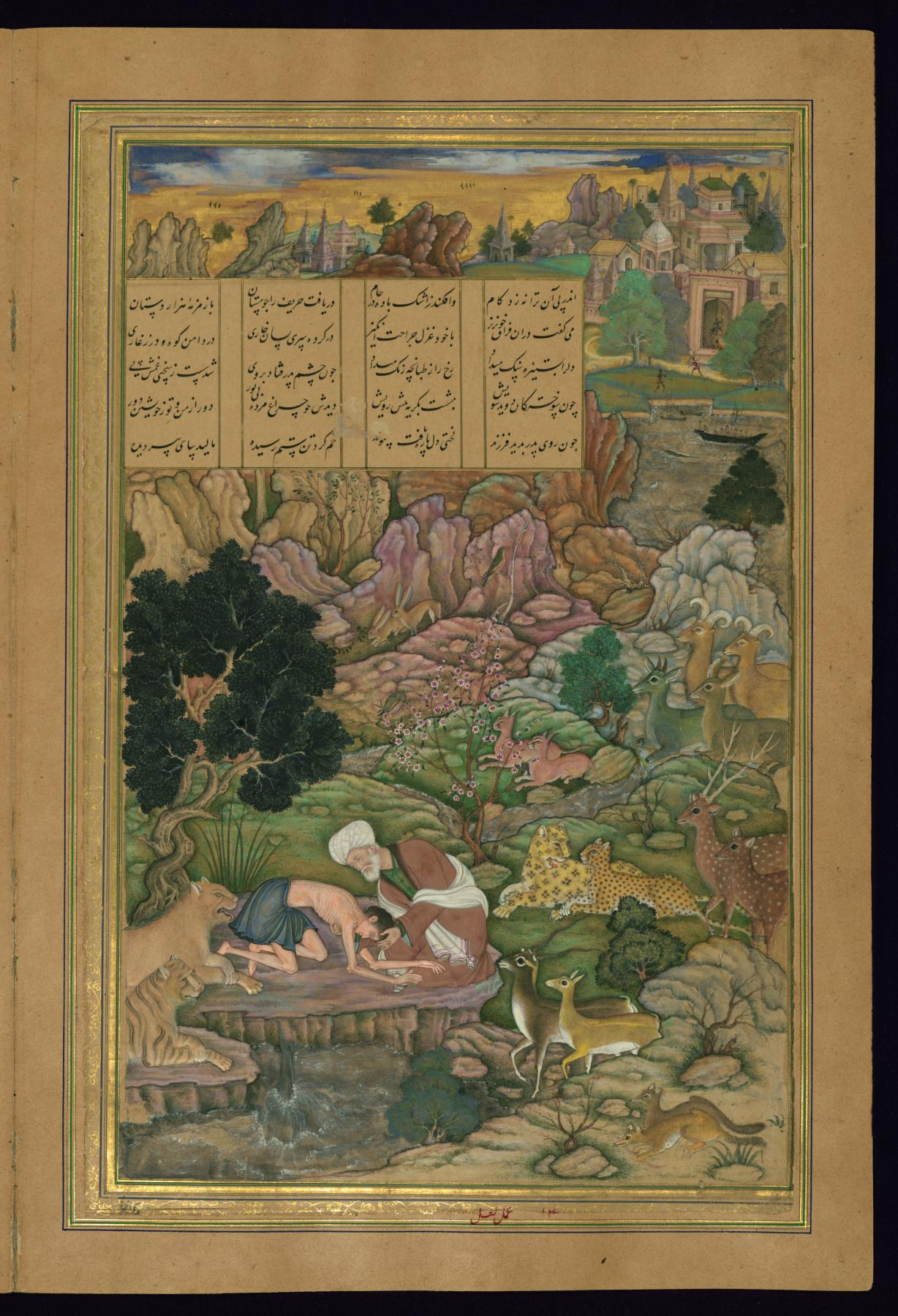
Отец посещает Маджнуна в лесу.  "Хамсе" Амира Хосрова Дехлеви, 1597-8, Музей Уолтерса, Балтимор
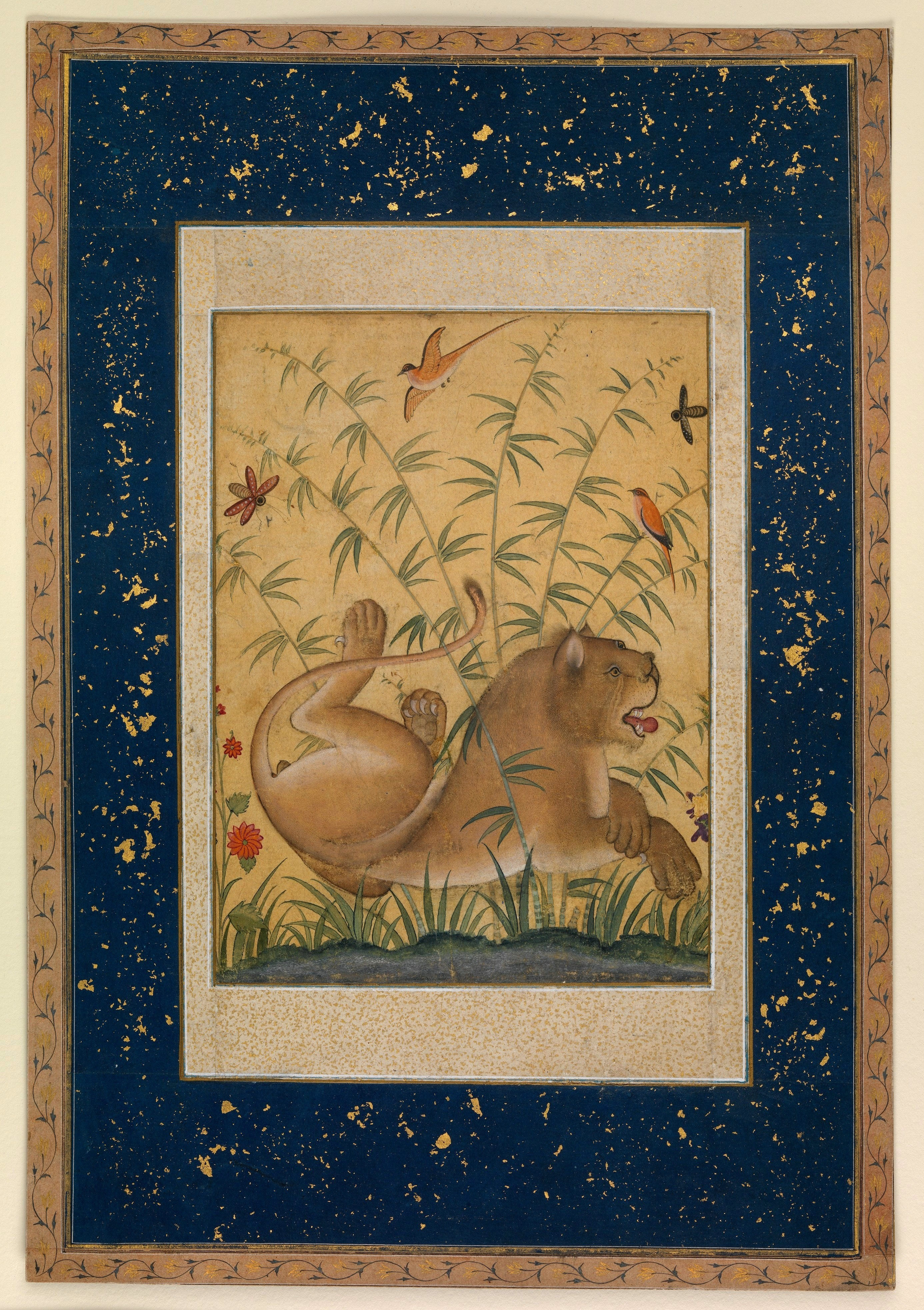
Отдыхающий лев. ок. 1585, Собрание Насли и Элис Хираманек, Нью-Хэвен
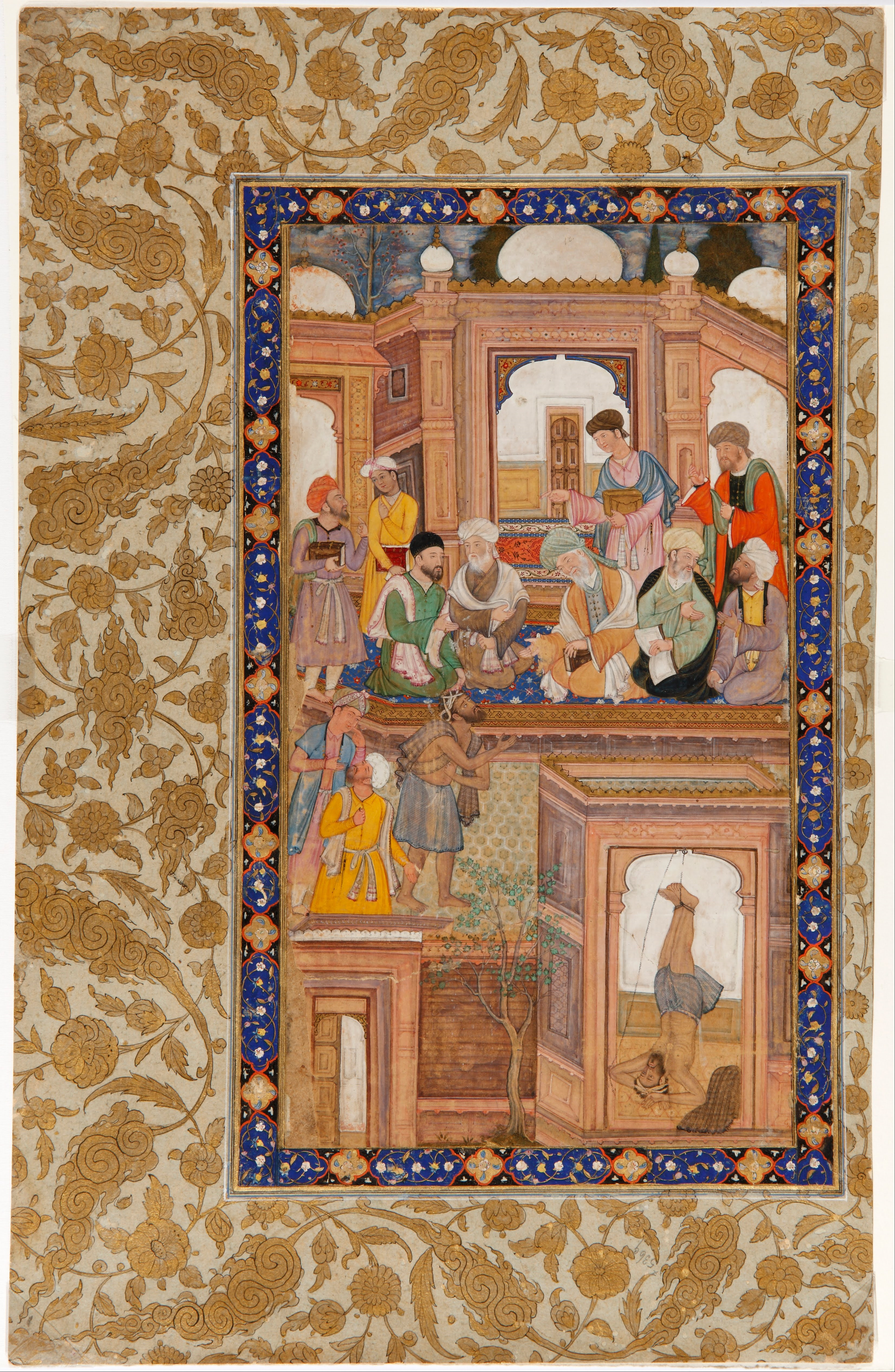
Миниатюра из "Нафахат аль-Унс" Джами, 1604-1605, Библиотека Фонда Лазаро Гальдиано, Мадрид

Мастерская Акбара также произвела несколько роскошных копий персидской классической поэзии, которые были меньшего формата и, в отличие от исторических томов, предназначались для личного пользования. Большая часть миниатюр в этих манускриптах выполнялась одним художником. Карманного формата «Диван» (сборник поэзии) персидского поэта XII века Анвари (1588; Музей Саклера, Кембридж) был переписан на великолепной тонкой бумаге и украшен пятнадцатью миниатюрами. Каждая из них была выполнена одним художником, однако в их подборе и исполнении виден высочайший технический контроль со стороны ответственного за проект. В середине 1590-х в мастерской Акбара в Лахоре была создана целая серия подобных рукописей, среди которых «Хамсе» Низами («Пять поэм», 159г, Британская библиотека, Лондон и Музей Уолтерса, Балтимор); «Бахаристан» Джами («Весенний сад». 1595, Бодлеянская библиотека, Оксфорд); «Хамсе» Амира Хосрова Дехлеви (1597−98; Музей Уолтерса, Балтимор и Музей Метрополитен, Нью-Йорк), «Анвар-и Сухаили» («Созвездие Канопус», 1596—1597, Библиотека Бхарат Кала Бхаван, Варанаси).
Последний большой манускрипт, вероятно, инициированный самим Акбаром, это второй вариант «Акбар-наме» созданный в 1596—1597 годах (одна часть хранится в Британской библиотеке, Лондон, другая в Библиотеке Честер Битти, Дублин). Стиль его миниатюр отражает тенденции, появившиеся во время пребывания мастерской в Лахоре. В нём, подобно первому варианту «Акбар-наме», опытные художники работали совместно с новичками, однако в миниатюрах, созданных ими, практически отсутствует дух того экспериментаторства, который можно видеть в работах к первой рукописи «Акбар-наме», иллюстрирующих тот же текст; в них ощущается искушённость и эпикурейский дух. В некоторых произведениях художники смогли изобразить вращение в пространстве, а сцены битв решены так, что в них проявляется не столько хаос и ярость сражения, характерные для первого варианта «Акбар-наме», сколько интерес к изображению узоров одежд и колористическим изыскам.
Акбар покинул Лахор в 1598 году, вернувшись в Агру. Живопись последних лет его правления, судя по сохранившимся примерам, сосредотачивалась больше в рукописях, предназначенных для личного пользования императора, а не в династических или каких-то государственных и публичных текстах. Эти рукописи имеют небольшой формат и скромное число иллюстраций. Пространство в миниатюрах вновь стало менее глубоким, и художники более сосредотачивались на изображении персонажей, стремясь передать психологию человеческих взаимоотношений. Рукопись «Нафахат аль-унс» персидского поэта Джами («Дуновения искренней приязни»; 1604—1605, Британская библиотека, Лондон), в которой представлены жизнеописания мусульманских святых и суфиев, являет собой прекрасный пример этого нового направления; в ней 17 иллюстраций, каждая из которых принадлежит одному автору.
Абу-л Фазл в «Айн-и Акбари» сообщает, что более ста акбаровских художников стали прославленными мастерами, особенно отмечая таланты живописцев-индусов «…чьи произведения превосходят все наши представления». Он приводит имена 17 самых лучших художников эпохи Акбара, расставив их по степени таланта. Четыре первых места занимают у него Мир Сеид Али, Абд ас-Самад, Дасвантх и Басаван.
Среди высокообразованной элиты, окружавшей императора, также были покровители искусства. Наиболее известны Абдул Рахим Хан Ханан — легендарно щедрый военачальник, чьё вмешательство помогло изменить судьбу многих художников и поэтов (Акбар считал его одним из «Девяти сокровищ» своего царства), и Мирза Азиз Кока (кока — молочный брат), который был товарищем Акбара ещё по детским играм (он, кроме прочего, был поэтом и хорошим каллиграфом). Акбар поощрял это «суб-императорское» покровительство искусству, и дарил сановникам копии царских манускриптов. В мастерских этих вельмож были собраны художники и каллиграфы, разумеется, менее талантливые, чем в императорской китабхане. Но, благодаря им, появилась упрощенная разновидность могольской живописи, которая имеет несколько названий — «народная могольская», «базарная могольская», но чаще всего историки искусства используют выражение «суб-имперский стиль». Эта живопись, очень живая и выразительная, часто обращалась к домогольским композиционным схемам и существовала параллельно со столичным императорским искусством на протяжении всей истории могольской миниатюры.

## Джахангир (1605—1627)

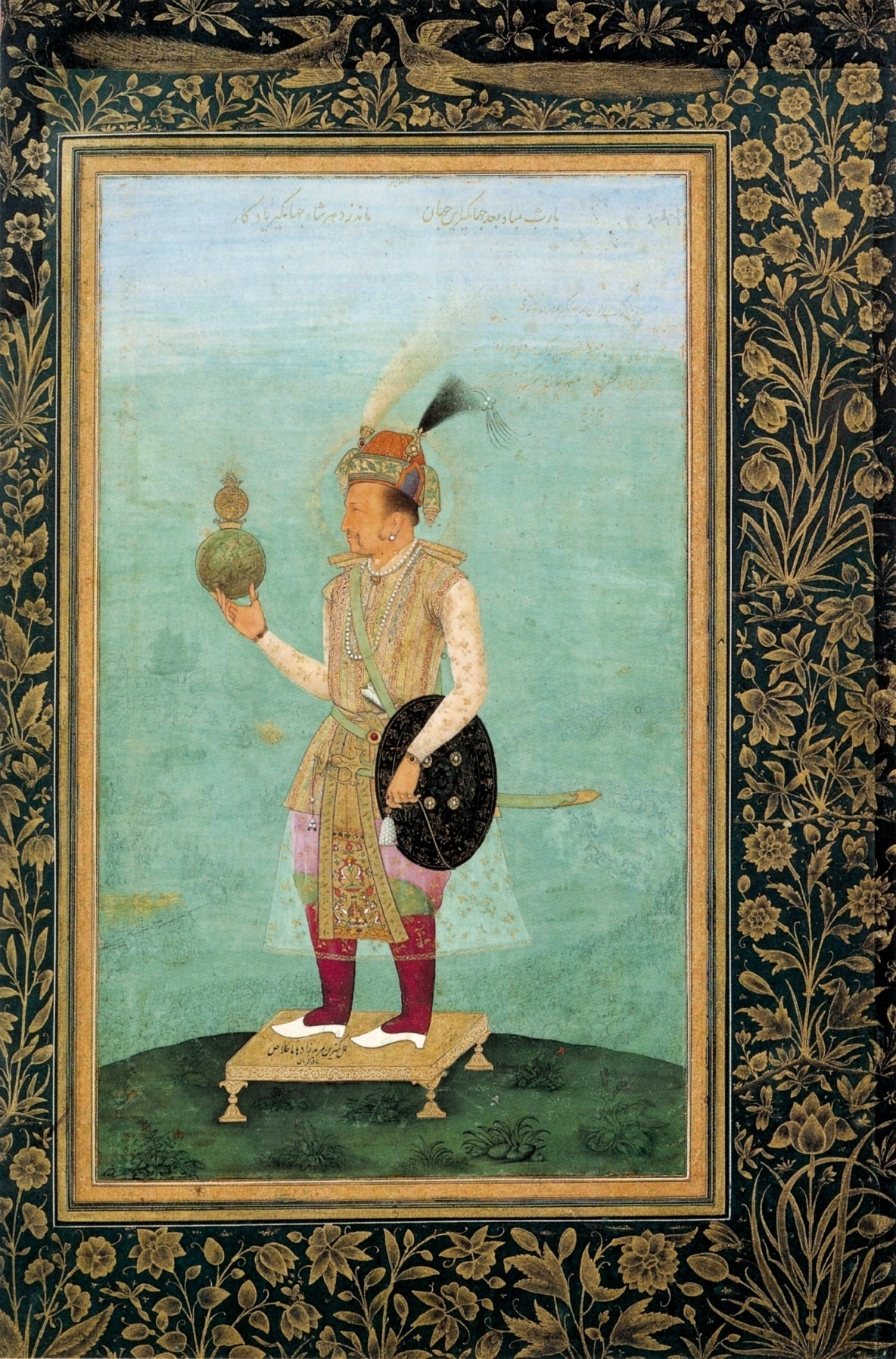
Абул Хасан. Джахангир, подавивший мятеж принца Хуррама. ок. 1623, Галерея Фрир, Вашингтон

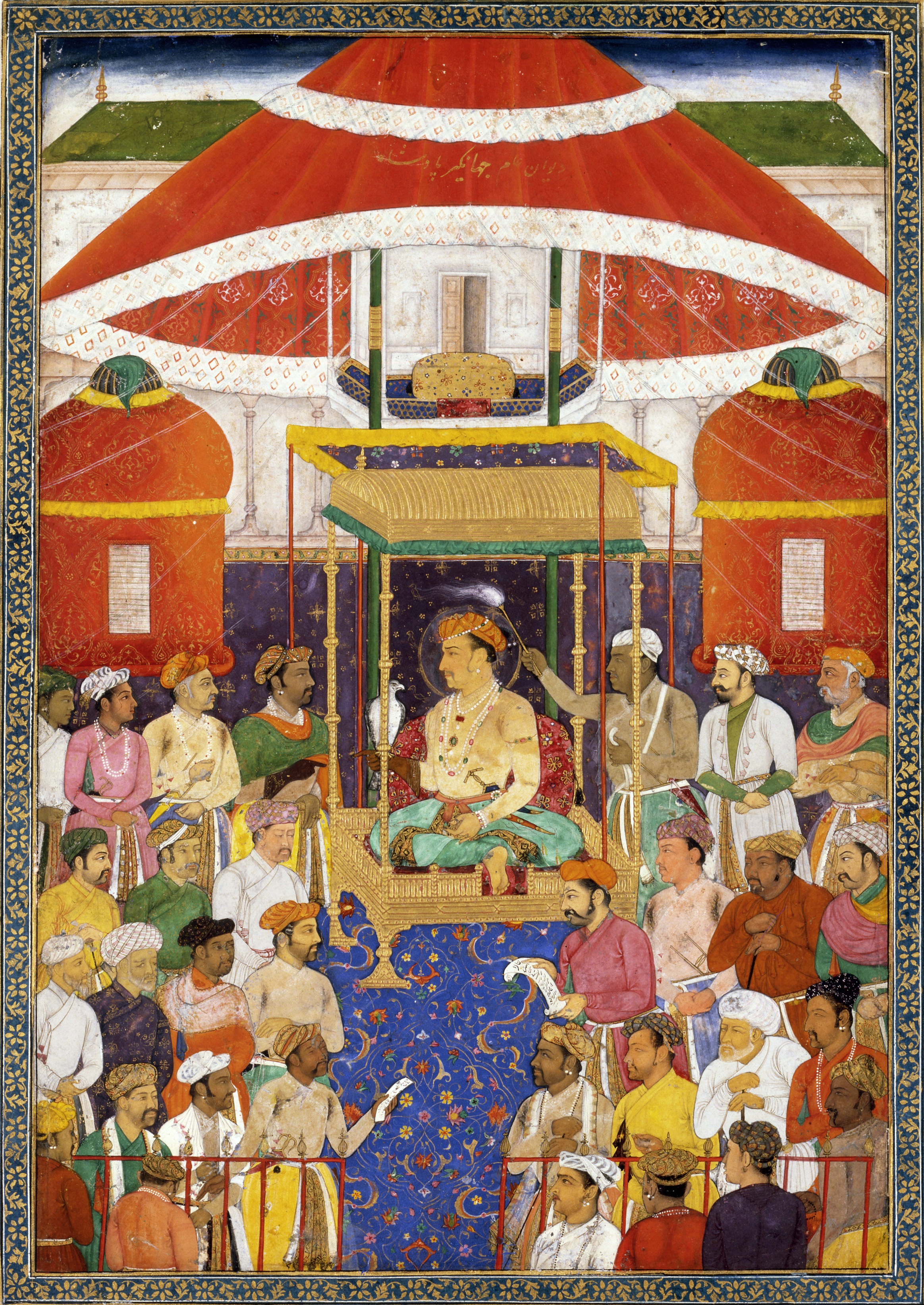
Дарбар Джахангира. ок. 1620, Коллекция Давида, Копенгаген.

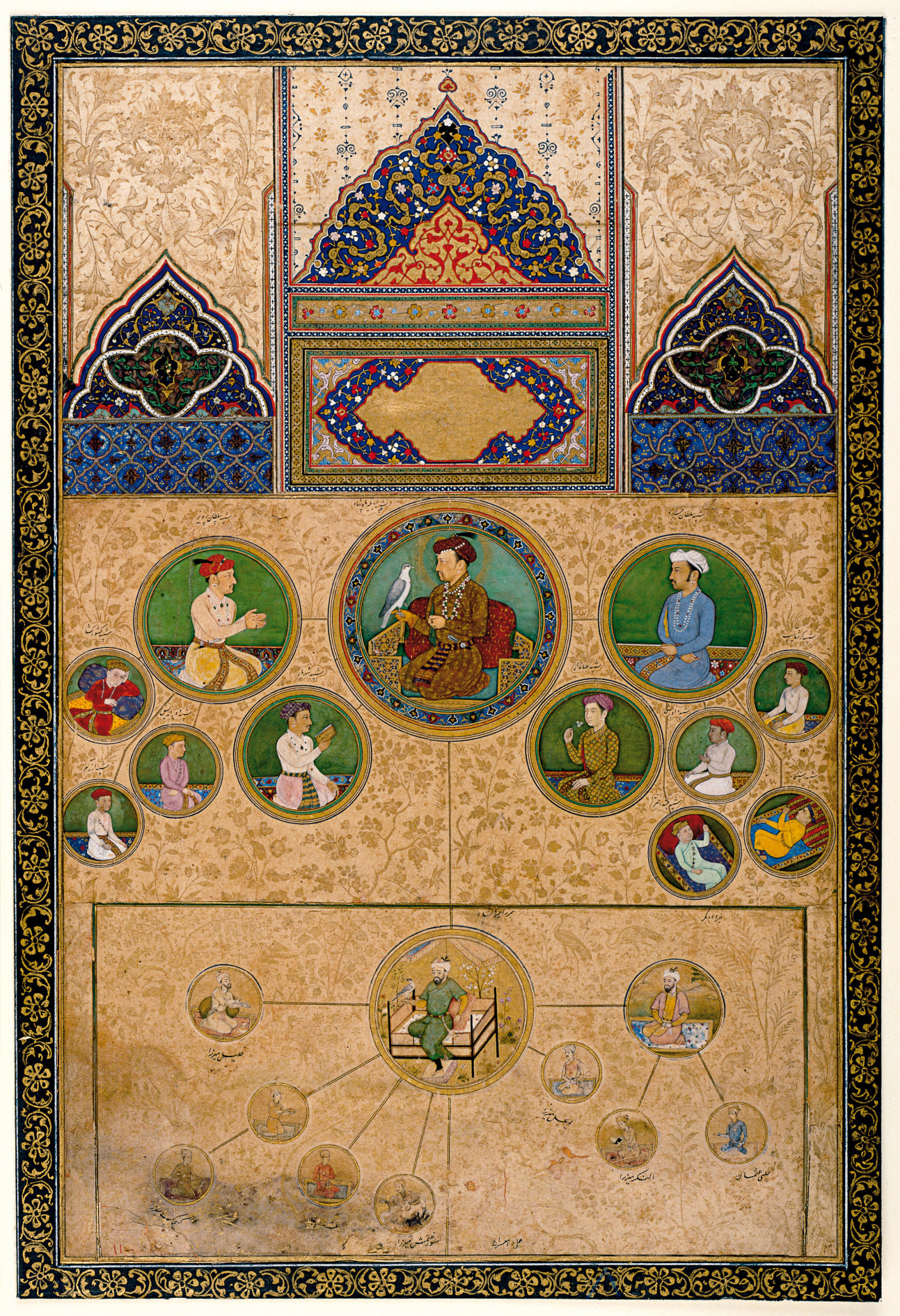
Генеалогия наследников Джахангира. ок. 1623-27, Музей Ага Хана, Женева

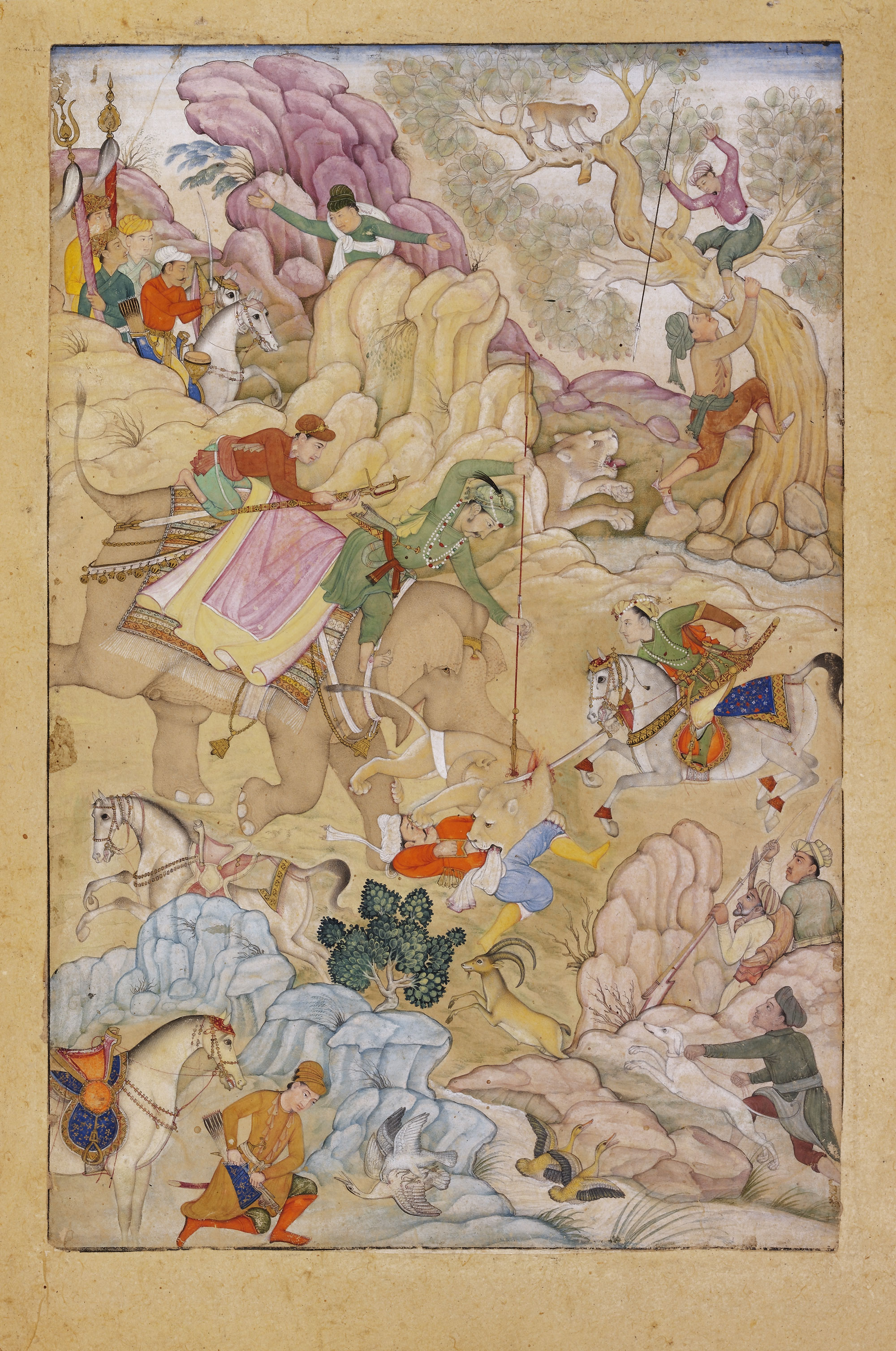
Джахангир охотится на льва. ок. 1615г, Музей Ага Хана, Женева.

Когда старший сын Акбара принц Селим, принявший тронное имя Джахангир, занял престол, ему досталась большая империя с хорошо отлаженной административной системой управления, безопасное государство, позволявшее ему предаваться удовольствию, которое он получал от углублённого знания искусства и руководства художественным процессом. Джахангир, обладавший критическим умом и богатым вкусом, был горд своими познаниями в живописи. В своих мемуарах «Джахангир-наме» он с присущей ему откровенностью пишет: «…что же касается меня, то моя любовь к живописи и способности судить о ней достигли такой степени, что когда мне приносят неподписанные произведения ныне живущих или уже умерших художников, я моментально могу определить, чьи это работы. И если на картине нарисовано множество портретов разными художниками, я могу определить, чьей кисти принадлежит каждое изображённое лицо. А если глаза и брови на лицах были нарисованы специальными художниками, я способен определить, кто написал лицо, а кто глаза и брови».
Его страстное отношение к живописи послужило импульсом к её дальнейшему развитию, а его изысканный вкус, не терпящий коллективных произведений, которые были характерны для времён Акбара, склонялся к индивидуальным произведениям художников. Поэтому миниатюры, исполнявшиеся для него, имеют тенденцию к большей изобретательности и художественной цельности. Более того, Джахангир понуждал своих художников развивать индивидуальную манеру. Его мастерская состояла из небольшой группы высокоодарённых специалистов; например, Даулат, Хашим, Манохар и Бишан Дас специализировались на портрете, Абул Хасан был мастером придворных сцен, Мансур специализировался на изображении животного и растительного мира. Другой особенностью было то, что Джахангир предпочитал рукописи небольшого формата, в которых было немного, но очень качественных, миниатюр; его книги предназначались в основном не для публичного, а для личного пользования. Для этих произведений характерно высокое техническое исполнение, внимание к деталям, и акцент, который более делался на психологические аспекты, нежели на повествовательность. Лица на этих миниатюрах приобрели большую портретную индивидуальность и достигли новой степени реализма.
Джахангир проявлял интерес к живописи задолго до того, как стал императором. В 1587-88 годах, ещё будучи принцем Селимом, он основал свою отдельную китабхане под руководством Ака Ризы, эмигранта из Персии. В 1599 году принц Селим восстал против своего отца Акбара и удалился с войсками в Аллахабад, где организовал свой отдельный двор и, соответственно, китабхане. Кроме Ака Ризы к мятежному двору Селима присоединились Мирза Гулам, Мансур, Нанха и Бишан Дас. Мастерская Селима в Аллахабаде произвела на свет манускрипты с разнообразной тематикой: «Диван» (сборник поэм) Наджмеддина Хасана Дехлеви (1602, Музей Уолтерса, Балтимор); «Радж Кунвар» (Сын царя) — персидская поэма, вероятно, перевод индийского первоисточника (1603-4гг, Дублин, Библиотека Честер Битти); «Хал-наме» (Книга экстаза; 1603—1604, Национальная библиотека, Париж). Ещё один манускрипт — версия «Анвар-и Сухаили» (Созвездие Канопус) была начата в 1604 году в мастерской Аллахабада, но завершена лишь в 1610-11 годах. К этому периоду, возможно, относится также рукопись «Двадаса бхава» (сохранились разрозненные листы) — индуистский текст, переведённый на персидский с санскрита (её миниатюры близки продукции китабхане Селима в Аллахабаде). Стилистически иллюстрации этих рукописей распадаются на две основные группы: те, в которых преобладает персидская манера (вероятно, благодаря сильному влиянию Ака Ризы, предпочитавшему персидский стиль) и те, в которых виден упрощённый акбаровский стиль, который, по-видимому, явился результатом того, что большинство художников Селима вышли из стен мастерской Акбара.

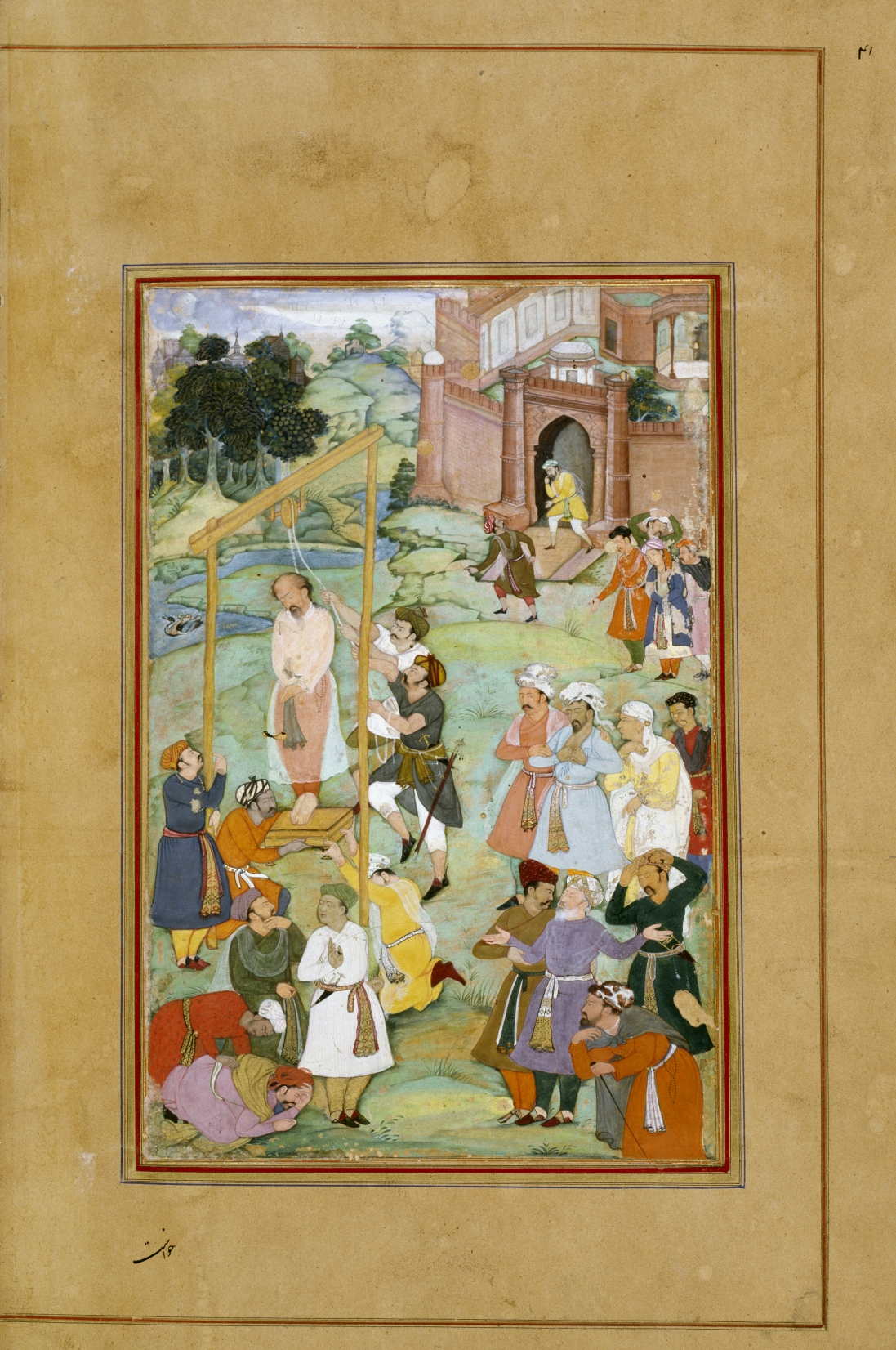
Казнь Мансура аль-Халладжа, "Диван" Хасана Дехлеви, 1602г, Музей Уолтерса, Балтимор
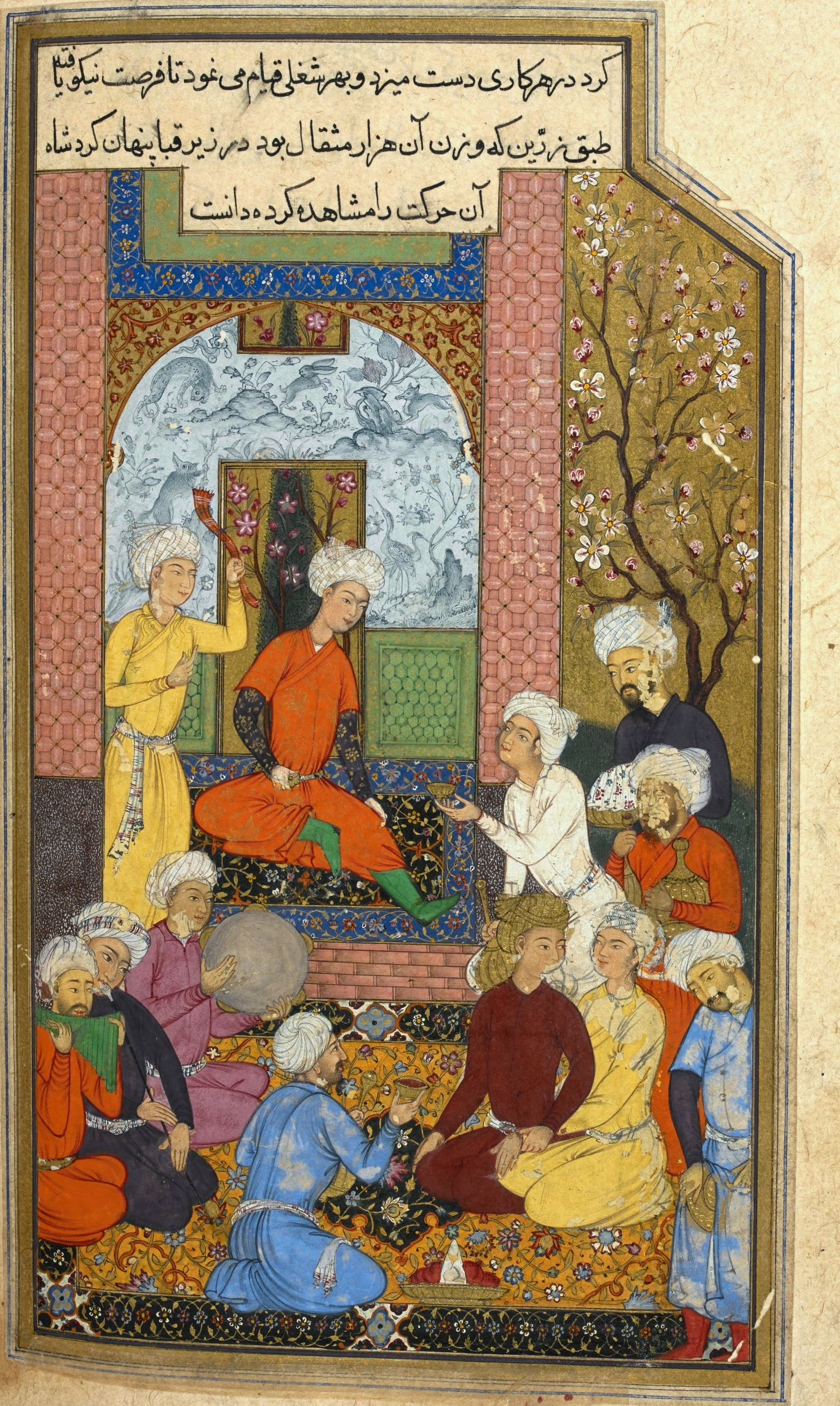
Ака Риза. Праздник царя Йемена. "Анвар-и Сухаили" Кашими, 1604-1610г, Британская библиотека, Лондон
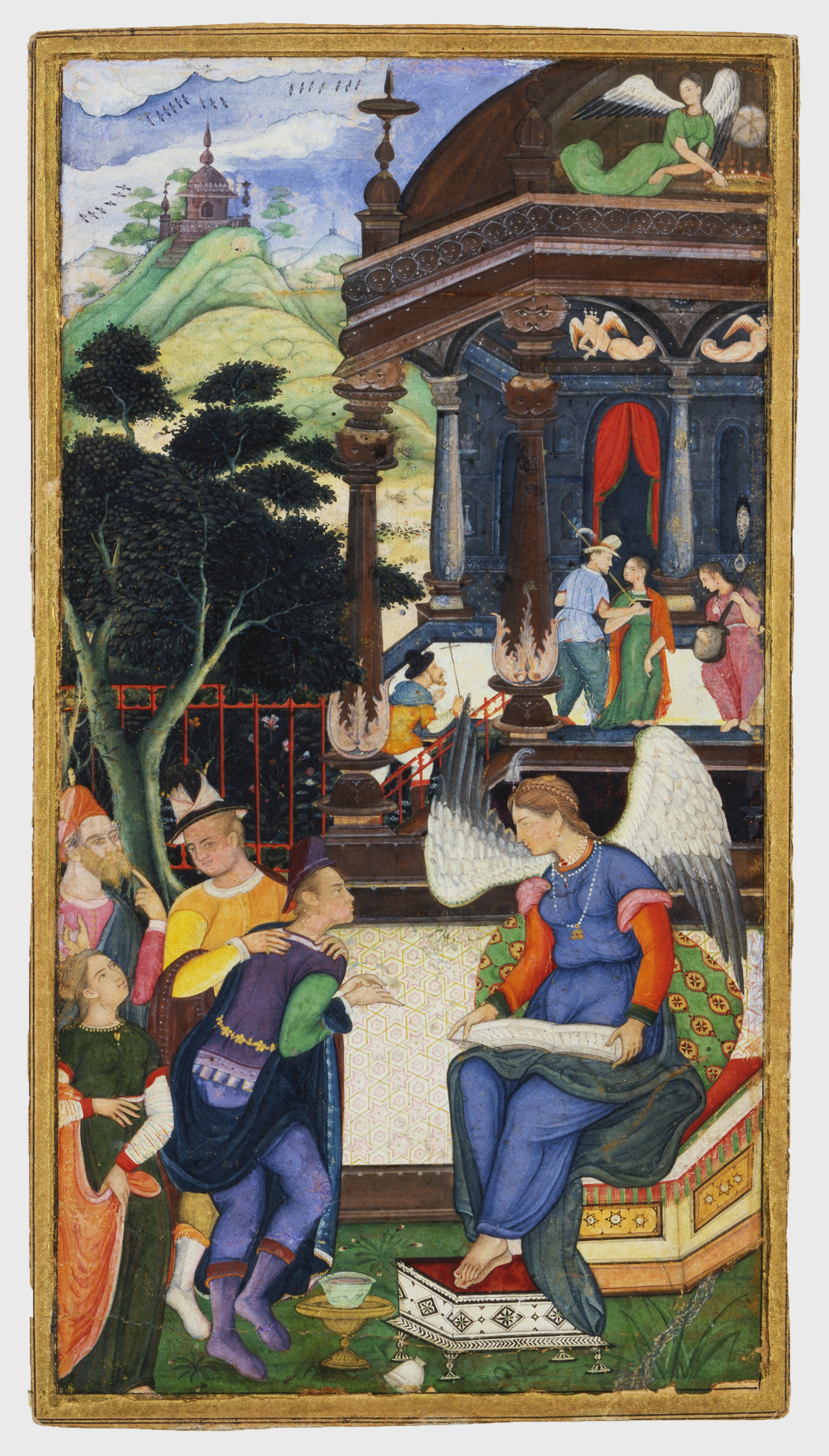
Ангел, беседующий с европейцами. ок. 1610г, Коллекция Давида, Копенгаген.
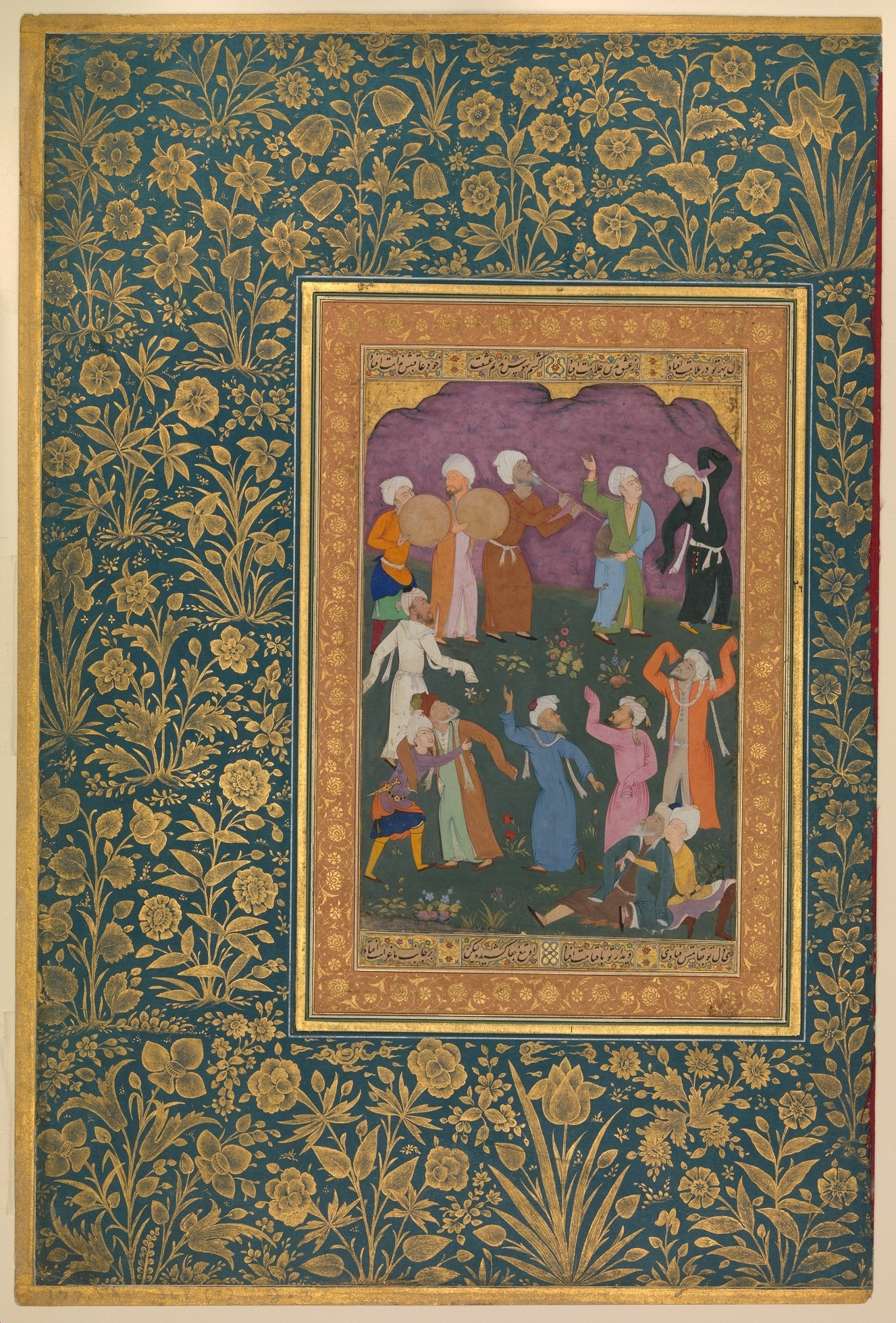
Танцующие дервиши. 1610, Музей Метрополитен, Нью-Йорк
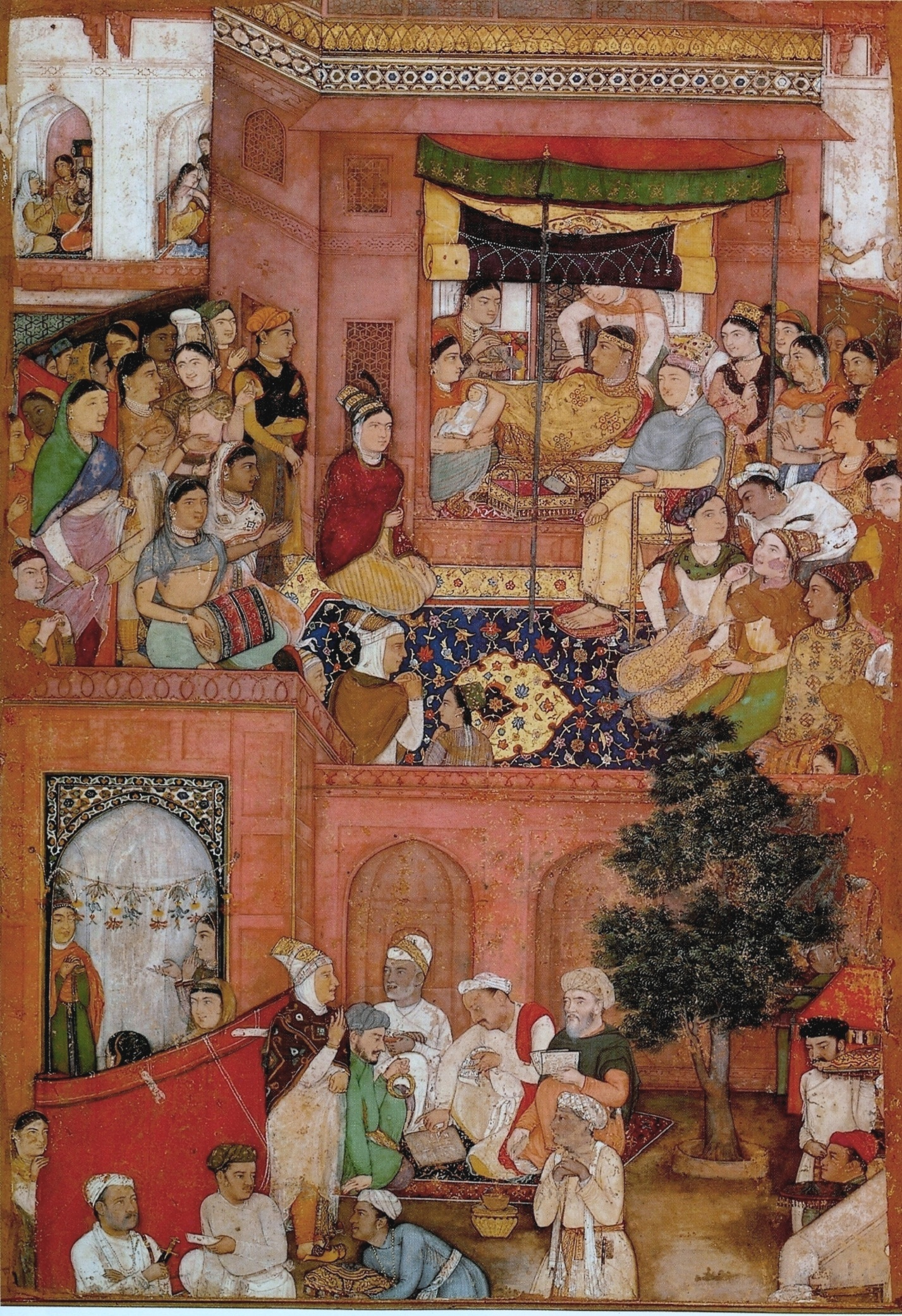
Бишан Дас. Рождение принца. ок. 1610-15гг, Музей изящных искусств, Бостон
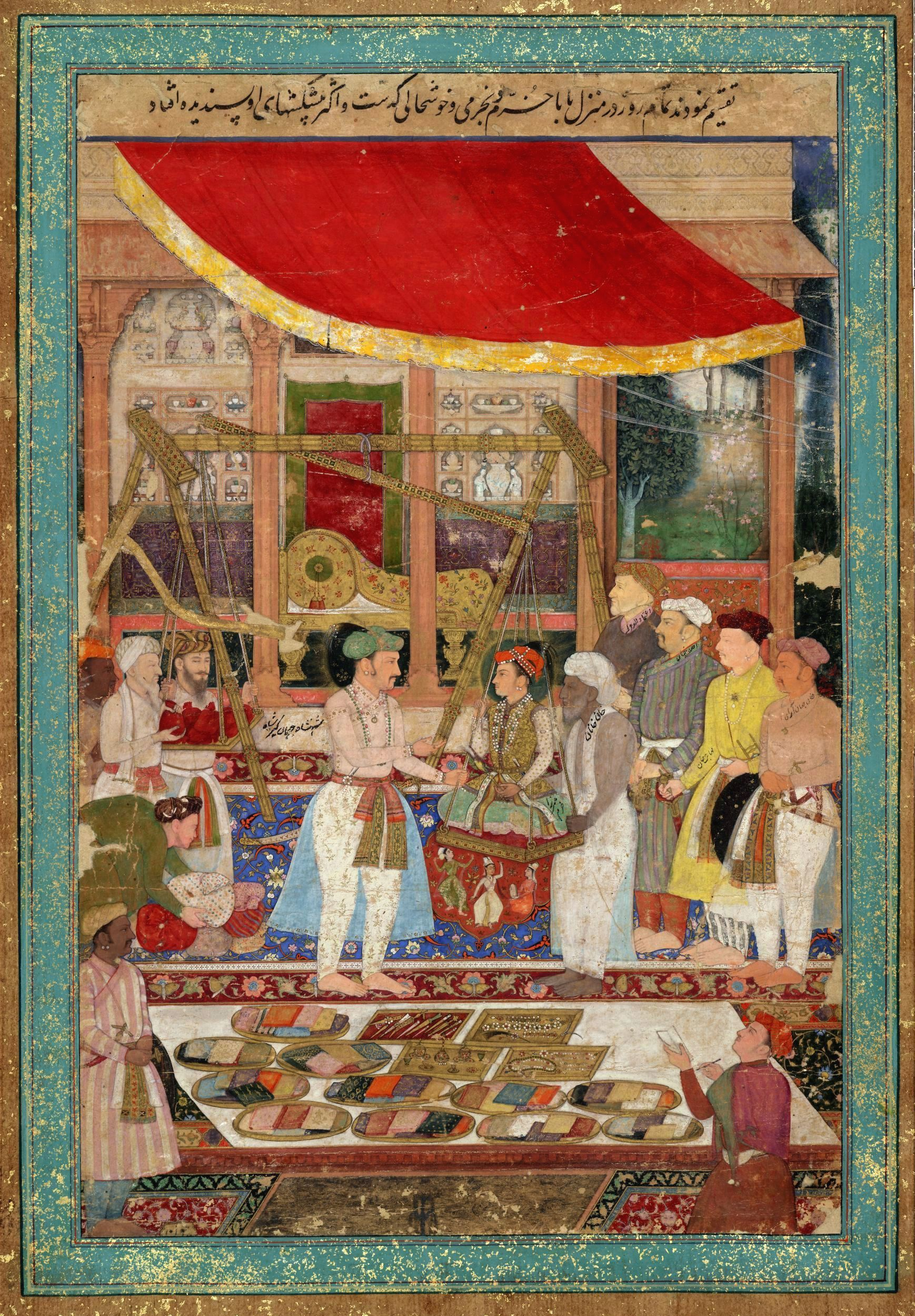
Манохар. Император Джахангир взвешивает принца Хуррама. Лист из мемуаров Джахангира. 1610-15гг, Британский музей, Лондон

Когда в 1605 году принц Селим воссел на могольский трон под именем Джахангир, он получил в наследство огромную библиотеку, собранную отцом, и его мастерскую с множеством художников и ремесленников. Вскоре суперинтендантом библиотеки был назначен образованный придворный Мактуб Хан, а персональная печать Джахангира и его автографы появились на форзацах наиболее важных книг. Во многие старые и редкие тома были добавлены новые миниатюры и маргиналии, среди которых были реалистические рисунки, изображающие человеческие фигуры, а некоторые старые миниатюры были заново переписаны. Подобным процедурам были подвергнуты (среди прочих) «Диван» Хафиза (Сборник поэм; 1605г, Британская библиотека, Лондон); «Хамсе» Алишера Навои (Пять поэм; Королевское собрание, Виндзор); «Бустан» Саади (Плодовый сад; Частное собрание Филиппа Хофера, Кембридж); «Гулистан» Саади (Розовый сад; 1567года. Британская библиотека, Лондон); «Хамсе» Низами (Пять поэм; 1595 года, Британская библиотека, Лондон и Музей Уолтерса, Балтимор) и «Шах-наме» Фирдоуси (Книга царей; сохранились разрозненные листы).
Джахангир реформировал китабхане, оставив только способных художников-специалистов. Менее значительные живописцы были освобождены от императорской службы. Некоторые из них продолжили работать в Агре у придворных вельмож, иные перебрались в Декан и Раджастан к дворам местных правителей, распространяя приёмы и эстетику могольской живописи. Эти художники способствовали популяризации упрощённого варианта могольской живописи, получившего у историков искусства название «суб-имперский стиль».
Индивидуальные работы художников теперь часто объединялись в альбомы-муракка, которые стали одним из основных продуктов императорской мастерской. От времен Джахангира сохранились два больших альбома: «Муракка-и Гульшан» (Библиотека Голестан, Тегеран), содержащий произведения, датированные с 1599 по 1609 год, и «Берлинский альбом» (Государственная библиотека, Берлин), в котором собраны миниатюры имеющие даты с 1608 по 1618 год. Развороты с каллиграфией чередуются в них разворотами с живописью, поля страниц украшены рисунками и позолотой, страницы переплетены в кожаные и лакированные обложки. В этих альбомах собраны лучшие образцы каллиграфии признанных персидских мастеров Мир Али Хусайни Харави и Султана Али Машхади, и произведения живописи самых разных мастеров: персидских — Бехзада, Касима Али, и Мухаммада Музаххиба, ранних могольских художников, портреты современных придворных, несколько деканских миниатюр и европейских гравюр, и могольские версии европейских произведений. Портреты в исполнении таких мастеров, как Хашим, Бишан Дас, Даулат, Нанха, Манохар, Абул Хасан и Фаррух Бек пронизаны такой степенью сердечности и проницательности, которая ставит их в ряд лучших произведений этого периода.
Ситуация стала меняться к концу правления императора Джахангира, подорвавшего своё здоровье пристрастием к вину и опиуму. В своих мемуарах он признаётся, что «…дошёл уже до такой крайности, что не мог держать чарку в собственных руках; я пил, а другие держали чарку вместо меня». В этих условиях руководство администрацией приняла на себя его жена Нур Джахан, женщина умная и властная, которая повела безуспешную интригу против сына и наследника Джахангира — принца Хуррама.
Настроение этого позднего периода выражено в миниатюрах с сюжетными линиями двух разных типов. В одном случае, это изображения встреч Джахангира с аскетами-отшельниками и мусульманскими святыми, когда император выражает им своё почтение. Несмотря на то, что тема встреч с мудрецами изредка присутствовала в живописи с первых лет восшествия Джахангира на трон (на них он беседует о религии и философии с благочестивыми мудрецами), большое количество таких изображений в поздний период, по мнению исследователей, было призвано подчеркнуть божественное право на царствование больного императора.
Другой тип — это миниатюры с изображением аллегорий, в которых Джахангир совершает предполагаемые подвиги или получает божественное вдохновение. В своих мемуарах Джахангир отмечает, что некоторые из этих глубоко символических картин были выражением его мечтаний. Этими аллегорическими работами такие художники как Абул Хасан, Бичитр, Говардхан и Хашим по сути создали новый стиль миниатюры, сумев придать форму воображаемому Джахангиром миру. Один из лучших примеров такого портрета — работа Бичитра «Джахангир, предпочитающий королям суфийского шейха» (ок. 1620г, Галерея Фрир, Вашингтон). На ней Джахангир, игнорируя присутствующих в групповом портрете английского короля Якова I и турецкого султана Мехмеда II (или биджапурского султана Ибрагима Адилшаха II), обращается напрямую к суфийскому шейху (четвёртая фигура — автопортрет художника). Вокруг головы императора сияет гало из солнца и луны, символизирующих имя его правления Нур ад-Дин (Свет веры). Часть элементов композиции — трон в виде песочных часов и путти, позаимствована из репертуара европейских гравюр, которые Джахангир коллекционировал. Вопреки тому, что иконография картины представляет императора во всей славе, его лицо выглядит больным и усталым.
Другой пример аллегорического портрета — «Мечта Джахангира о встрече с шахом Аббасом» (ок.1618-20, Галерея Фрир, Вашингтон). На ней изображена так никогда и не состоявшаяся встреча двух императоров: они дружески обнимаются, а ягнёнок шаха Аббаса мирно уживается со львом Джахангира. Когда вопреки мечтам последнего персы отняли у моголов Кандагар (1622г), Джахангир запретил своим художникам изображать шаха Аббаса где бы то ни было. Другого рода аллегория выражена в миниатюре «Джахангир расстреливает голову Малика Амбара» (1615—1620гг; Библиотека Честер Битти, Дублин), в которой изображен символический расстрел отрубленной головы врага моголов Малика Амбара — событие, существовавшее только в воображении Джахангира. Таким образом, с помощью живописи престарелый и мечтательный император достигал того, что не мог осуществить в реальной жизни. Воплощая в картинах этот выдуманный мир, художники Джахангира создали аллегорическую и глубоко символическую иконографию, ставшую отличительной чертой исламского искусства Индии.

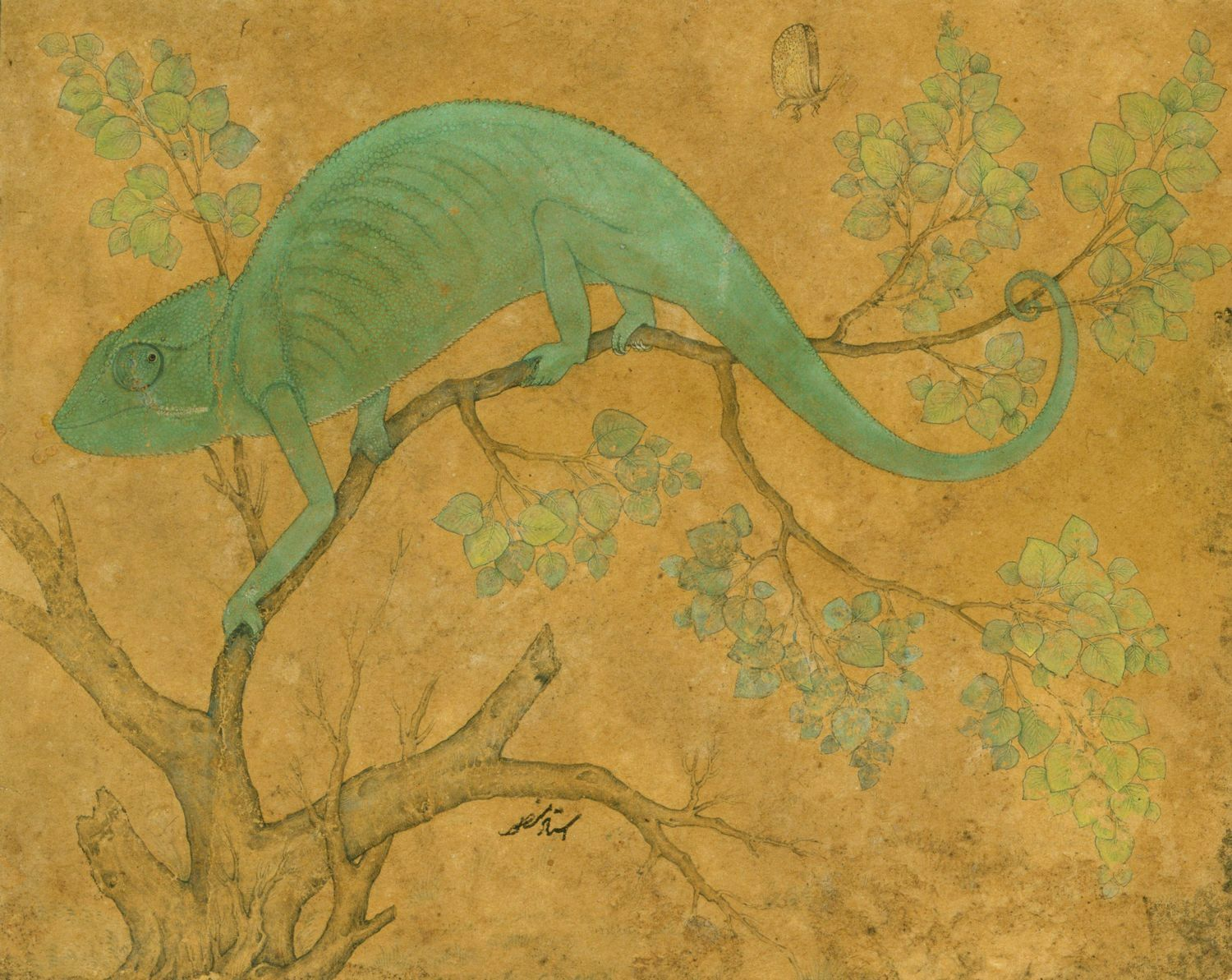
Мансур. Хамелеон. 1612 г., Королевская коллекция, Виндзор
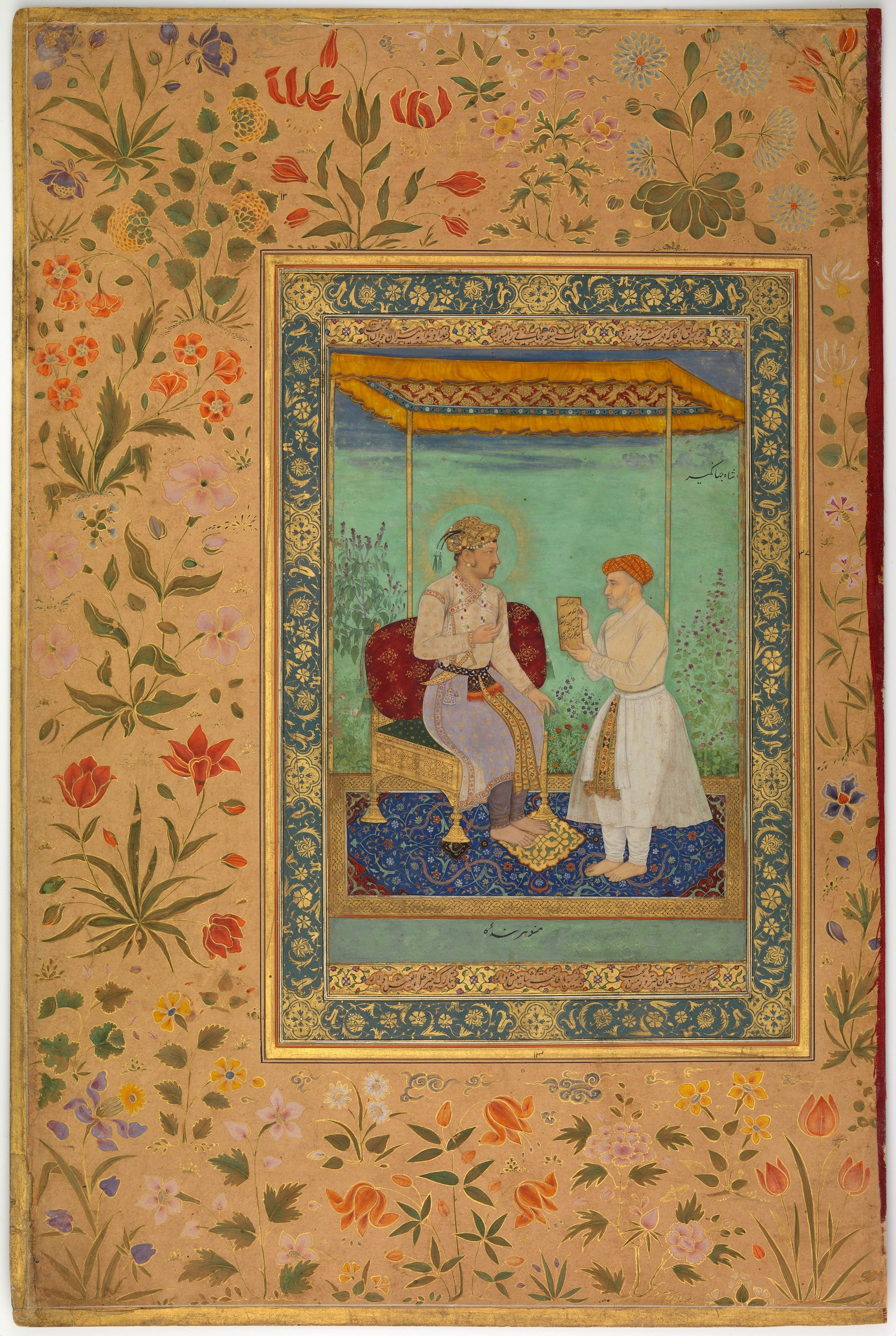
Джахангир и его визирь Итимад ад-Даула. ок. 1615г, Музей Метрополитен, Нью-Йорк
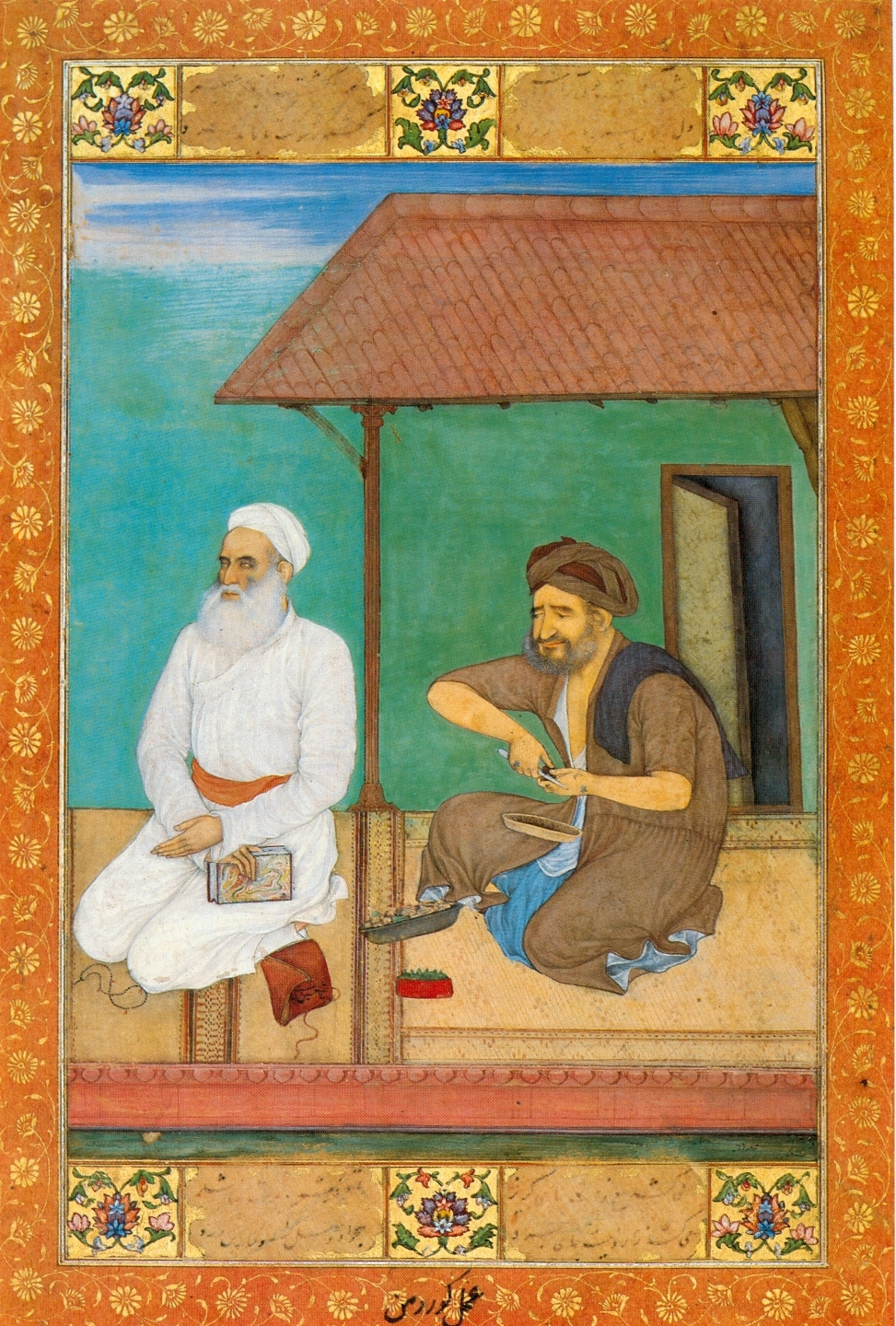
Говардхан. Шейх Хусейн Джами со слугой. 1620-25гг, Музей Гиме, Париж
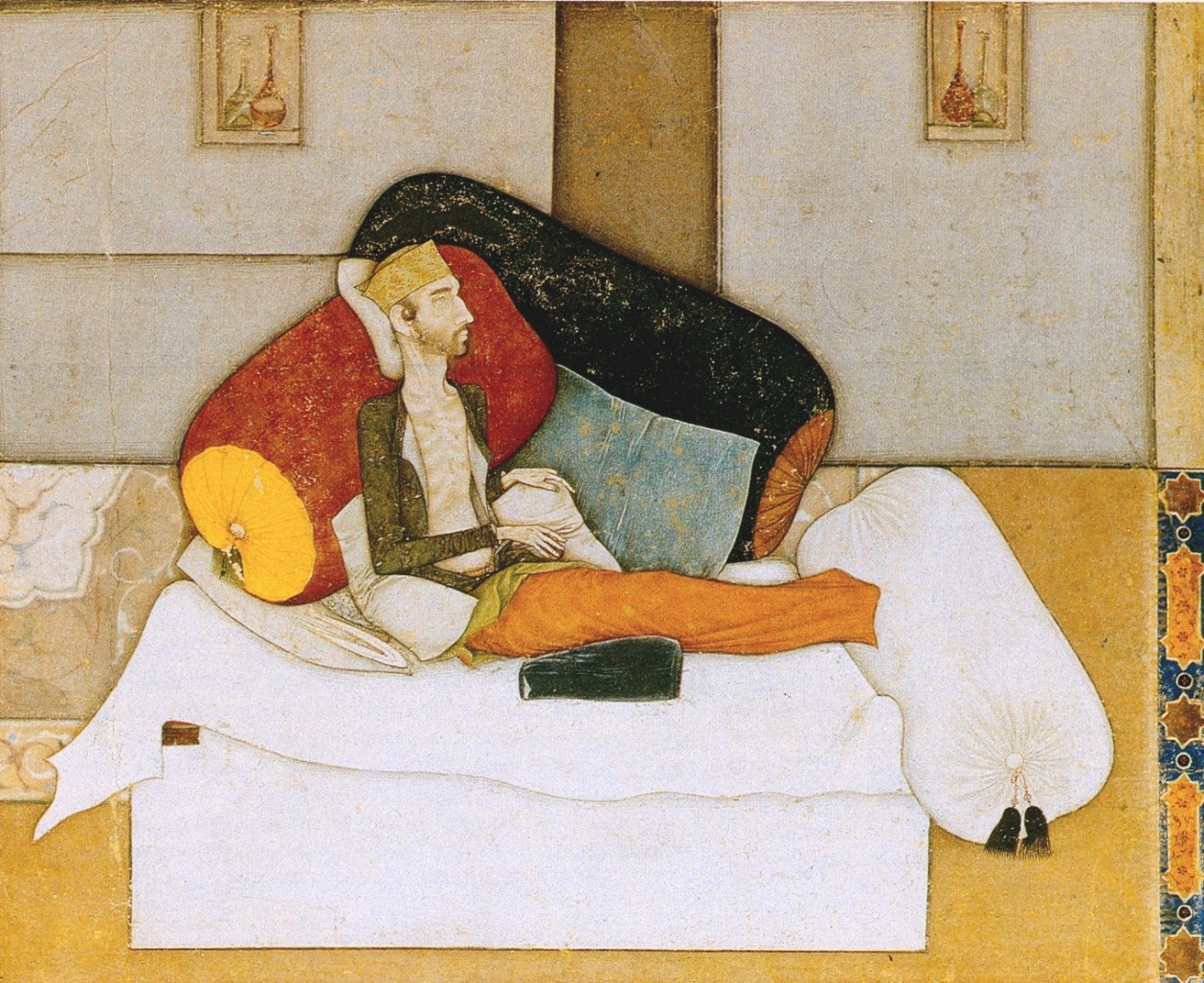
Говардхан. Умирающий Инаят Хан. ок. 1618, Бодлеянская библиотека, Оксфорд
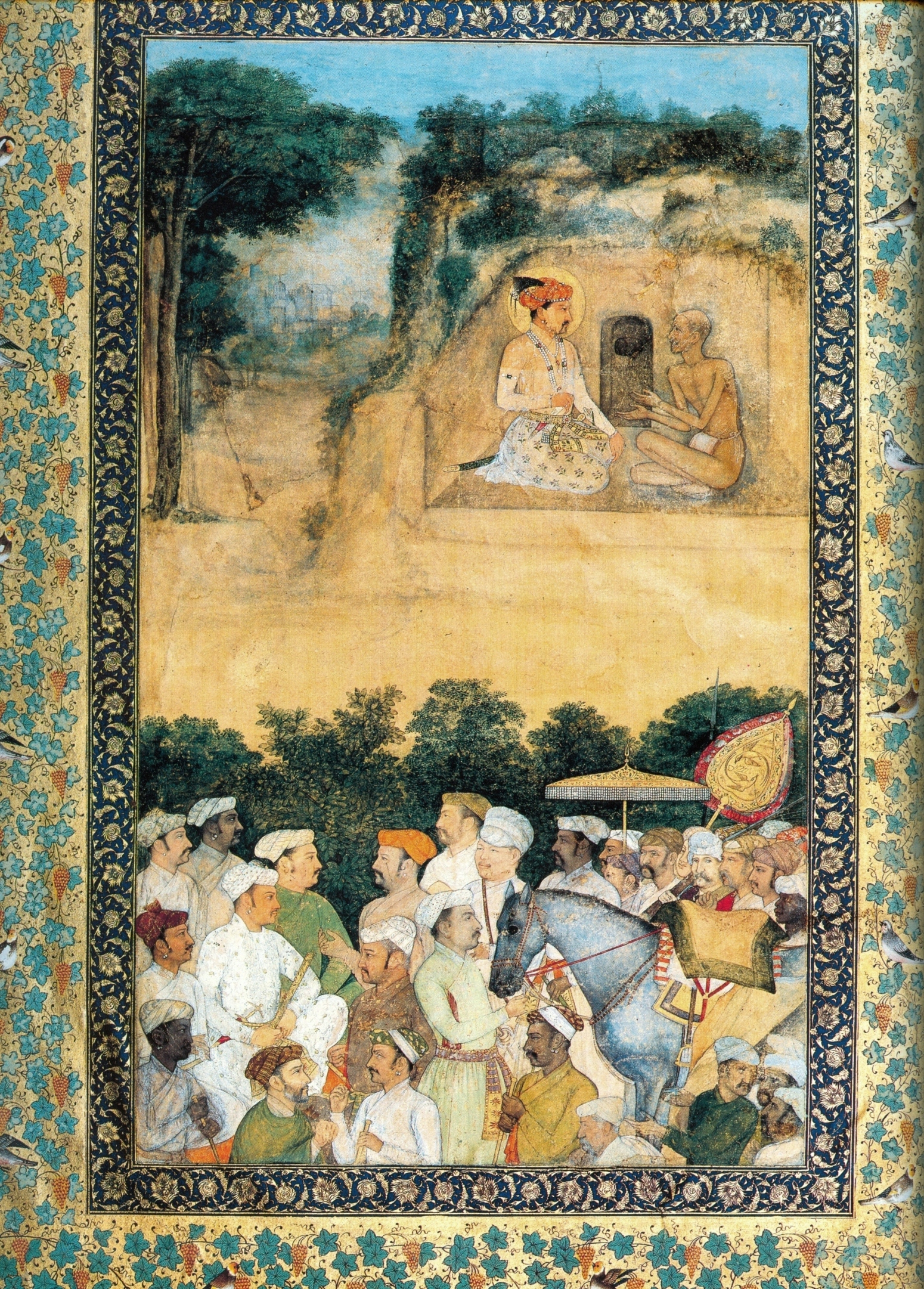
Говардхан. Джахангир посещает мудреца-отшельника Джадрупа. ок. 1616-20, Музей Гиме, Париж
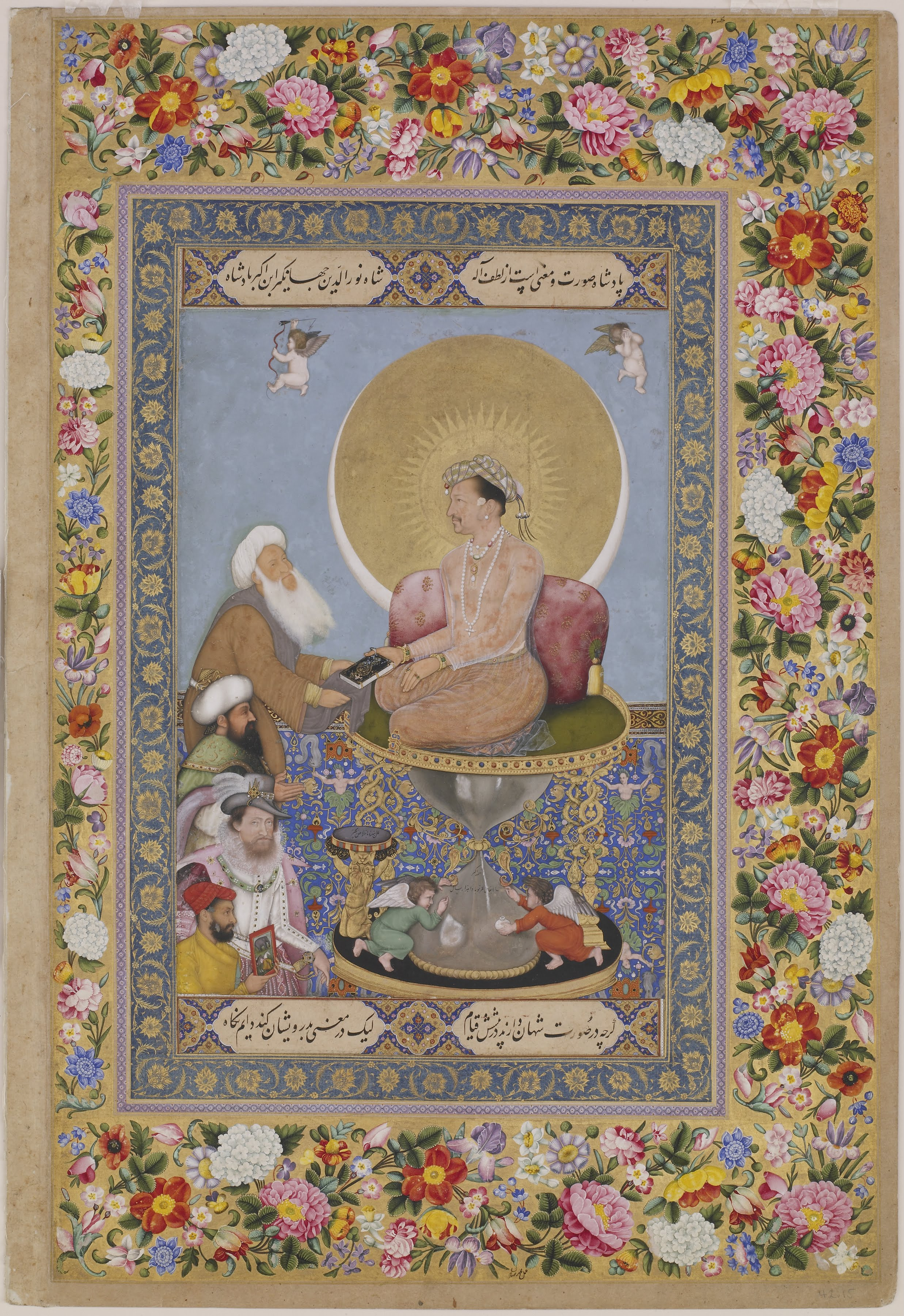
Бичитр. Джахангир, предпочитающий королям суфийского шейха. 1615-18, Смитсониан, Вашингтон
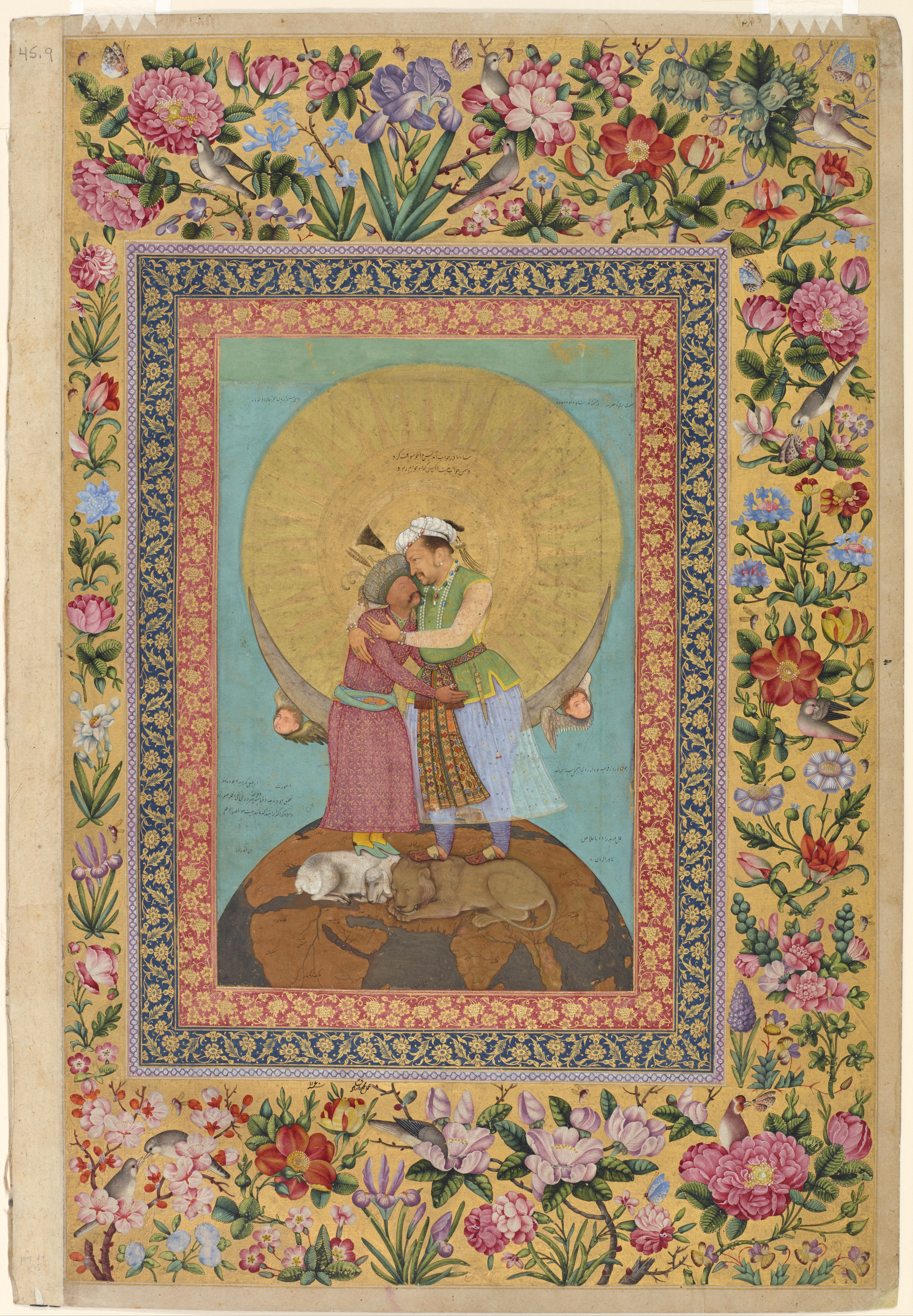
Абул Хасан. Мечта Джахангира о встрече с шахом Аббасом. ок. 1618, Галерея Фрир, Вашингтон.
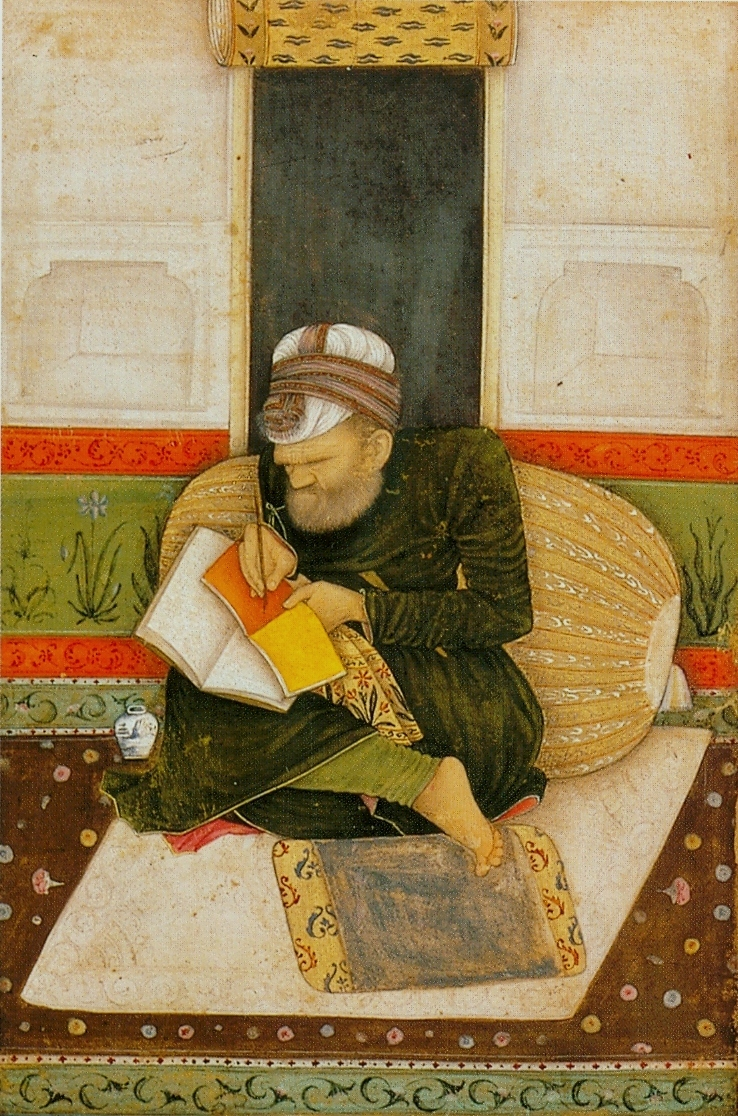
Бичитр. Писец. ок. 1625г, Музей Гарвардского Университета, Кембридж

## Шах Джахан (1628—1658)

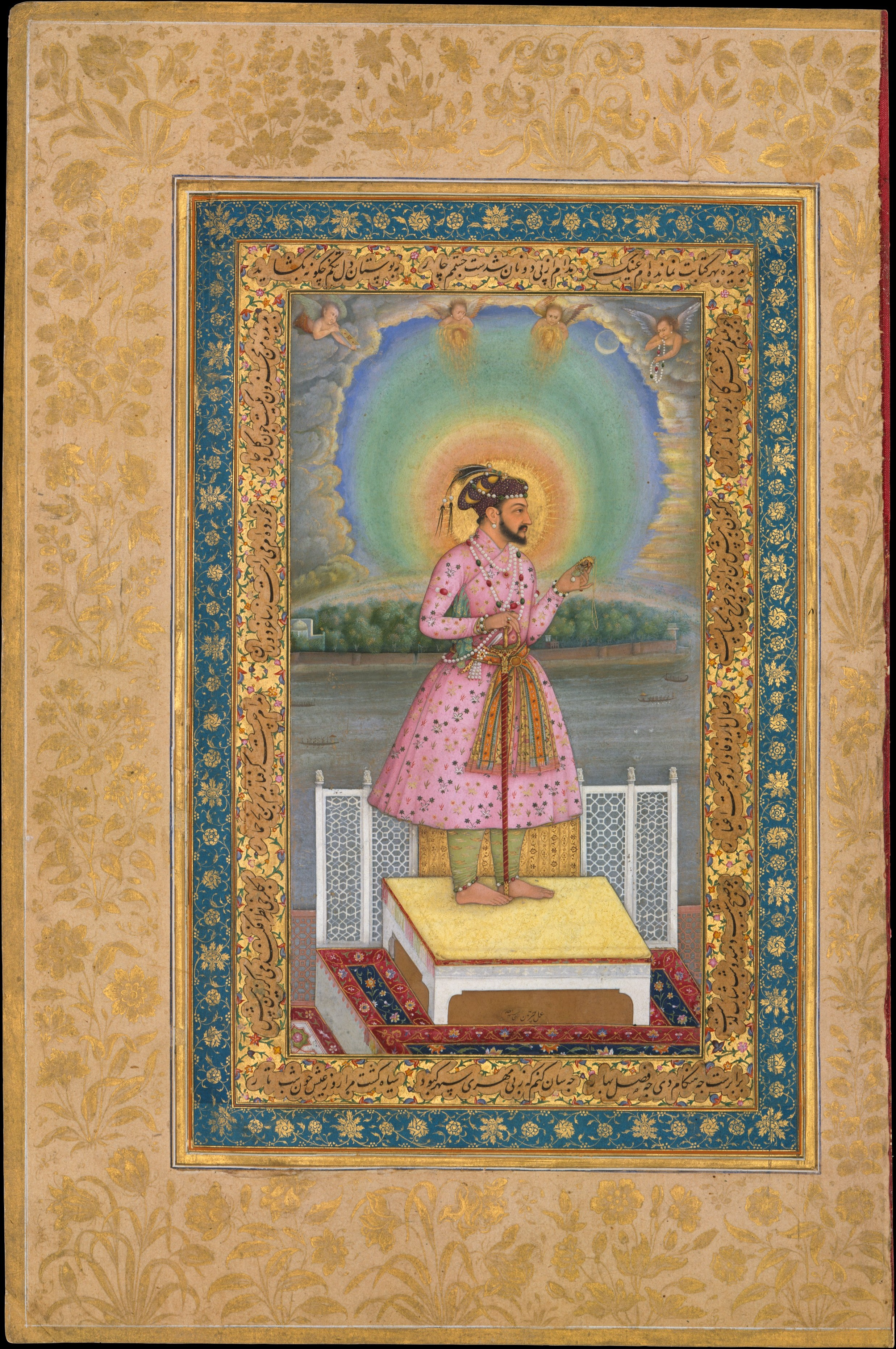
Читарман. Портрет Шах Джахана на террасе. Лист из «Альбома Шах Джахана», 1630-50гг, Музей Метрополитен, Нью-Йорк

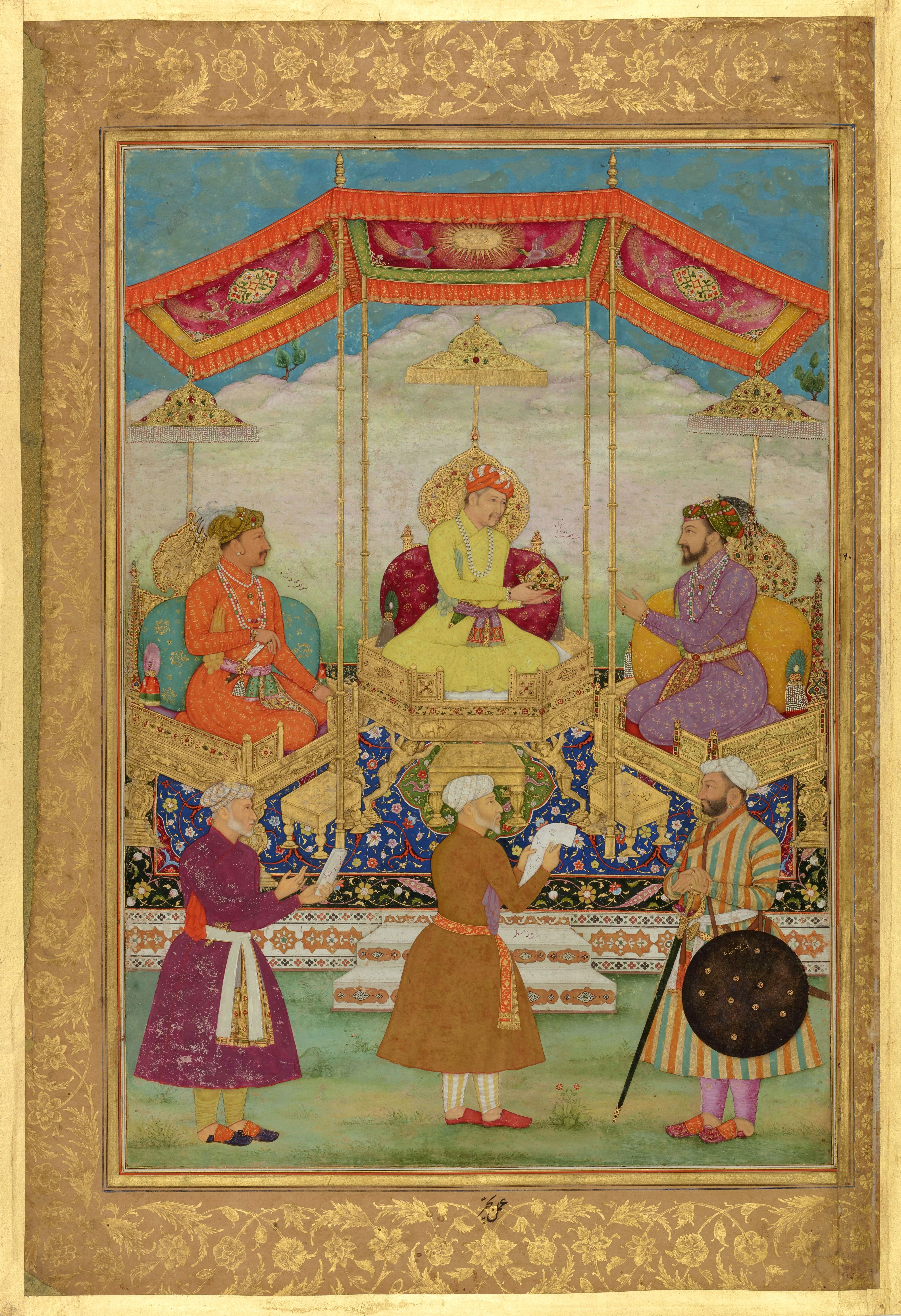
Бичитр. Акбар передаёт императорскую корону Шах Джахану. Лист из «Альбома Минто». 1631г, Библиотека Честер Битти, Дублин.

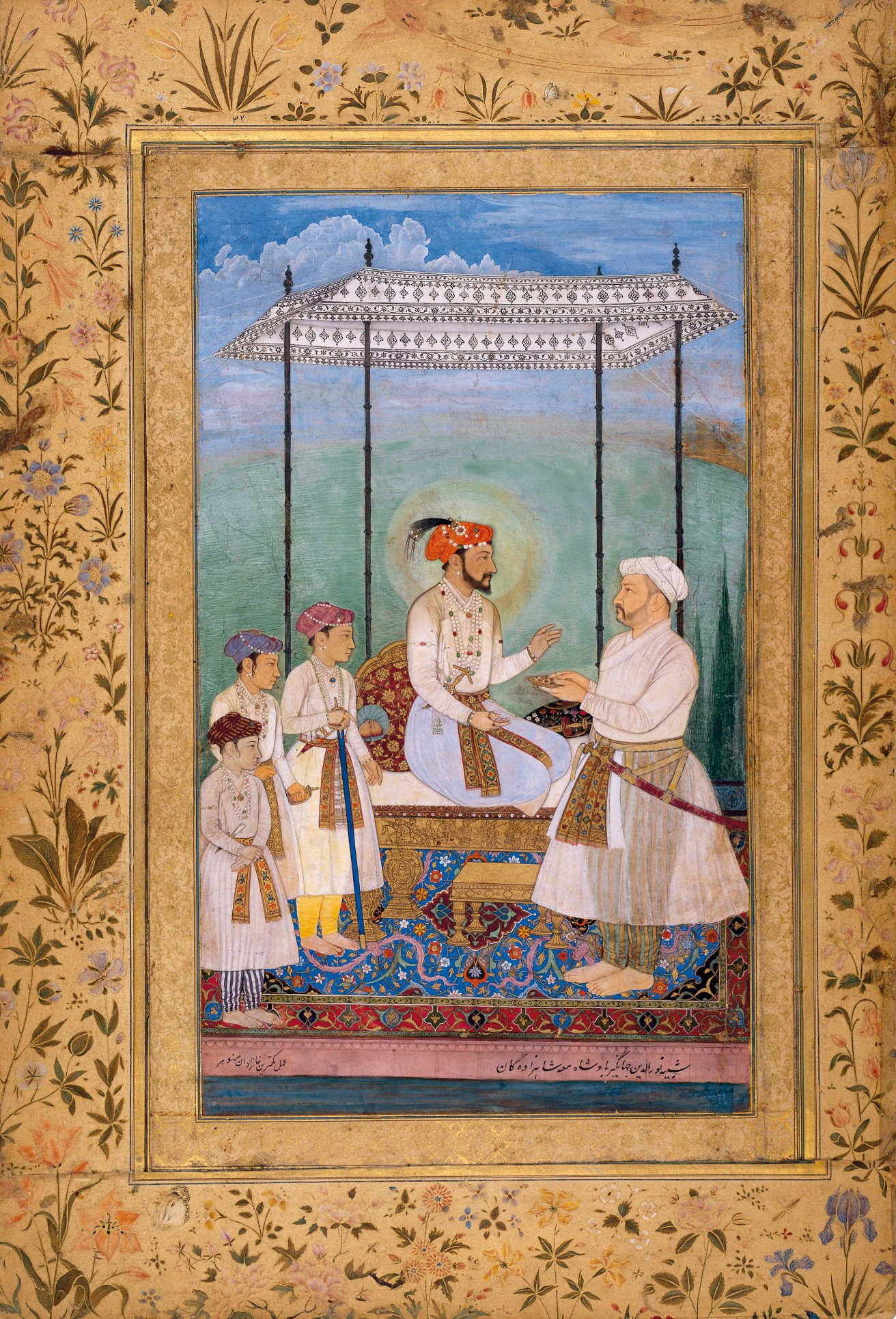
Манохар. Портрет Шах Джахана с тремя сыновьями. ок. 1628г, Музей Ага Хана, Женева.

Принц Хуррам, как звали Шах Джахана до восшествия на трон, пришёл к власти, несмотря на козни Нур Джахан (в последний момент её брат Асаф Хан выступил в поддержку Хуррама, посадил Нур Джахан под домашний арест и освободил сыновей Хуррама — Дару Шукоха и Аурангзеба, находившихся у неё в заложниках). В 1628 году Хуррам короновался под тронным именем Шах Джахан. Его правление было относительно спокойным, войны велись на южных границах, где время от времени возникали бунты. Эпоху Шаха Джахана считают в некотором роде переломной в истории Могольской империи. При нём стало усиливаться влияние мусульманской ортодоксии, и, несмотря на свою любовь к индийской музыке и поэзии, он в 1632 году отдал приказ уничтожить все индуистские храмы (по сути, он стал предвестником крайностей, устроенных в дальнейшем его сыном Аурангзебом). Однако к старости Шах Джахан стал терпимее, вероятно, под влиянием своего сына Дары Шукоха.
Его главной страстью была не живопись, а архитектура (ещё пятнадцатилетним мальчиком он поразил отца, когда с большим вкусом перестроил свои апартаменты в Кабуле). Шах Джахан построил грандиозную гробницу для своей безвременно умершей супруги Арджуманд Бану — известный всему миру Тадж Махал. Кроме этого он построил новую столицу в Дели, завершил строительство мавзолея своего отца, перестроил форт в Лахоре, обновил сады в Кашмире и т. д., истратив на свои проекты колоссальные суммы. Шах Джахан был любителем всего роскошного и грандиозного, поэтому, не будучи удовлетворённым скромным троном своих предшественников, приказал создать знаменитый «Павлиний трон», выполненный из чистого золота и множества драгоценных камней. Его эстетические представления не ограничивались какой-то одной отраслью искусства, но требовали единого дизайна и стиля для всей среды обитания императора и его близких. Шах Джахан содержал мастерские, известные как «кархане». О них сообщает французский путешественник Франсуа Бернье: «Во многих местах существовали большие залы, называемые кархане, то есть мастерские для ремесленников. В одном, например, можно было видеть с усердием работающих вышивальщиков, которыми руководил старший мастер. В другом ювелиров, в третьем художников… каждое утро приходили они в свою кархане, где трудились весь день…»
В живописи при Шах Джахане была продолжена та техническая отточенность, которая была характерна для правления Джахангира, но, вместо присущего прежней живописи натурализма, появилась склонность к помпезности. В миниатюрах, созданных для Шах Джахана, несмотря на обилие милых деталей, часто ощущается холодность и сухость. По мере того, как старые мастера, воспитанные ещё при Джахангире, покидали этот мир, похоже, не прикладывалось достаточно усилий для обучения новых талантов, поэтому число настоящих мастеров неуклонно сокращалось.
Подобно своему отцу Шах Джахан проявлял интерес к книжной иллюстрации. В первый год своего правления он заказал иллюстрированные копии книг классика персидской поэзии Саади — «Бустан» («Плодовый сад». Британская библиотека, Лондон) и «Гулистан» («Розовый сад», Библиотека Честер Битти, Дублин). Обе рукописи такого же небольшого формата, как «Гулистан», выполненный для Джахангира; размеры миниатюр ограничены в них горизонтальной рамкой в центре страницы, широкие поля расписаны рисунками, отделанными золотом. Они производят богатое, но очень холодное впечатление, и подобный эксперимент в мастерской Шах Джахана больше никогда не повторялся. Единственным исключением являются шесть миниатюр из тимуридского «Гулистана» Саади, созданного в 1468 году, которые были заново переписаны художниками Шах Джахана в 1635—1640 годах.

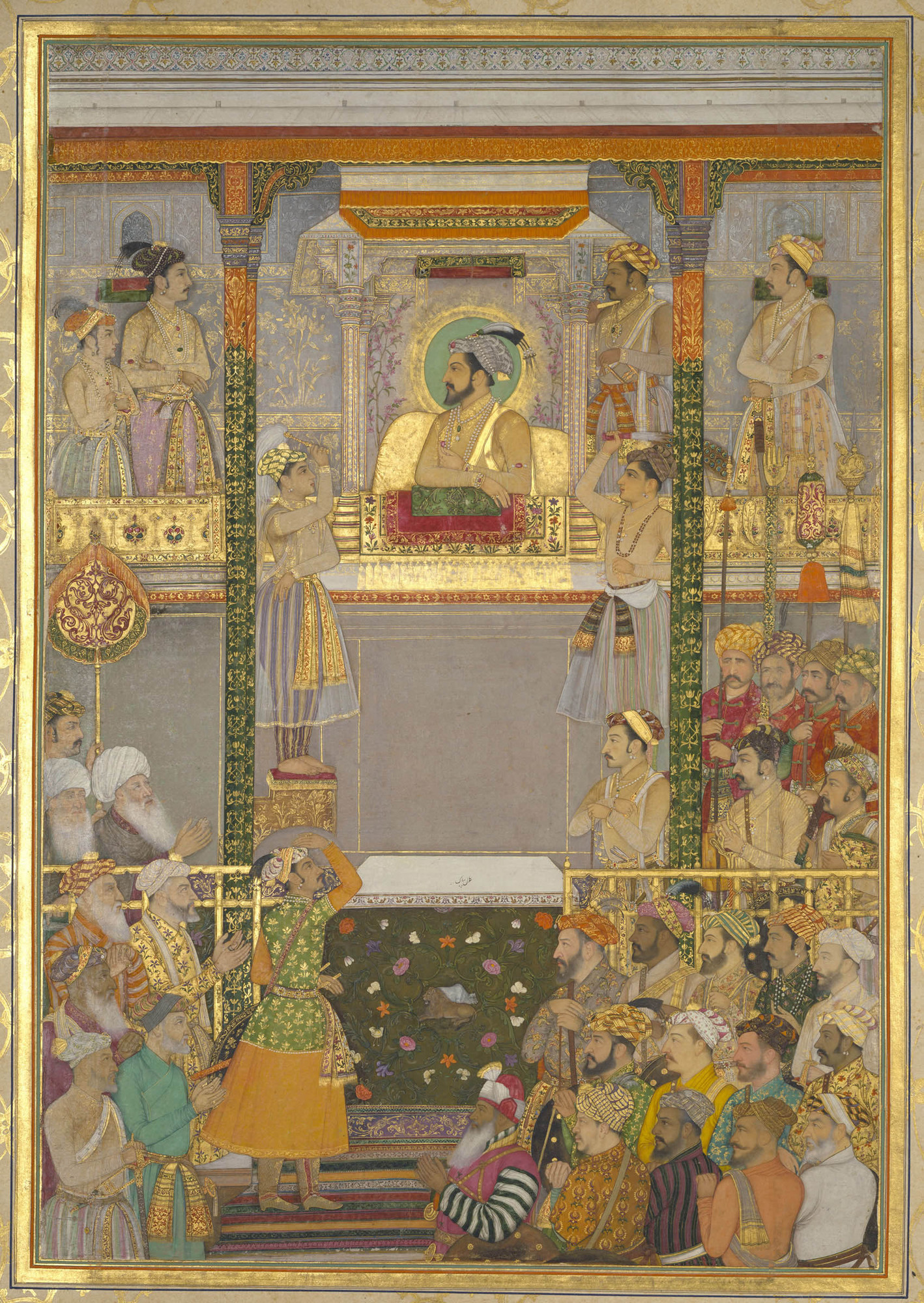
Дарбар (приём) Шах Джахана. ок. 1657 Лист из "Падишах-наме", Королевская библиотека, Виндзор.
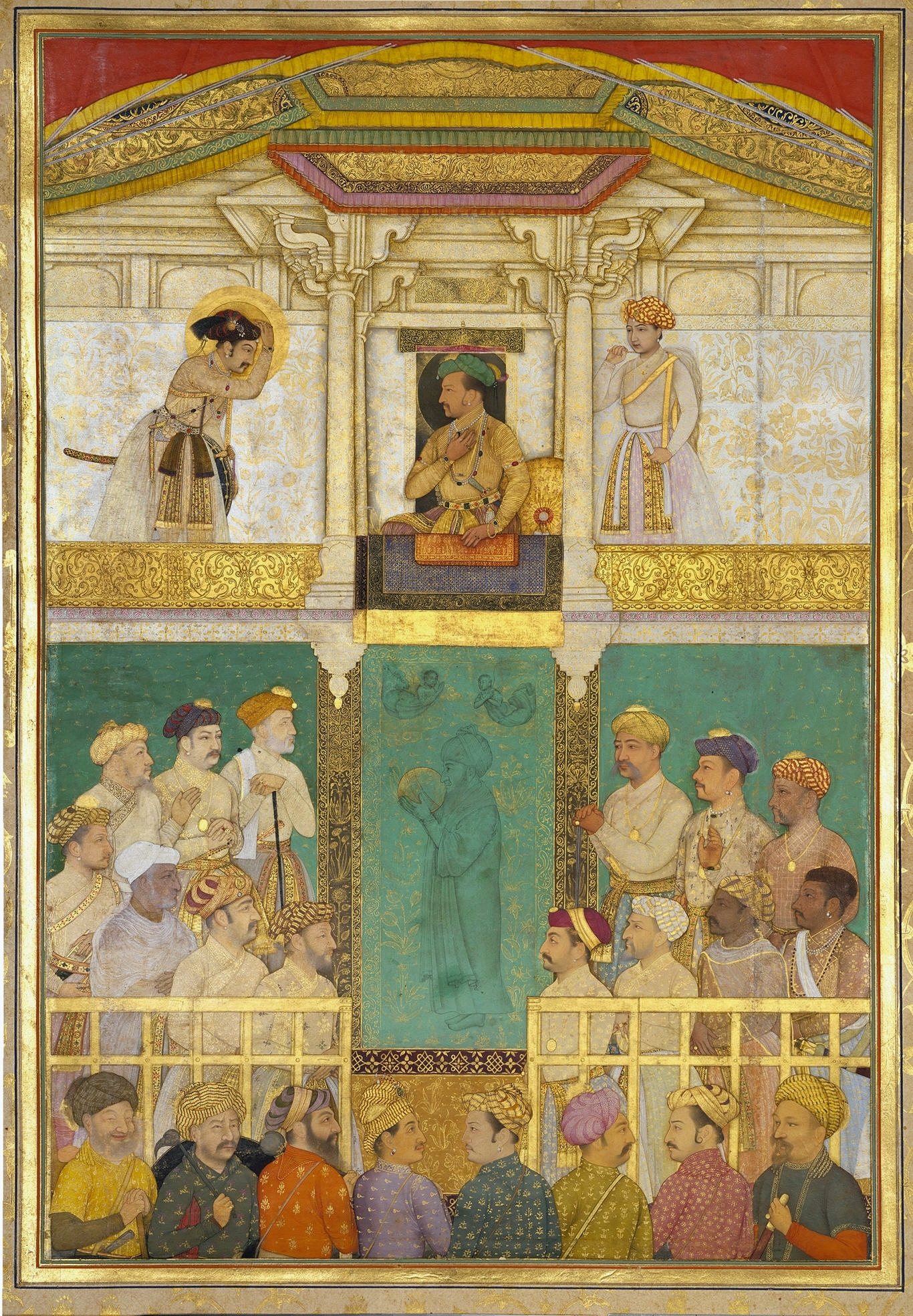
Абид. Джахангир принимает принца Хуррама. ок. 1635-36, Лист из "Падишах-наме", Королевская библиотека, Виндзор.
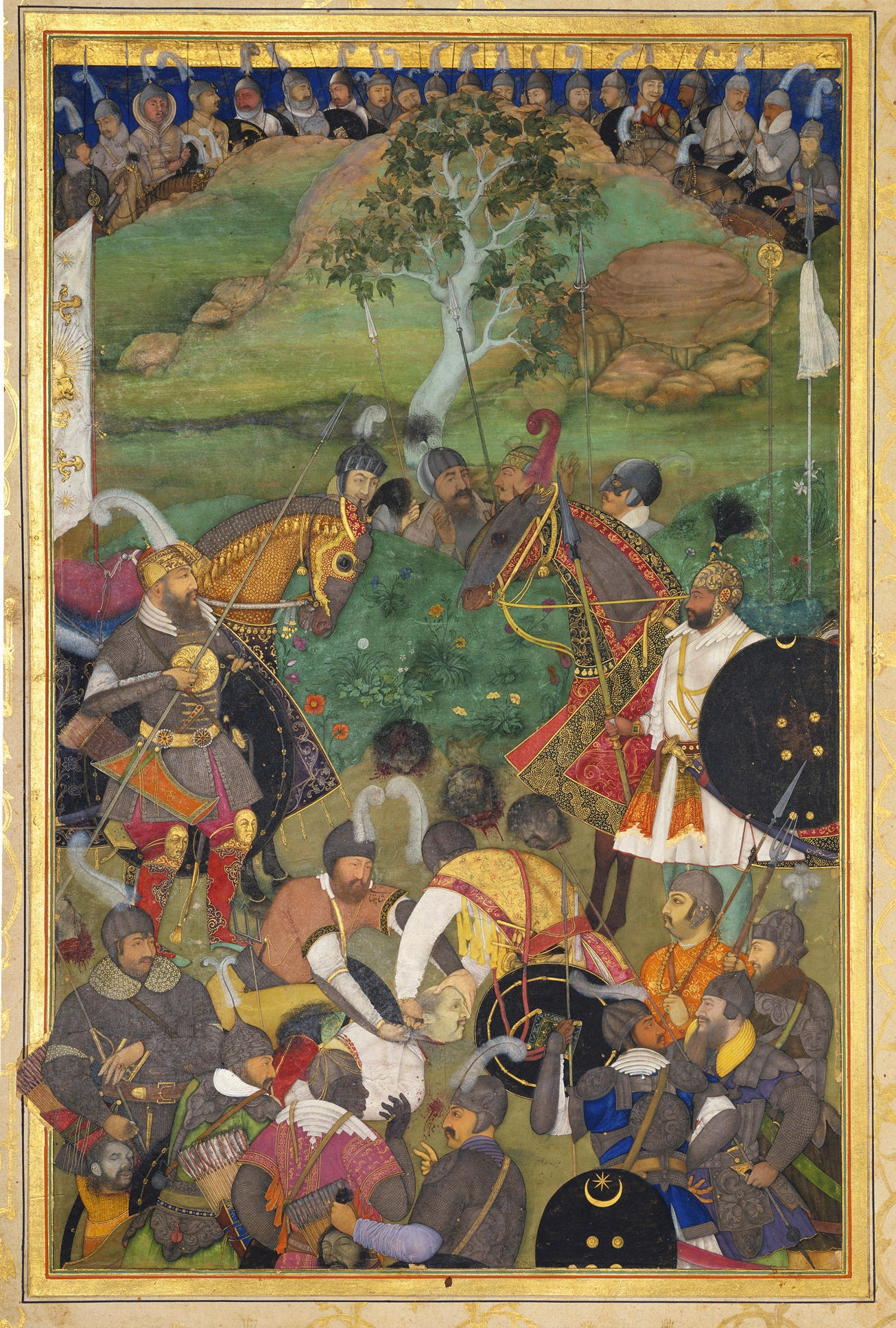
Абид. Смерть Хана Джахана Лоди. ок. 1633, Лист из "Падишах-наме", Королевская библиотека, Виндзор.
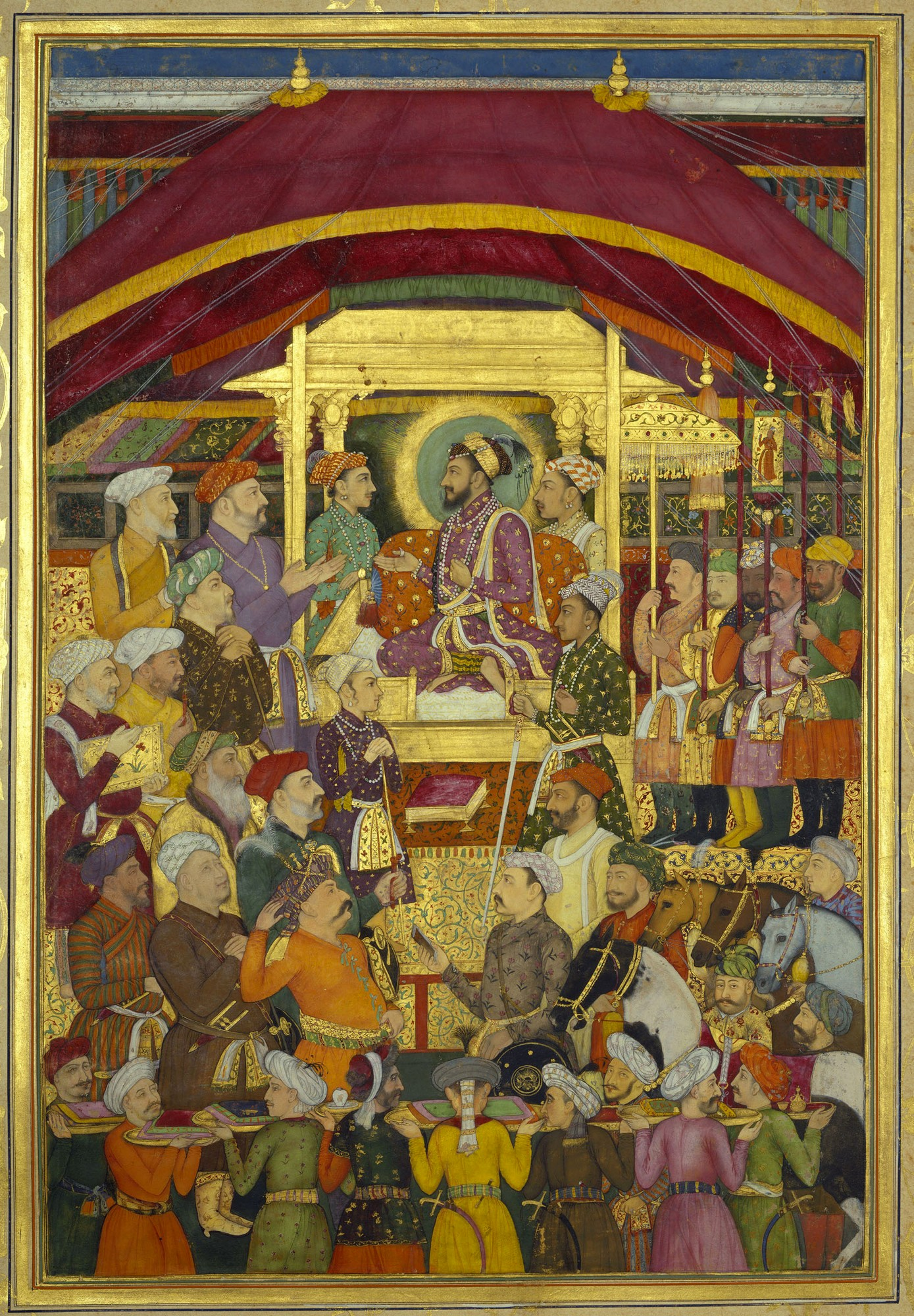
Шах Джахан принимает персидского посла Мухаммада Али Бека. ок. 1633, Лист из "Падишах-наме", Королевская библиотека, Виндзор.
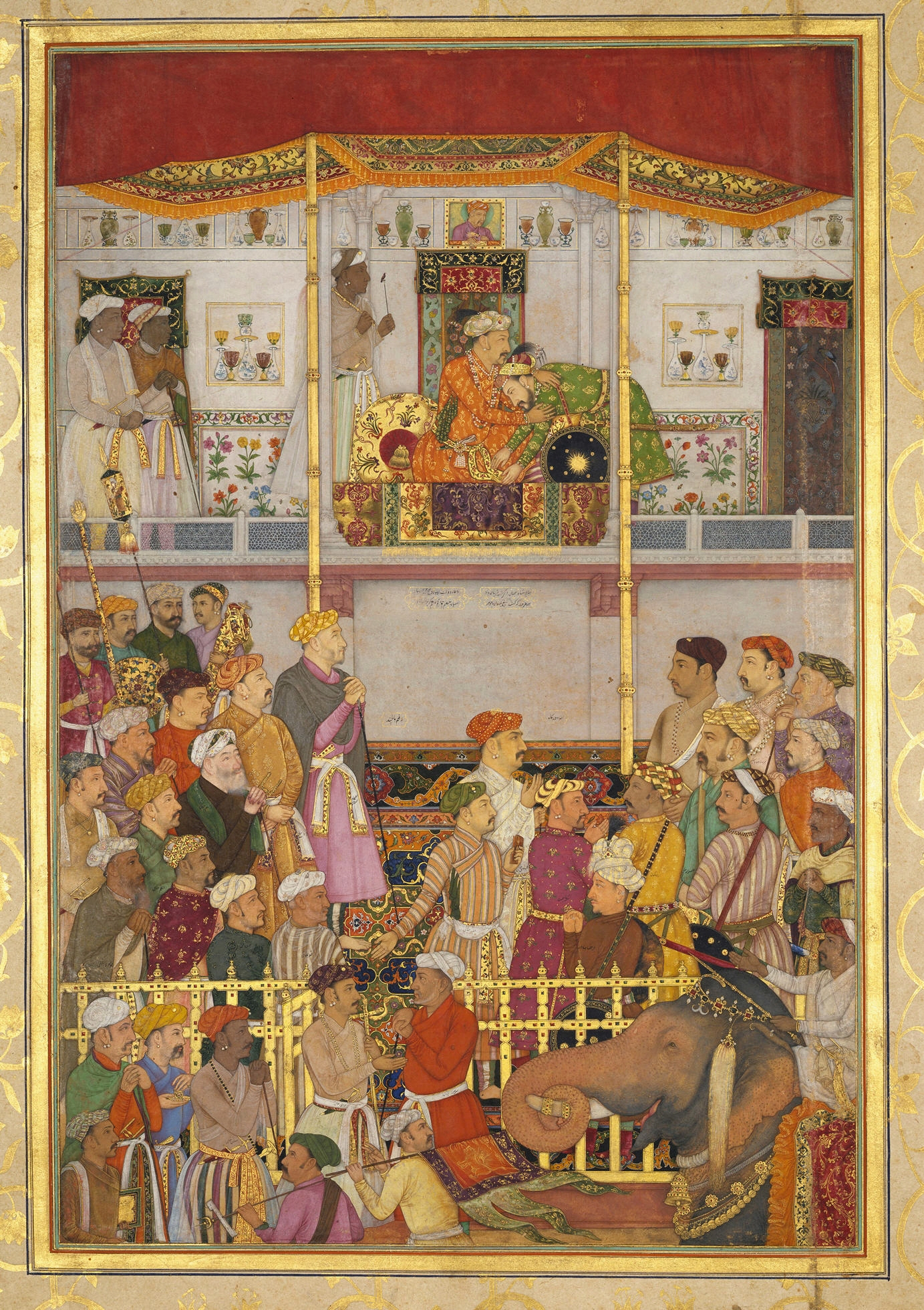
Бальчанд. Джахангир принимает принца Хуррама после военной кампании в Меваре. ок. 1635, Лист из "Падишах-наме", Королевская библиотека, Виндзор.
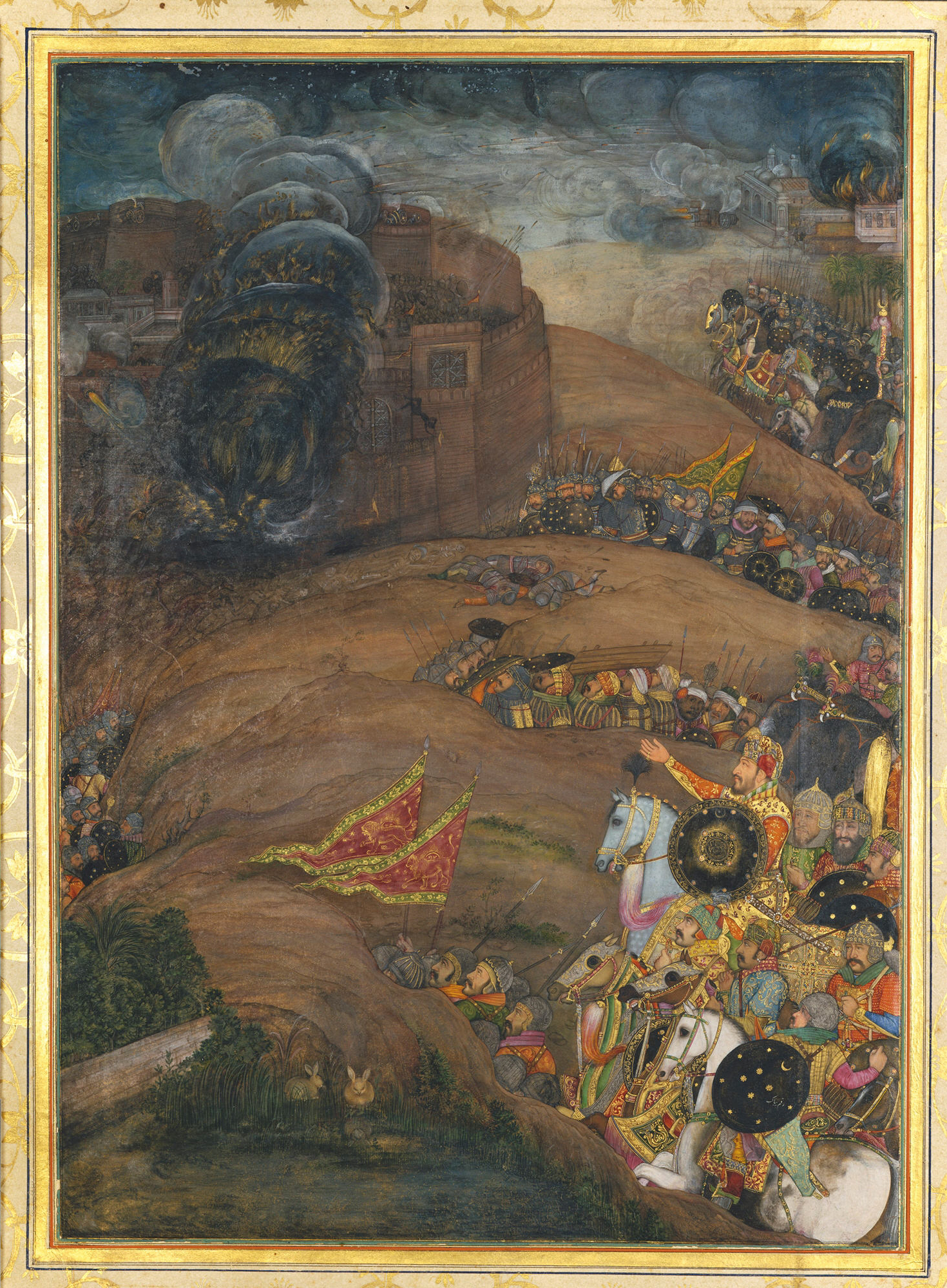
Паяг. Насири Хан руководит осадой Кандагара. ок. 1633. Лист из "Падишахнаме", Королевская библиотека, Виндзор.

Многие из самых лучших работ его миниатюристов собраны в «Падишах-наме» («История императора») — жизнеописании Шах Джахана в трех томах, из которых сохранился только один (1657—1658; Королевская библиотека, Виндзор). Этот единственный том написан рукой каллиграфа Мухаммада Амин Мешхеди и содержит 44 миниатюры, иллюстрирующие первое десятилетие правления Шах Джахана. Как в тексте, так и в иллюстрациях, основное внимание уделяется дарбарам (императорским приёмам), сражениям и важным государственным событиям. В них много профильных портретов Шах Джахана и его придворных. В разных коллекциях хранится несколько листов весьма близких по формату и стилю к виндзорскому «Падишах-наме», возможно это сохранившиеся страницы из других томов этой книги. Многие миниатюры из виндзорской рукописи, которые приписывают Бальчанду, Бичитру, Абиду и Паягу, возможно были созданы раньше, прямо по горячим следам изображённых событий, и предназначались для первой версии текста книги, которая так и не была закончена. Технически это совершенные произведения, в которых интуитивно усвоены приёмы европейской перспективы и изображения ландшафта, а в сценах дарбаров статичным и стилизованным образам недостаёт той жизненной полноты, которая была характерна для портретов эпохи Джахангира.
По заказу Шах Джахана было создано несколько разных альбомов-муракка, но большая часть из них позднее была расшита и распродана по отдельности. Единственным муракка, возможно, сохранившимся в оригинале, является «Альбом Минто» (разделён между Музеем Виктории и Альберта, Лондон и Библиотекой Честер Битти, Дублин). Некоторые другие альбомы — «Неполный альбом» (Музей Виктории и Альберта, Лондон), и «Альбом Кеворкяна» (он же «Альбом Шах Джахана», разделён между Музеем Метрополитен, Нью-Йорк и Галереей Фрир, Вашингтон) содержат только часть миниатюр, относящихся к времени правления Шах Джахана. Миниатюры на отдельных листах, создававшиеся при Шах Джахане — это в основной массе портреты, датированные серединой 1640-х годов. Они наклеены на листы, поля которых декорированы цветами, отделанными золотом. Несмотря на то, что эти цветочные бордюры принадлежат к самым очаровательным работам, созданным в могольской мастерской XVII века, в период Шах Джахана они становятся всё более формальными и холодными. Подобный формализм в портрете и оформлении страниц характерен для миниатюр из расшитого и распроданного в разные коллекции «Позднего альбома Шах Джахана», содержавшего произведения, созданные в 1650-х годах.
Иная живопись предстаёт в миниатюрах, выполненных по заказу старшего сына императора Дары Шукоха, которые были собраны в альбом, составленный им между 1633 годом, когда он в 18 лет женился на своей кузине Надире Бегум, и 1642 годом, когда Дара Шукох, согласно его надписи, подарил ей этот альбом. В нём представлены работы небольшой группы анонимных художников, работавших в персидской манере (известно только одно имя — Мухаммада Хана, художника работавшего в 1630-х годах). В альбоме, как обычно, страницы с каллиграфией чередуются страницами с миниатюрами; последние посвящены в основном портретам юношей и служанок (ни один не надписан), а также изображениям цветов и птиц.
В сентябре 1657 года у Шах Джахана случился тяжёлый приступ уремии, из-за которого он три дня провёл в постели. Его сыновья, находившиеся в разных концах империи, подумав, что отец при смерти и наступил час вступить в схватку за трон, устроили междоусобицу, победителем в которой стал Аурангзеб. 1 июня 1658 года Шах Джахан вручил ему знаменитый меч «Аламгир», а 21 июля того же года Аурангзеб объявил себя императором, приняв имя «Аламгир» (покоритель вселенной) в качестве тронного. Последние 8 лет Шах Джахан доживал под домашним арестом.

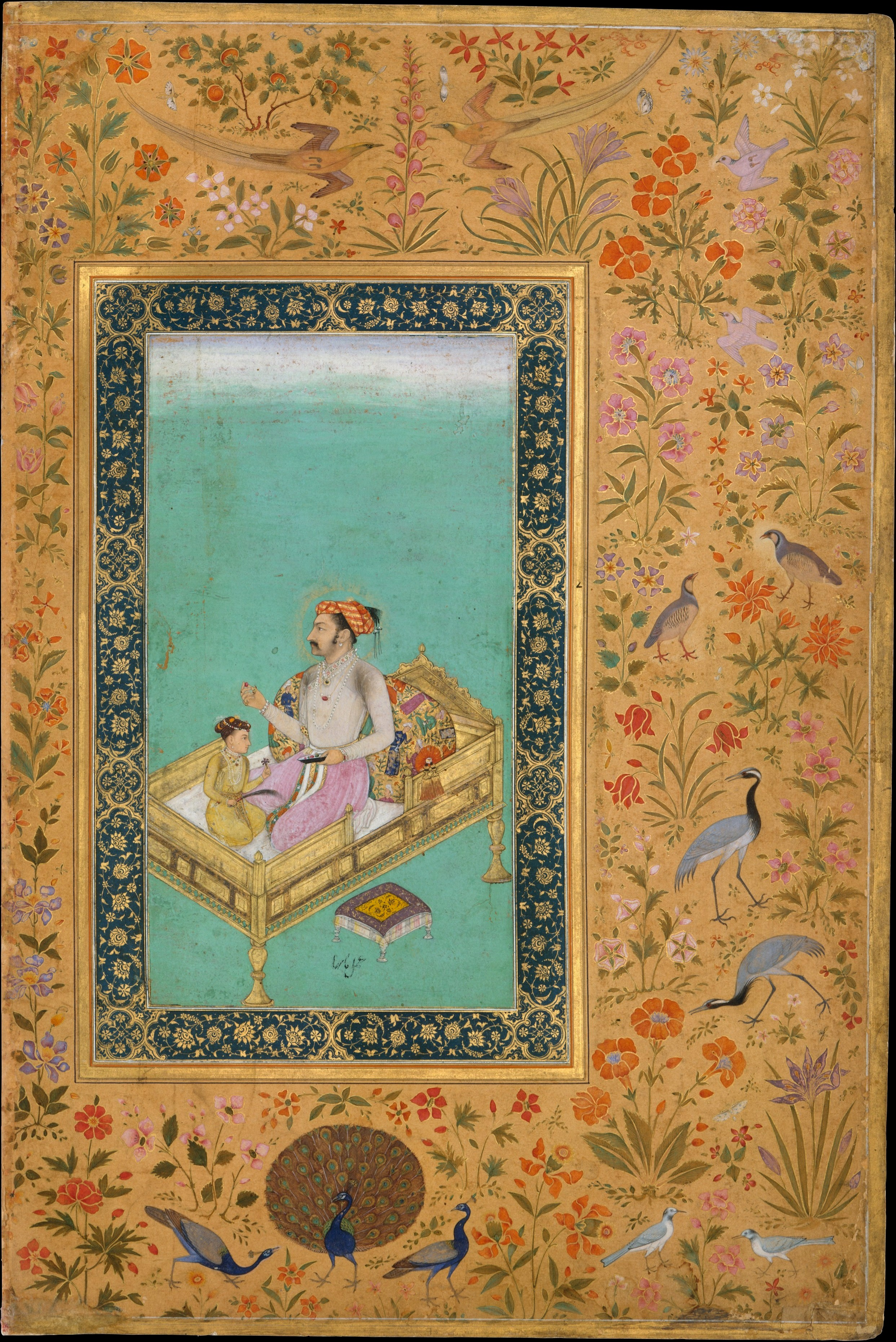
Нанха. Шах Джахан и его сын Дара Шукох. ок. 1620. Лист из "Альбома Шаха Джахана". Музей Метрополитен, Нью-Йорк
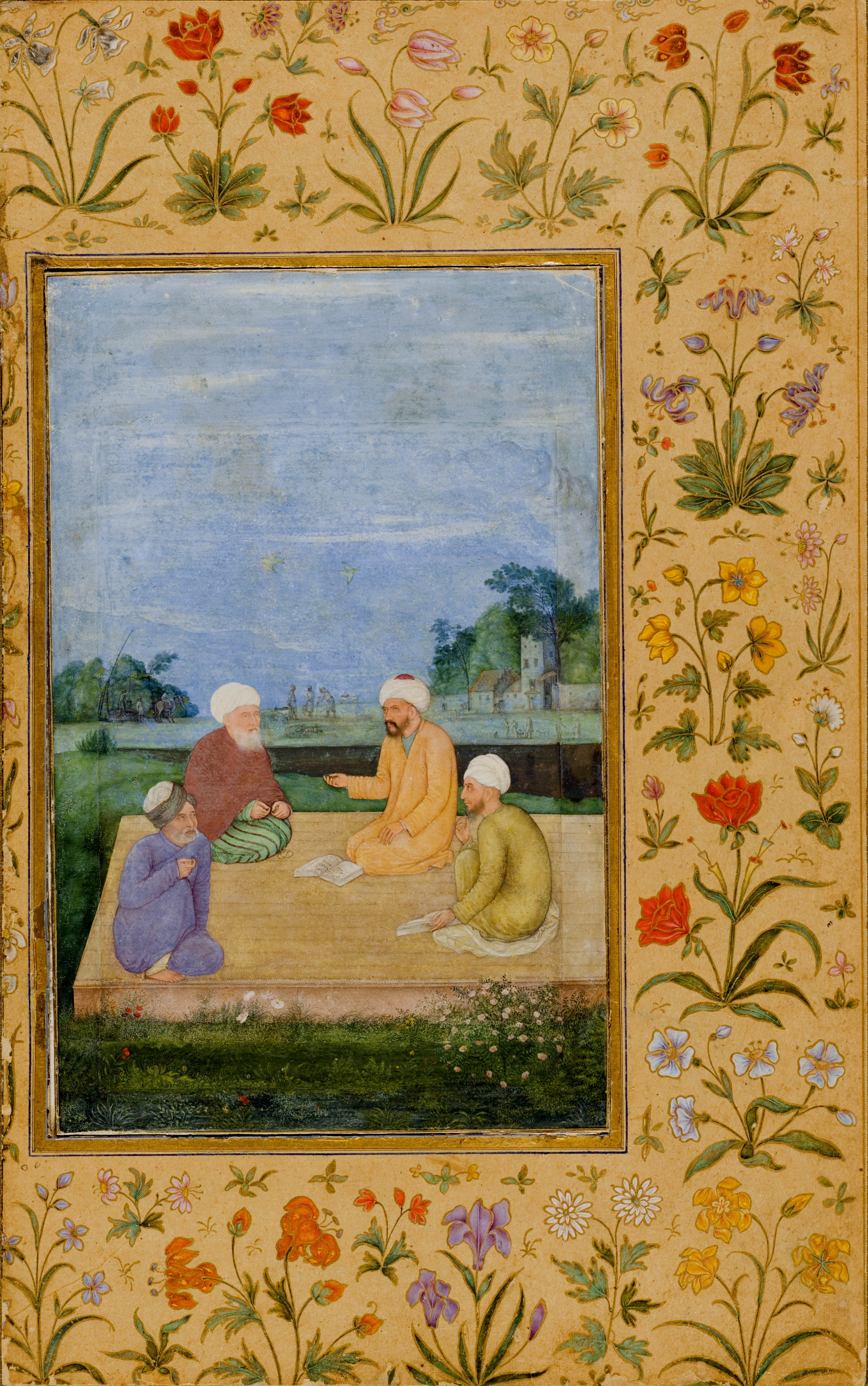
Говардхан. Беседа мусульманских мудрецов. ок. 1630. Музей искусств округа Лос-Анджелес.
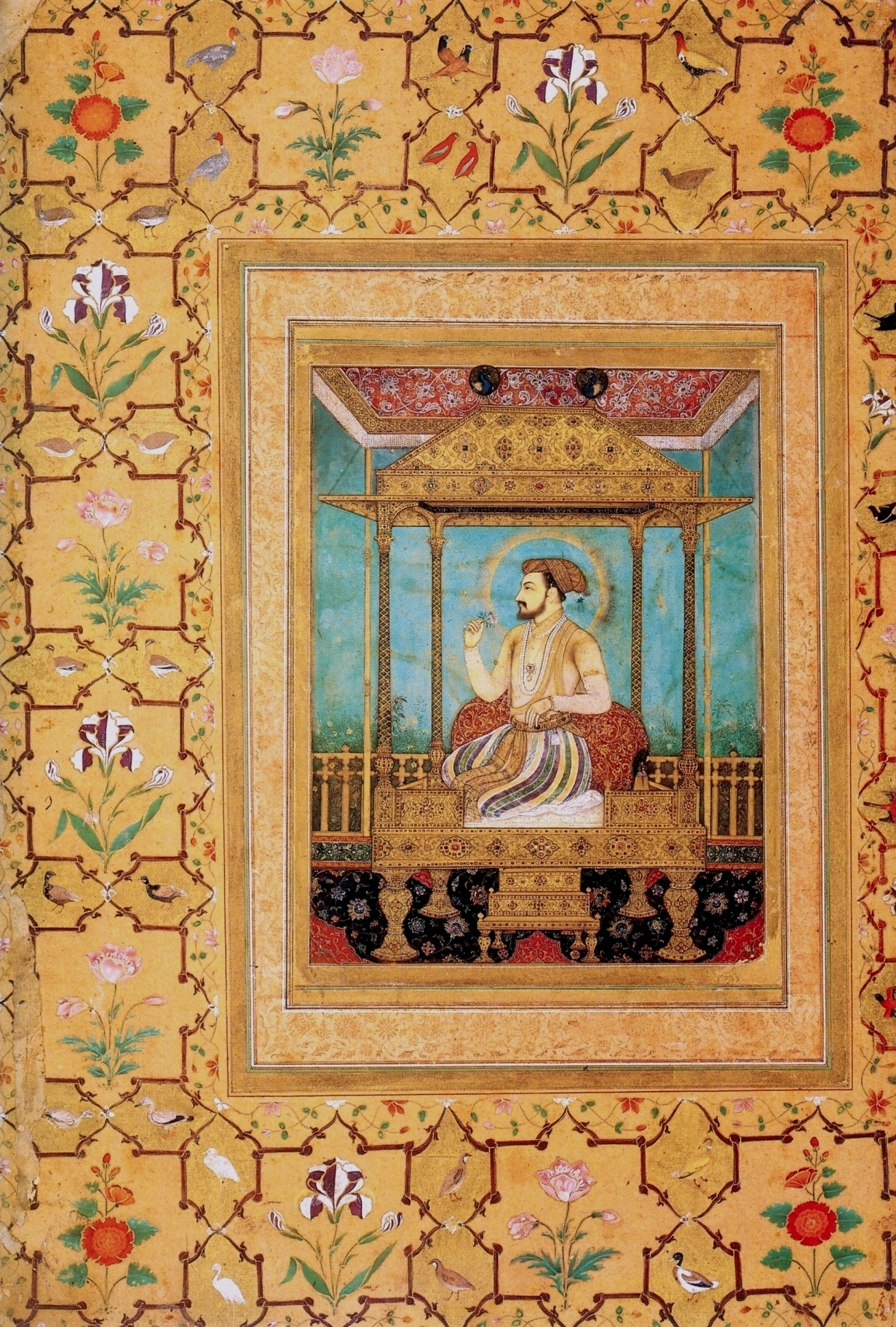
Говардхан. Шах Джахан на "Павлиньем троне". ок. 1635, Галерея Саклера, Кембридж
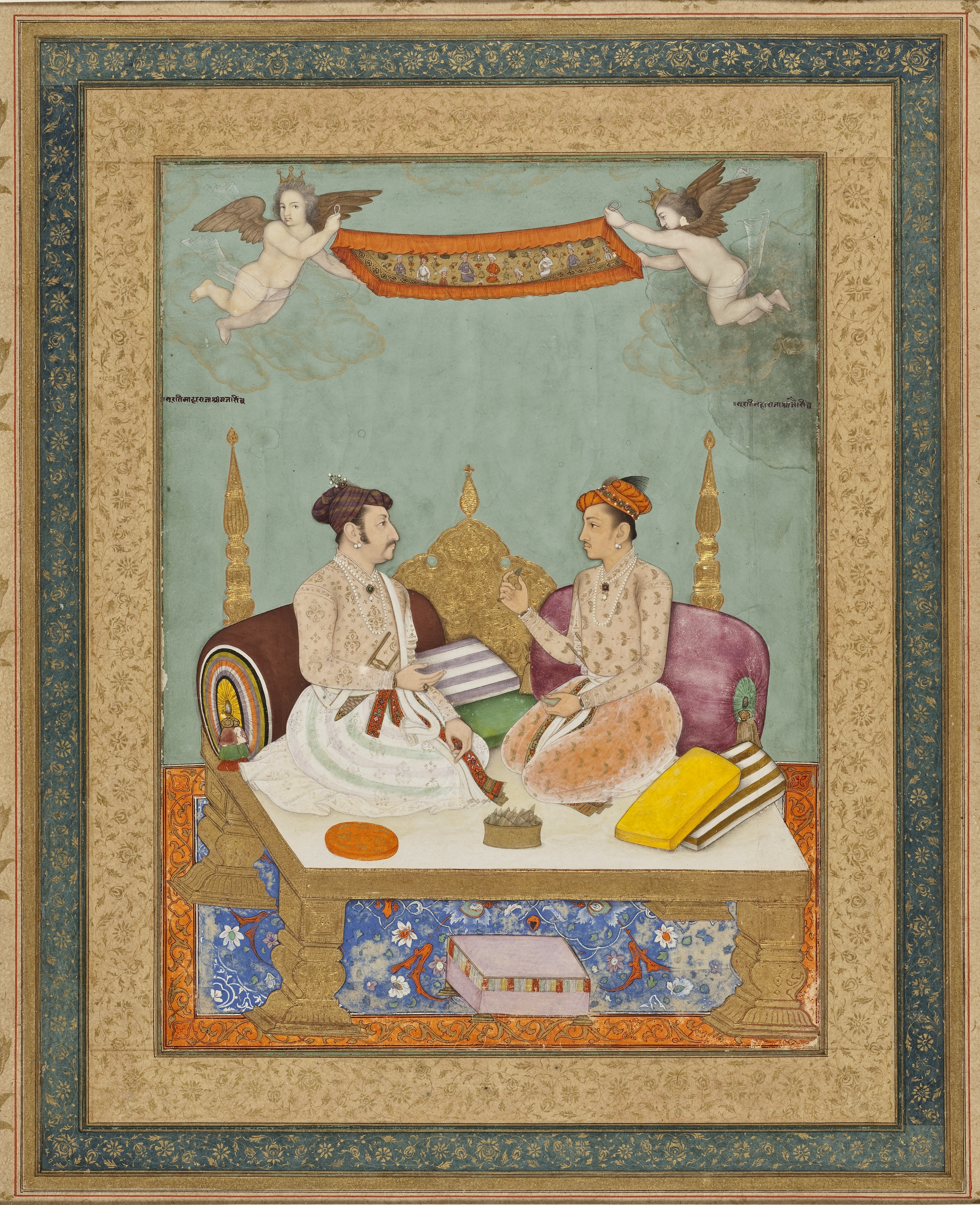
Бичитр. Шах Шуджа на троне с Махараджей Гадж Сингхом. ок.1638, Лос Анджелес, Музей округа
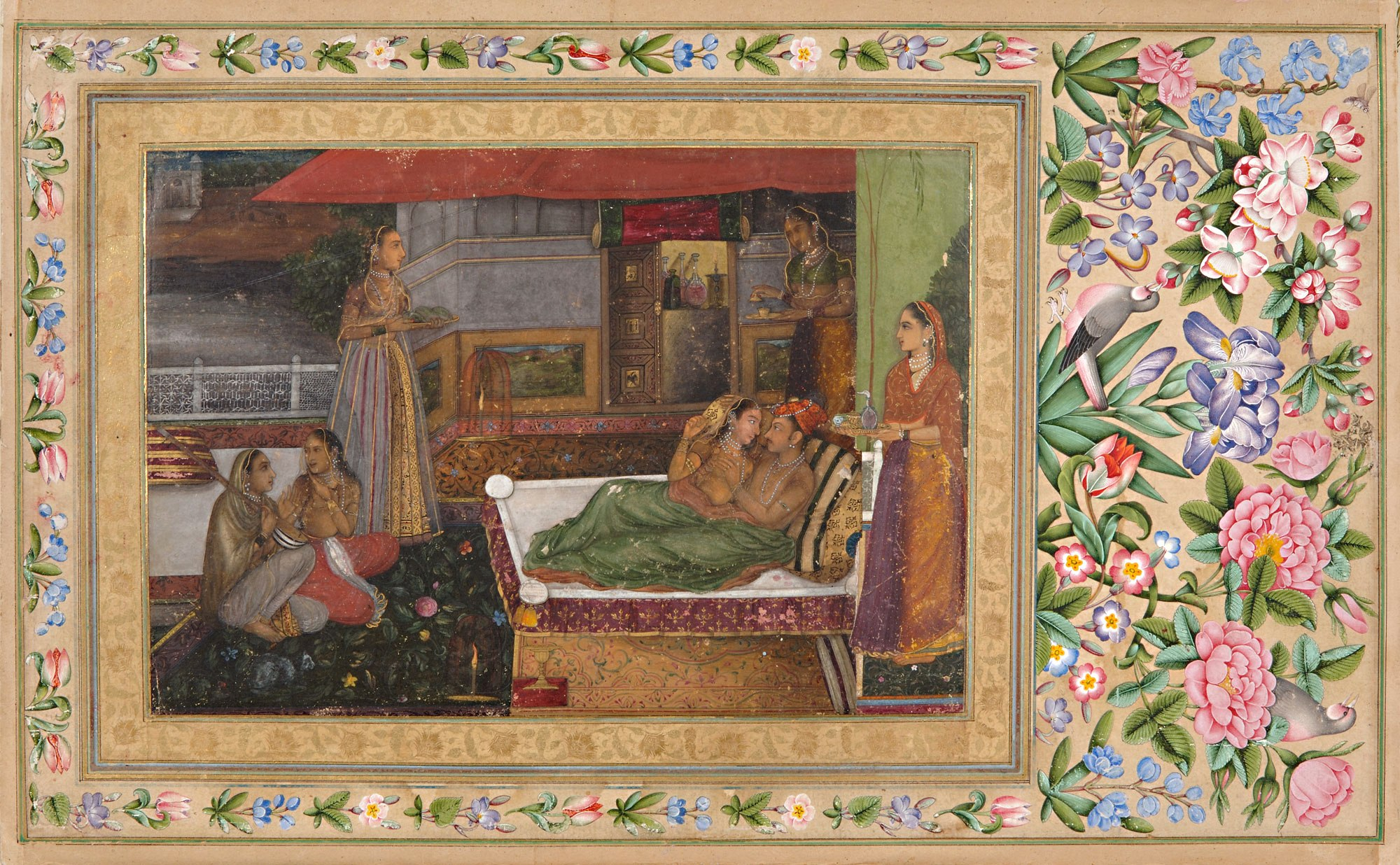
Бальчанд. Принц Дара Шукох и его дама на ночной террасе. 1640-1650гг, Музей Ага Хана, Женева.
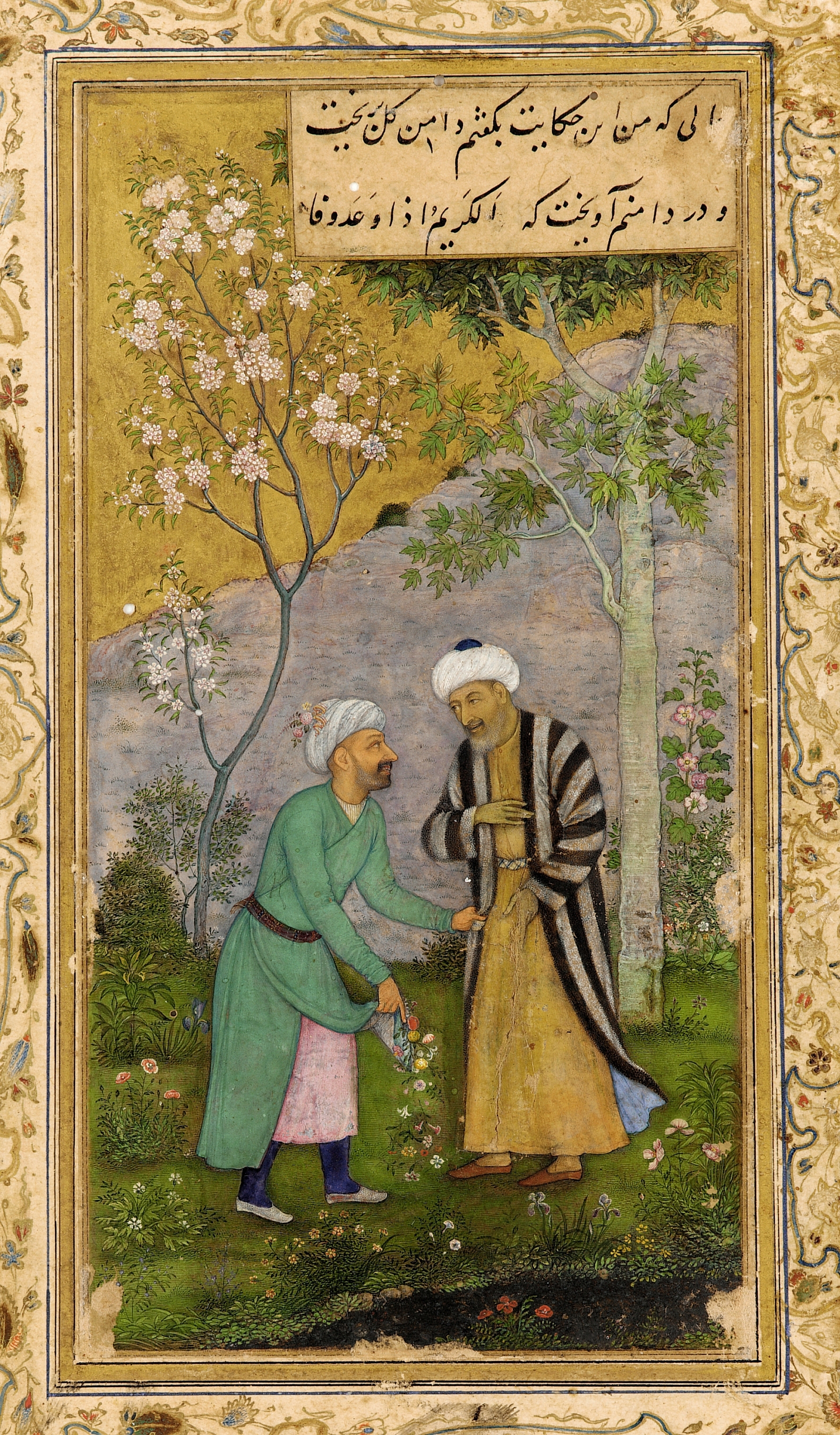
Говардхан. Саади встречает друга в саду. ок. 1635-40. "Гулистан" Саади, Частное собрание.
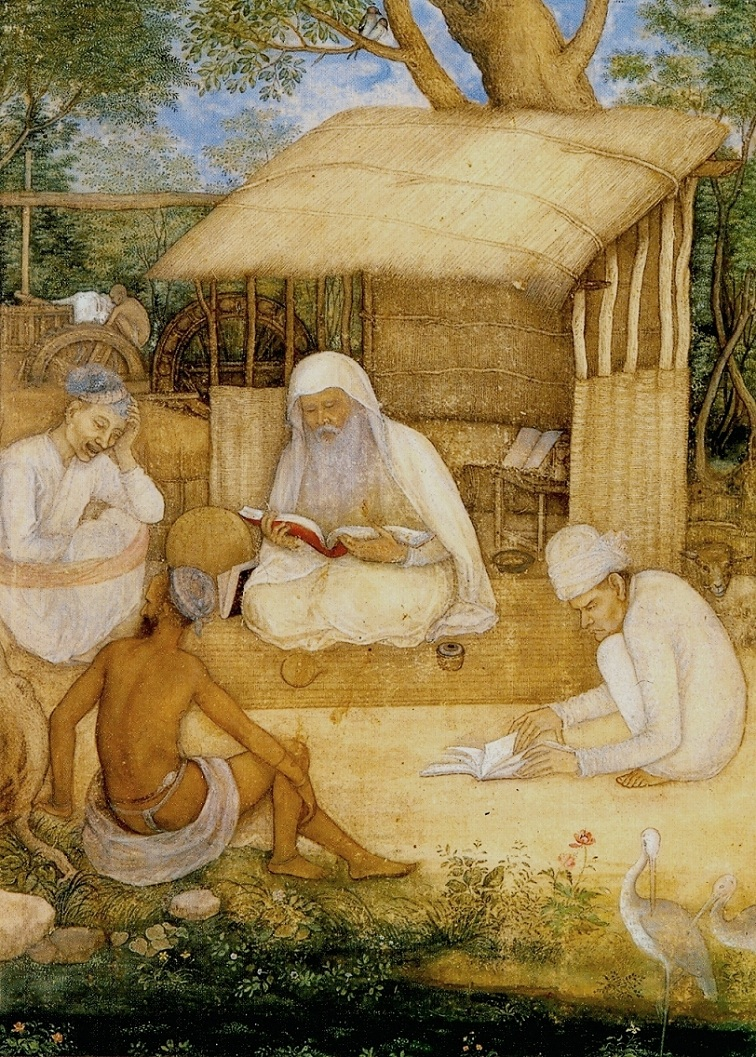
Говардхан. Астролог и монахи-отшельники. Лист из "Позднего альбома Шах Джахана". ок. 1650, Музей Гиме, Париж
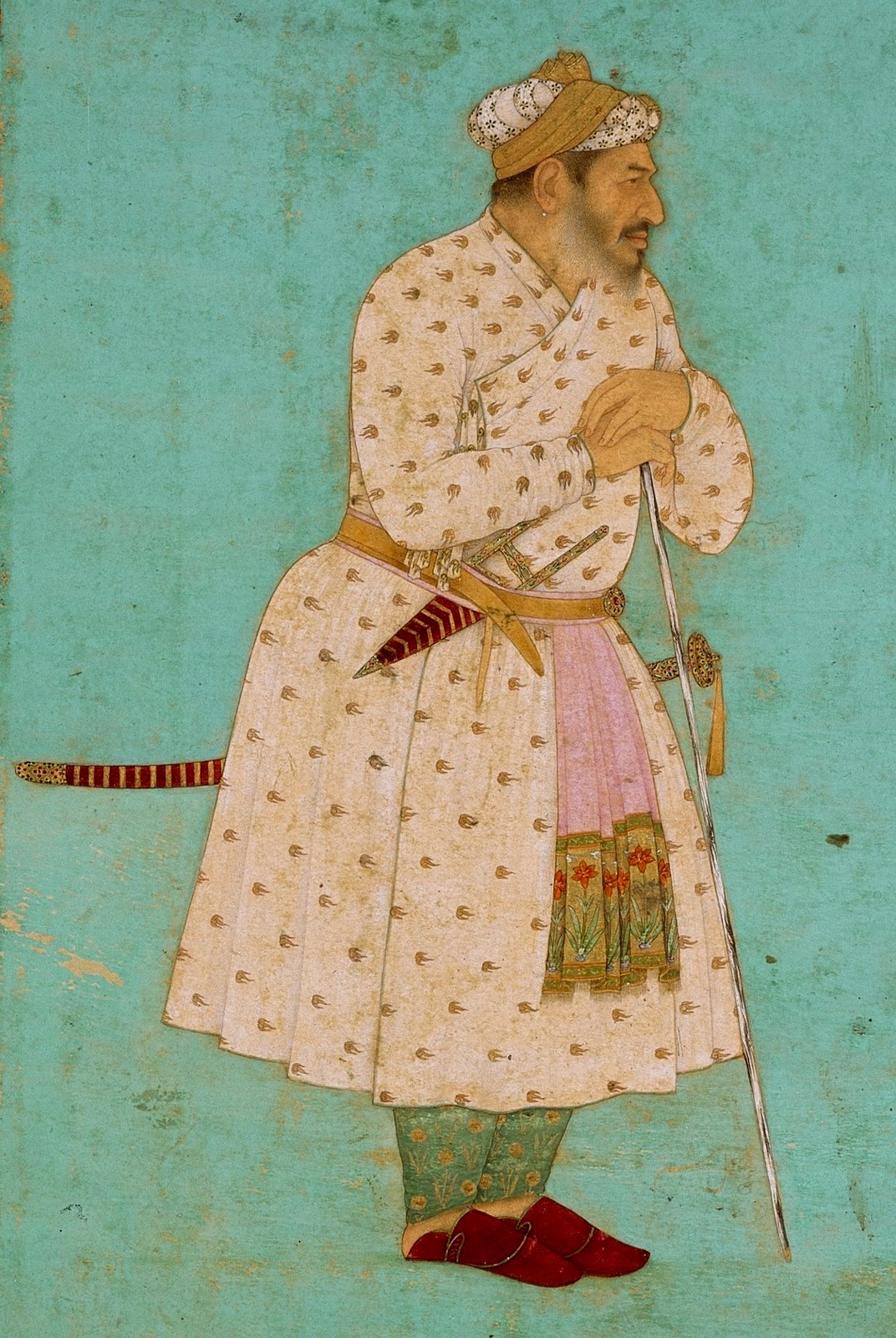
Хашим. Хан Дауран Насрат-и Джанг. ок. 1650г, Библиотека Честер Битти, Дублин

## Аурангзеб (1658—1707)

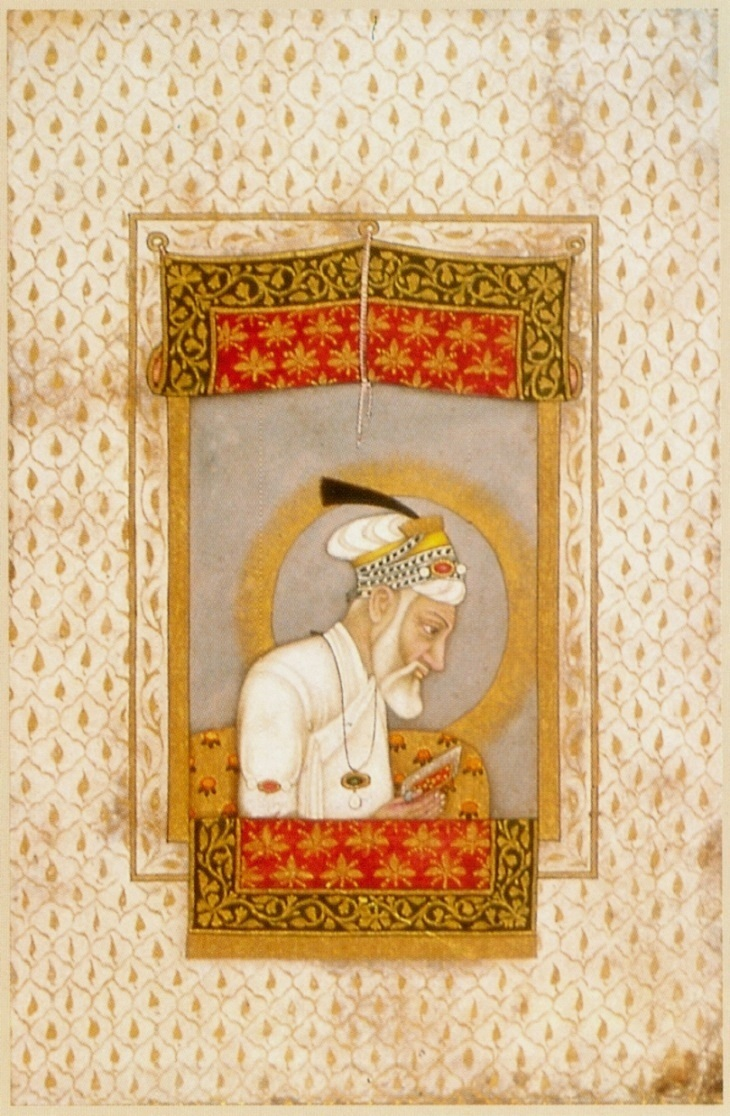
Аурангзеб в преклонные годы. ок. 1700, Британская библиотека, Лондон

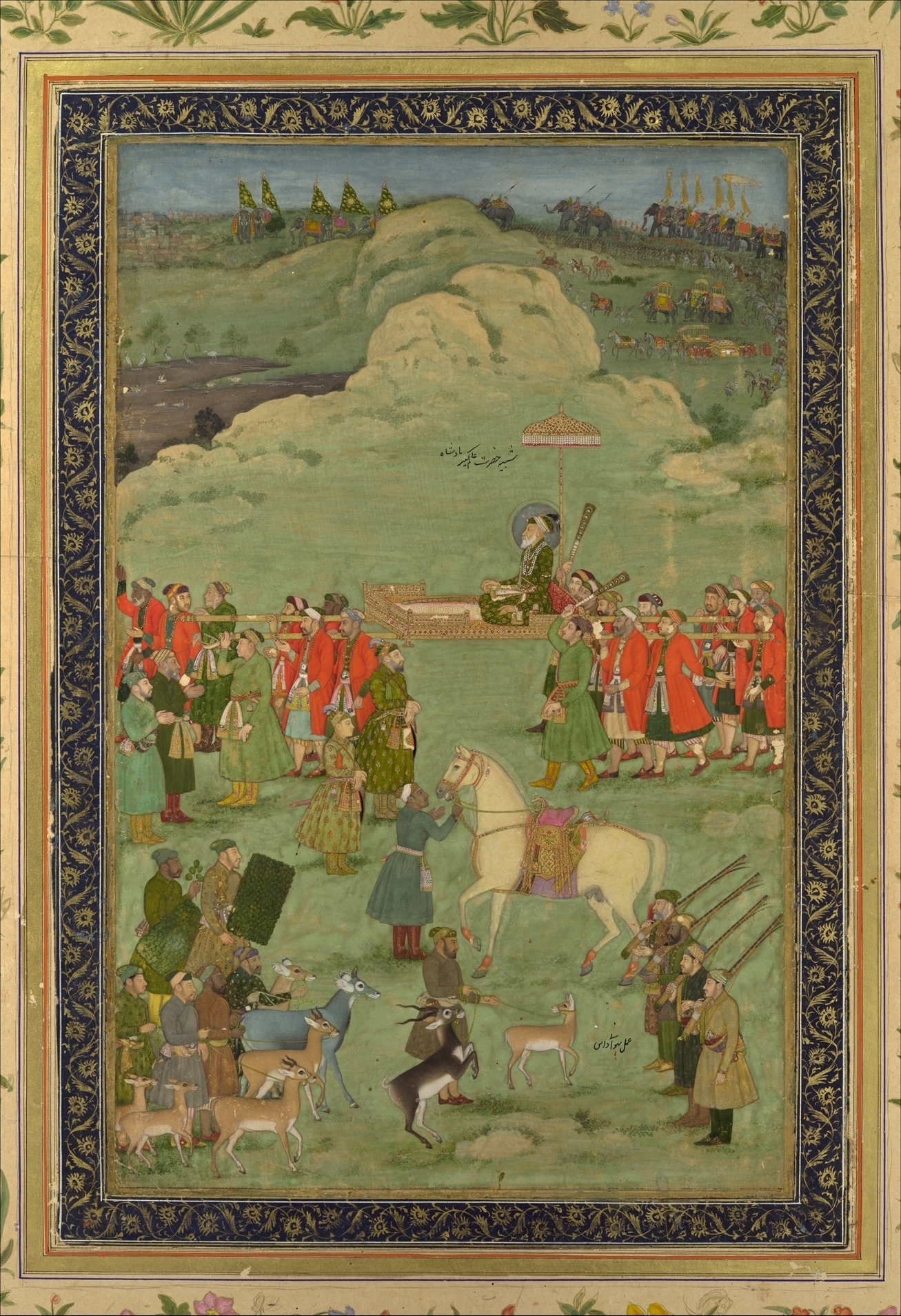
Бхаванидас. Аурангзеб в паланкине прибыл на охоту. ок 1705—1720. Музей Метрополитен, Нью-Йорк

На своём пути к власти Аурангзеб убил своих братьев и их потомство, а отца посадил под домашний арест. С его приходом в Могольской империи изменилось очень многое. Характер этого императора был сложным и противоречивым. Аурангзеб был образованным человеком, но его образование не выходило далеко за рамки исламской ортодоксии. Он владел искусством каллиграфии (почерками насхи и насталик), но использовал его только для переписки Корана (этим он занимался всю жизнь, а собственноручные копии священной книги отправлял в мечети Мекки, Медины и Индии). Будучи приверженцем строгого исламского духа, он покончил с политикой религиозной терпимости, которая была краеугольным камнем всего здания Могольской империи с 1560-х годов, дав дорогу мусульманской ортодоксии. Это привело к колоссальному культурному кризису, наступившему в империи в 1680-х годах.
Аурангзеб вёл бесконечные войны, при нём границы империи достигли максимальных размеров, однако как государственный деятель он издавал законы, которые разрушали сложившуюся зыбкую гармонию между индусами и мусульманами. Он запретил строительство новых индуистских храмов, а недавно построенные приказал разрушить. В 1679 году он вновь ввёл отменённую сто лет назад Акбаром джизью — налог для неверных, якобы за то, что правоверные обеспечивают им защиту. Некоторые его законы были и вовсе странными, как, например, ферман от 1669 года о правилах выращивания фиников и миндаля — культур, упоминаемых в Коране, но совершенно несущественных для Индии. Тем не менее, современные историки склоняются к тому, что Аурангзеб был не ортодоксальным мусульманским тираном, как его традиционно изображали в исторических книгах, а вполне прагматичным правителем, который часто покровительствовал индусским институциям.
В 1681 году он перенёс столицу из Шахджаханабада (Дели) на юг, чтобы вести военную кампанию в Декане, которая продолжалась 26 лет, до самой смерти Аурангзеба. После этого отъезда давняя традиция покровительства искусству со стороны могольских императоров была прервана, а вся система императорских мастерских развалена. Художники в этих условиях стали принимать заказы от принцев и крупных аристократов. Некоторые из них подались в Раджастан, устроившись при дворах князей, правивших своими государствами на склонах гор Пенджаба.
Во время правления Аурангзеба в могольском искусстве произошёл перелом, который привёл к исчезновению старой реалистической школы и появлению новой разновидности могольской живописи, которая стала доминировать в XVIII веке. После переезда столицы на юг, те немногие носители могольской художественной традиции, которая существовала при трёх предыдущих императорах, покинули Дели. Одни отправились на юг вместе с двором Аурангзеба, другие устроились при дворах правителей Декана и Раджастана (например, в Биканере следы могольского реализма появляются в 1670-х годах). В Дели остались лишь второстепенные художники, которые будучи свободными от императорского патронажа стали создавать совершенно иную стилистику. Книжная иллюстрация стала упрощаться, от высоких эстетических стандартов прежней эпохи отказывались. Художники всё более отходили от лучших образцов реализма и использовали традиционные композиционные схемы, часто позаимствованные из живописи Раджастана. Портреты стали более примитивными. В отсутствие требовательного патрона-заказчика эстетические качества портрета быстро деградировали, а композиции упрощались порой до уровня карикатуры. Базовая схема изображения персонажа в полный рост не изменилась, однако за исключением нескольких работ Хашима, созданных им в преклонные годы, портреты этого времени выглядят безжизненно.
Тем не менее, вопреки мнимому неодобрению со стороны императора, создавались как портреты самого Аурангзеба, так и иные произведения высокого качества, которые были продуктом либо аристократических заказов в Дели до переезда двора, либо заказов кого-то из вельмож-соратников, последовавших за Аурангзебом на юг, где он вёл войну. Раннему периоду его правления принадлежат две прекрасные работы: «Дарбар императора Аурангзеба» (ок. 1658г, Музей Фогга, Кембридж) и «Император Аурангзеб охотится на антилоп» (ок. 1660г, Библиотека Честер Битти, Дублин). Другим примером живописи начала правления Аурангзеба является аллегорическая миниатюра «Аурангзеб в луче света» (ок. 1660г, Галерея Фрир, Вашингтон) исполненная Хунхаром, художником, работавшим в императорской мастерской. На ней символически изображено как сами небесные силы благословляют императора перед вступлением на трон.
После 1680 года, когда Аурангзеб запретил при своём дворе музыку и живопись, и приказал замазать все росписи во дворцах и гробницах, вошли в моду некоторые особые разновидности портрета. В одном случае это были сцены с всадниками, в другом индивидуальные портреты, ограниченные рамкой в виде окна так, что были видны только голова и плечи. Некоторые из этих работ достаточно хороши, чтобы быть исполненными для самого императора, однако большей частью подобные произведения, которых сохранилось довольно много, выполнялись для частных заказчиков. В целом производство миниатюр при Аурангзебе (по сравнению с предыдущими императорами) резко сократилось и не восстановилось вплоть до воцарения Мухаммад Шаха (1719-1748).

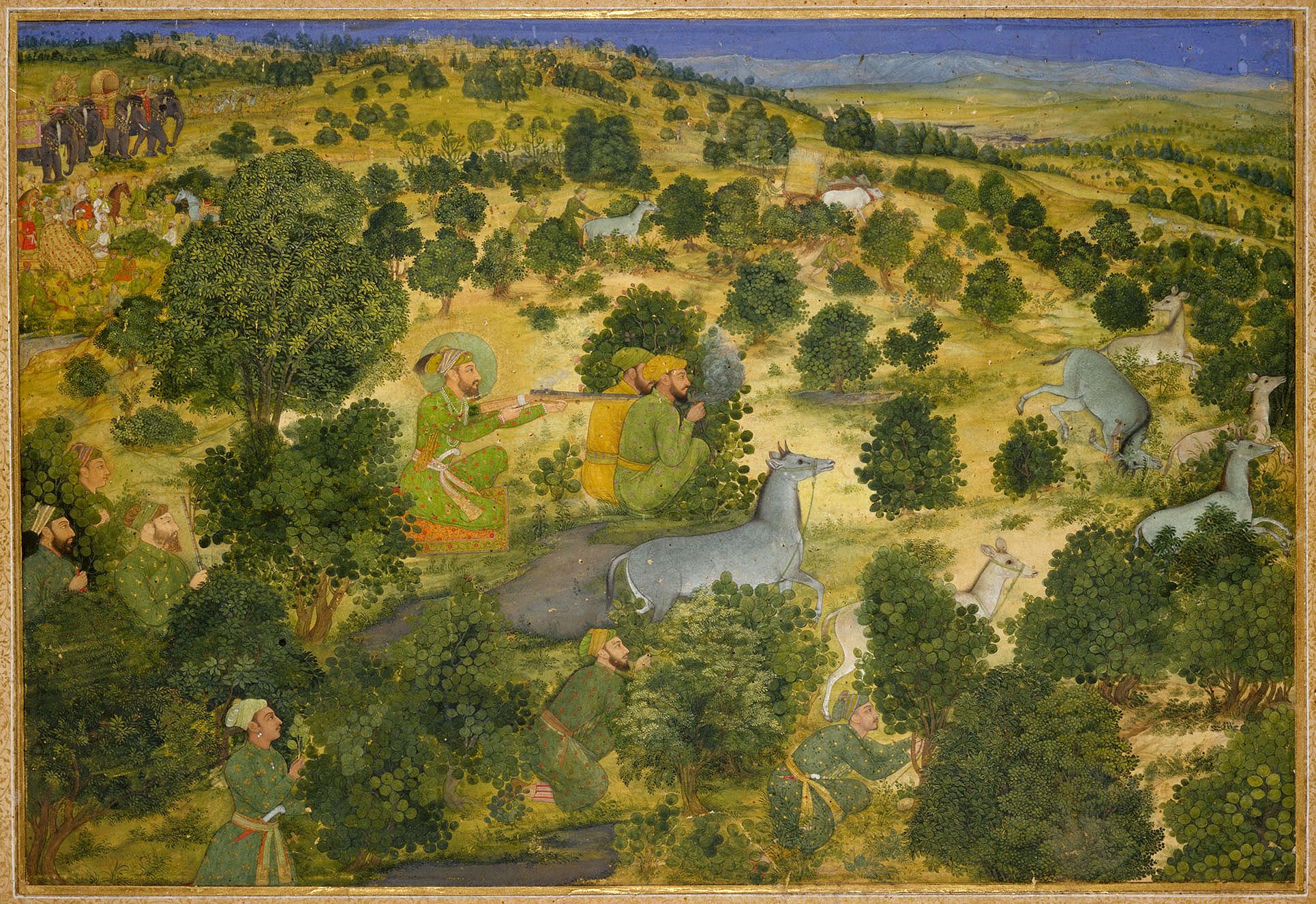
Хашим. Аурангзеб охотится на антилоп. ок. 1660, Библиотека Честер Битти, Дублин
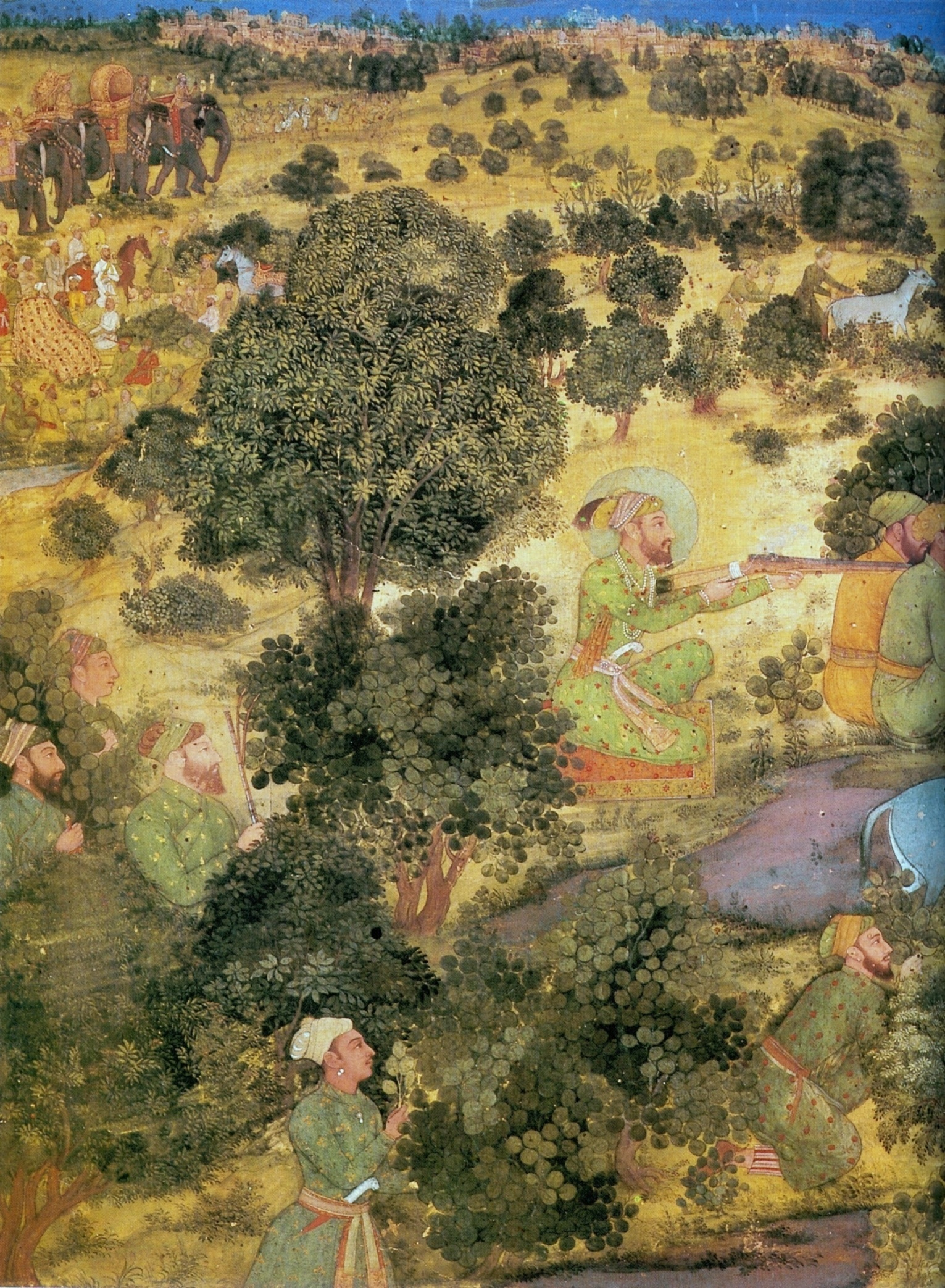
Хашим. Аурангзеб охотится на антилоп. деталь. ок. 1660, Библиотека Честер Битти, Дублин
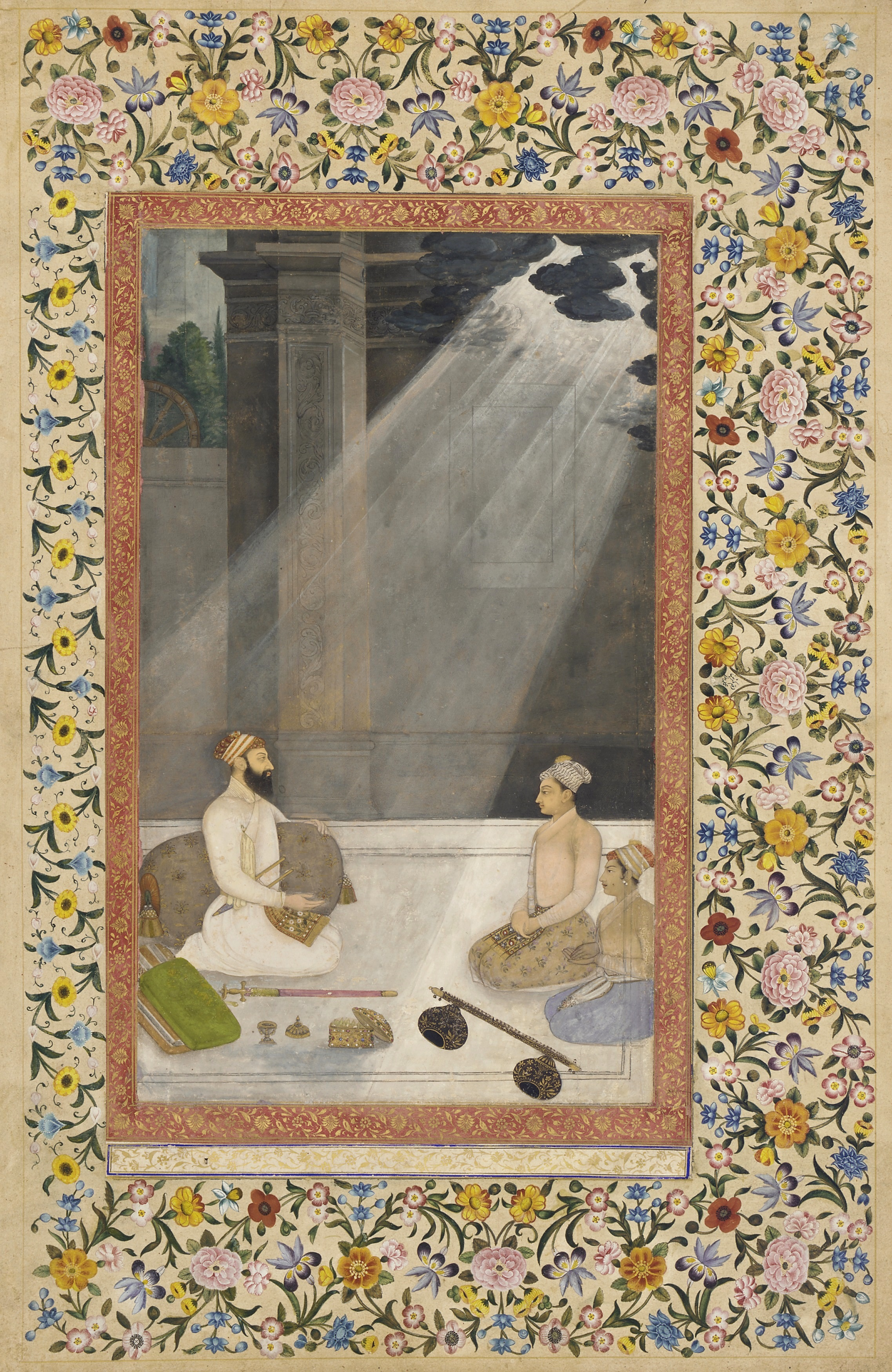
Хунхар. Император Аурангзеб в луче света. ок. 1660г, Галерея Фрир, Вашингтон
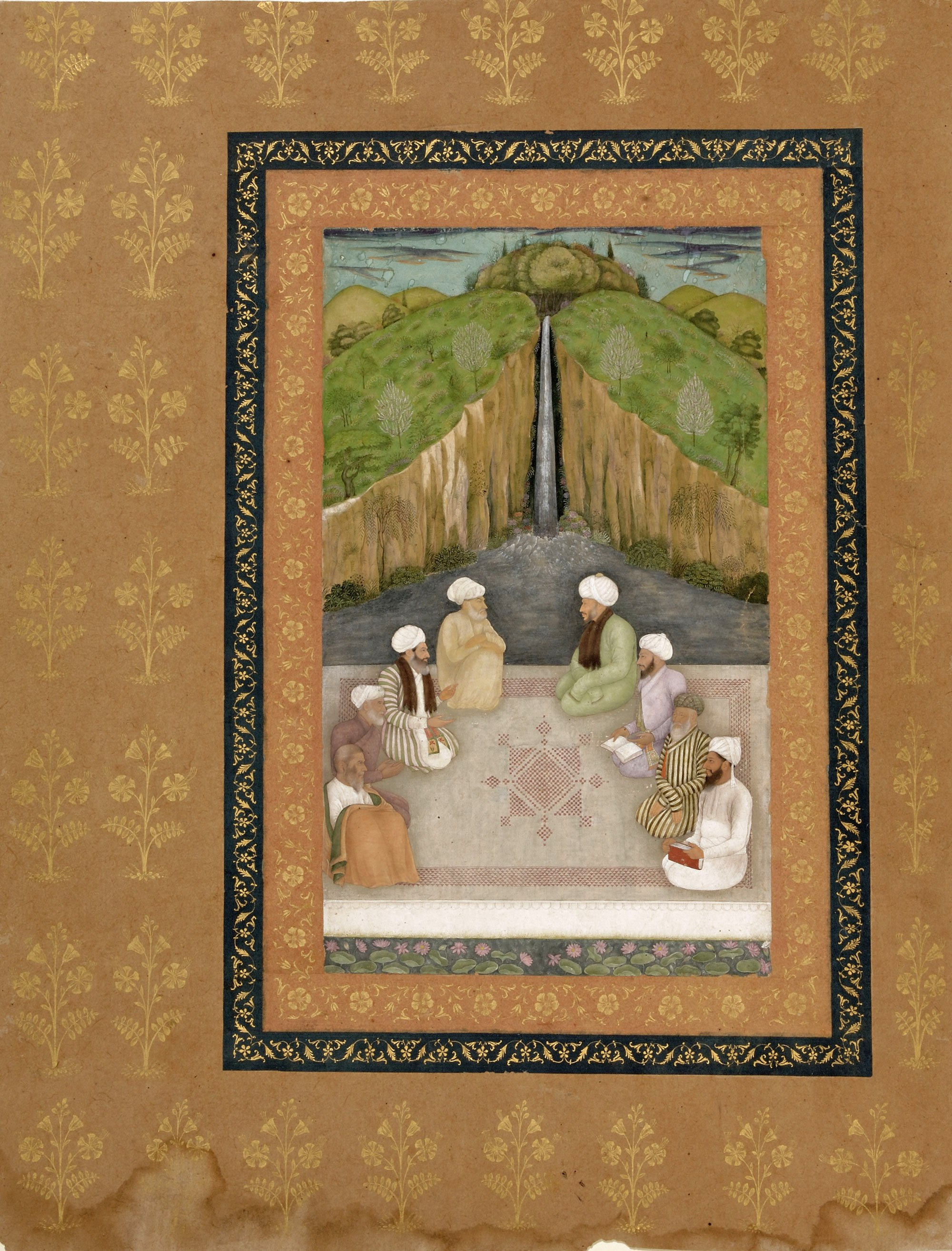
Мудрецы, беседующие о религии. ок. 1670, Музей Ага Хана, Женева.
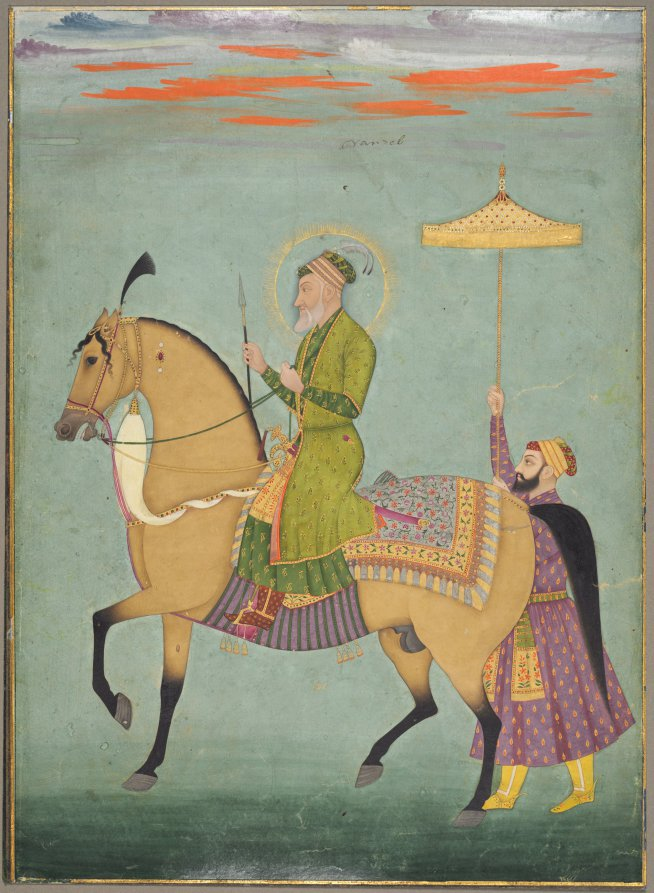
Император Аурангзеб верхом. ок. 1690-1710гг, Музей искусства. Кливленд
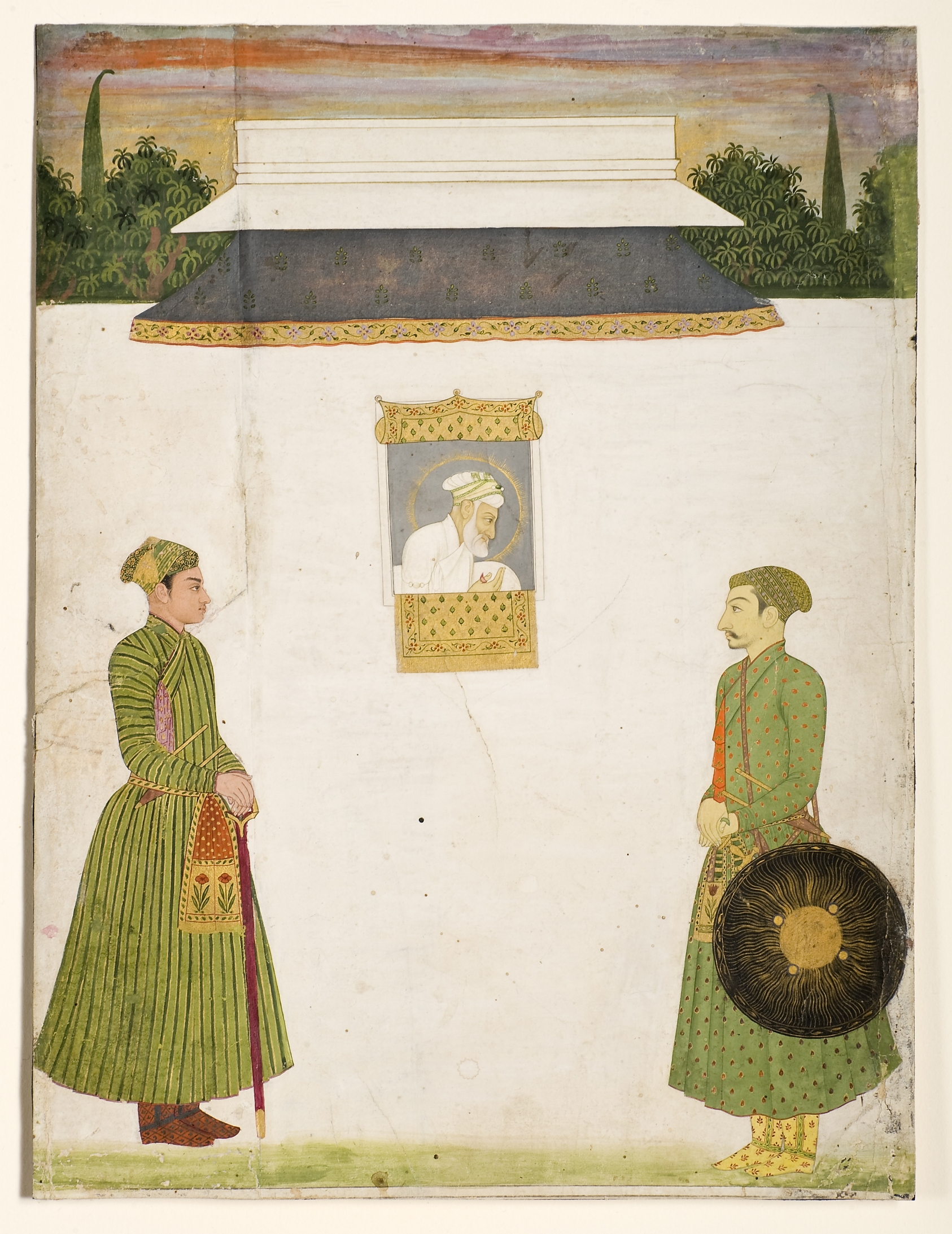
Император Аурангзеб в окошке "Джарока" и два вельможи. ок. 1710г, Музей искусства Сан Диего

## Бахадур Шах I (1707—1712), Джахандар Шах (1712—1713), Мухаммад Фаррухсийяр (1713—1719)

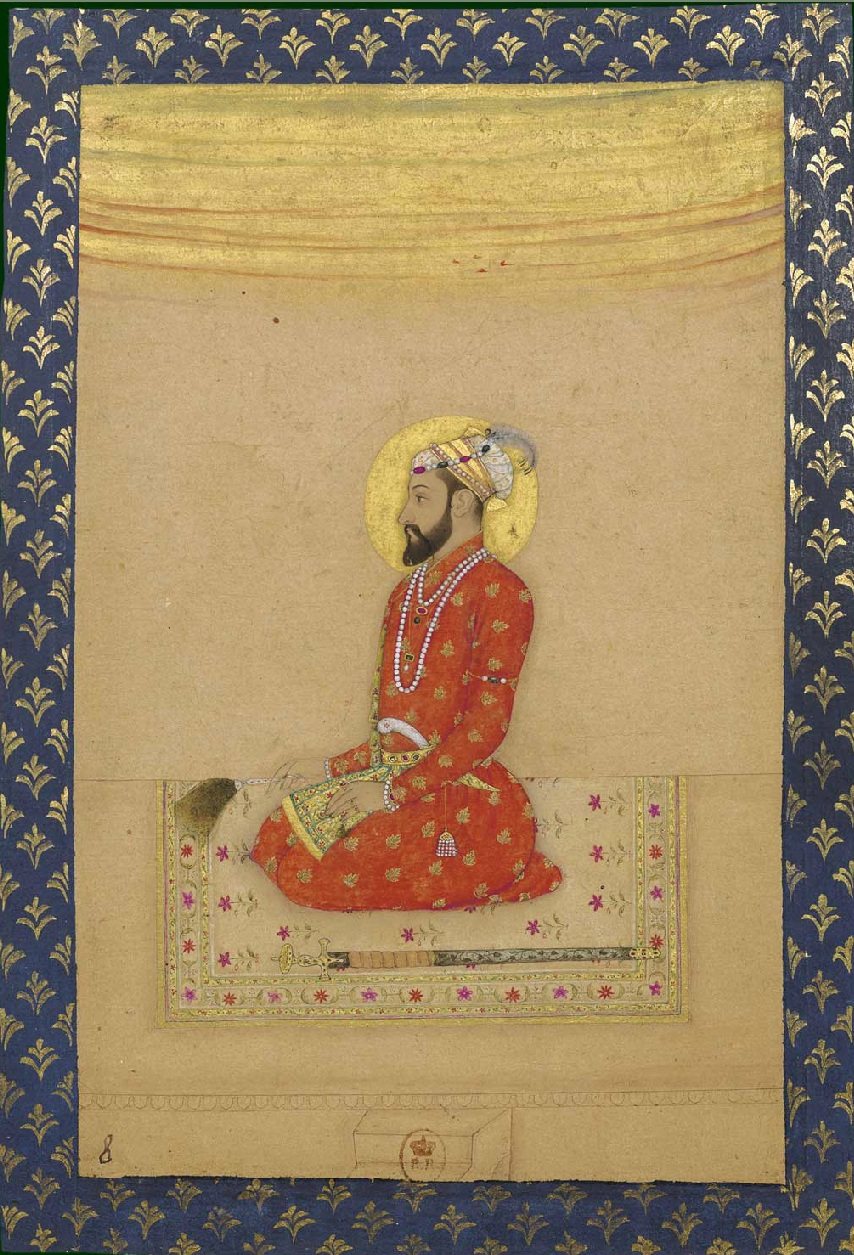
Портрет Бахадур Шаха в молодости. ок. 1670 года. Национальная библиотека, Париж

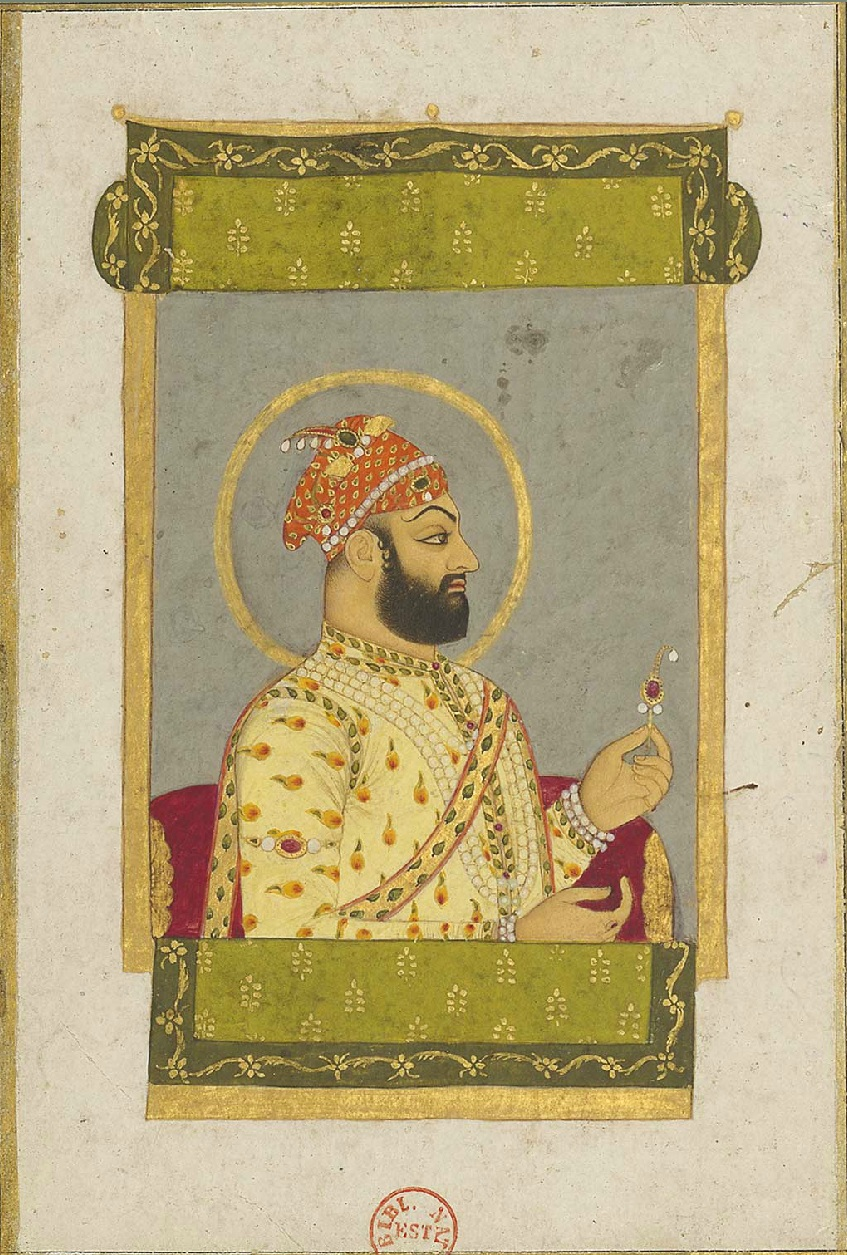
Император Фаррухсийяр на балконе. 1715-19гг, Национальная библиотека, Париж

После смерти почти 90-летнего Аурангзеба в 1707 году последовал период чрезвычайной политической нестабильности. Его старший 62-летний сын Шах Алам находился в Кабуле и, узнав о кончине отца, быстро прибыл в Агру, захватил все сокровища Моголов, и взошёл на престол под именем Бахадур Шаха. Далее ему пришлось расправиться с братьями, которых он разбил в двух битвах — вблизи Джаджау (возле Агры) и при Хайдарабаде. Проведя пять лет своего правления в войнах с сикхами, он в феврале 1712 года скончался.
Его сыновья сразу устроили междоусобицу, в результате которой власть попала в руки Джахандара, пьяницы и развратника, от имени которого всеми делами заправлял главный визирь Зульфикар-хан. Под его руководством войска разбили армию другого претендента на трон, брата Джахандара — Азим аль-Шана, и убили его. Одиннадцать месяцев спустя за отца отомстил сын Азим аль-Шана Фаррухсийяр, который нанёс поражение своему дяде возле Агры, взял его в плен и умертвил в тюрьме. Мухаммад Фаррухсийяр был слабым и трусливым политиком; своей победой он был обязан братьям-сеидам Абдаллах-хану и Хусайну Али, которые сосредоточили власть в своих руках (Абдаллах-хан стал главным визирем). Фаррухсийяр попытался от них избавиться, но в 1719 году Абдаллах-хан заключил договор с маратхами, захватил Агру, арестовал Фаррухсийяра и через два месяца приказал умертвить его. После того, как братья-сеиды возвели на престол двух больных внуков Бахадур Шаха, которые один за другим умерли в течение одного 1719 года (Рафи ад-Дараджат и Шах Джахан II), престол перешёл к двоюродному брату Шах Джахана II Мухаммад Шаху, который смог устроить убийство одного из братьев-сеидов — Хусайна Али. Тогда другой брат-сеид Абдаллах-хан объявил императором внука Аурангзеба, марионеточного Никусийяра, но был разбит у Билочпура войсками Мухаммад Шаха, и через два года умерщвлён в тюрьме.
В таких далёких от идеала условиях, тем не менее, в Дели продолжала существовать небольшая придворная мастерская. Более того, при трёх императорах — Бахадур Шахе, Джахандар Шахе и Фаррухсийяре художники далее развивали своё искусство, разрабатывая собственные красочные палитры и изобретая новые способы отображения фигур. Это был период формирования обновлённой версии могольской живописи, которая получила название «Дели калам» (делийская кисть); она оставалась ведущим столичным стилем до начала XIX века.
При Бахадур Шахе гамма стала более приглушённой, а человеческие фигуры плоскими, основными сюжетами стали разного рода придворные сцены. Похоже, что чем больше падал авторитет центральной власти, тем больше она старалась предстать в живописи в самом лучшем виде. Фигуры в этих сценах пропорциональны, но предельно статичны; с особой тщательностью переданы красивые костюмы и детали аксессуаров. Всё это можно видеть в миниатюре «Бахадур Шах с сыновьями» (ок. 1710 года, Музей искусства Сан Диего), на которой изображён император, протягивающий аграф с жемчужиной для тюрбана своему внуку. Подобный жест традиционно обозначал вручение властных полномочий. Тем не менее, однозначно определить, кто этот принц, сегодня невозможно. В нижней части изображены все четыре сына Бахадур Шаха — Джахандар, Азим аль-Шан, Рафи аль-Шан и Джахан Шах.
Другой пример придворной сцены — миниатюра «Фаррухсийяр принимает Хусайна Али» (ок. 1715 года, Британская библиотека, Лондон), на которой можно видеть, как император Мухаммад Фаррухсийяр, расположившись на террасе, заключает какую-то сделку со своим могущественным партнёром, одним из братьев-сеидов. Мягкая моделировка фигуры императора, а также арковидные брови и поднятый кверху разрез глаз — характерные черты могольской живописи этого переходного периода, которые часто использовал, например, такой видный мастер, как Бхаванидас. Несколько иной сюжет отображён в миниатюре «Двор Сейида Абдуллах Хана» (нач. XVIII века, Британский музей, Лондон). На ней визирь Фаррухсийяра Абдулла Хан беседует о чём-то с пожилым бородатым мужчиной.
Императорами также предпринимались попытки возродить «жанр дарбара», который был доведен до блеска в правление их предшественника Шах Джахана. В результате появились несколько картин на эту тему, однако им недостаёт той помпезности и многолюдности, которые можно видеть в работах времен Шах Джахана. На одной из них, например, изображён «Бахадур Шах на троне» (частное собрание), на другой, более изящной, можно видеть второго сына Бахадур Шаха Азим аль-Шана («Азим аль-Шан на драгоценном троне»; Париж, Национальная библиотека). На самом деле Азим аль-Шан так и не занял драгоценный императорский трон, это его посмертный портрет, созданный, когда империей уже правил его сын Фаррухсийяр.
Среди художников, работавших в это время, выделяются Бхаванидас, который начинал ещё при Аурангзебе и трудился в императорской мастерской до 1719 года, и Кальян Дас, известный как Читарман II, ставший впоследствии личным художником Мухаммада Шаха.

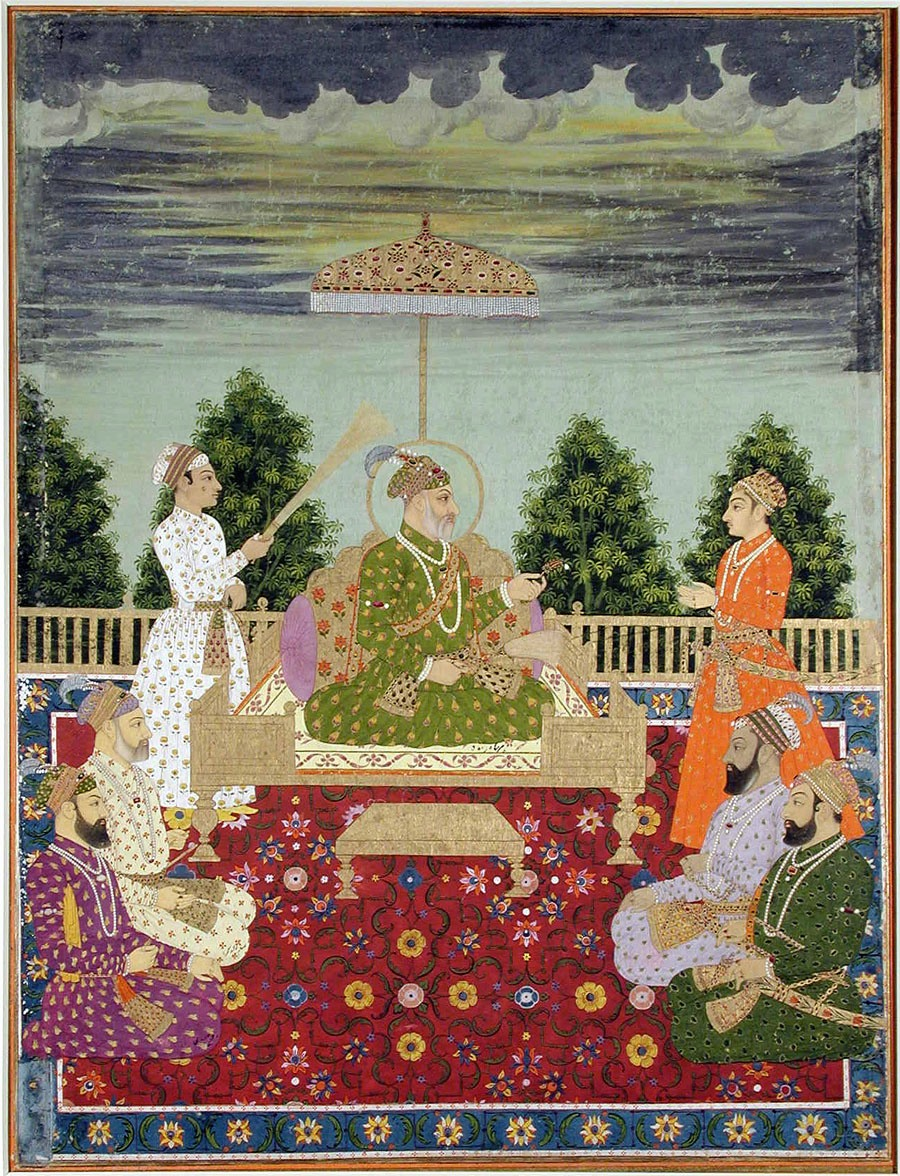
Бахадур Шах I с сыновьями. ок. 1710 года, Музей искусства Сан Диего
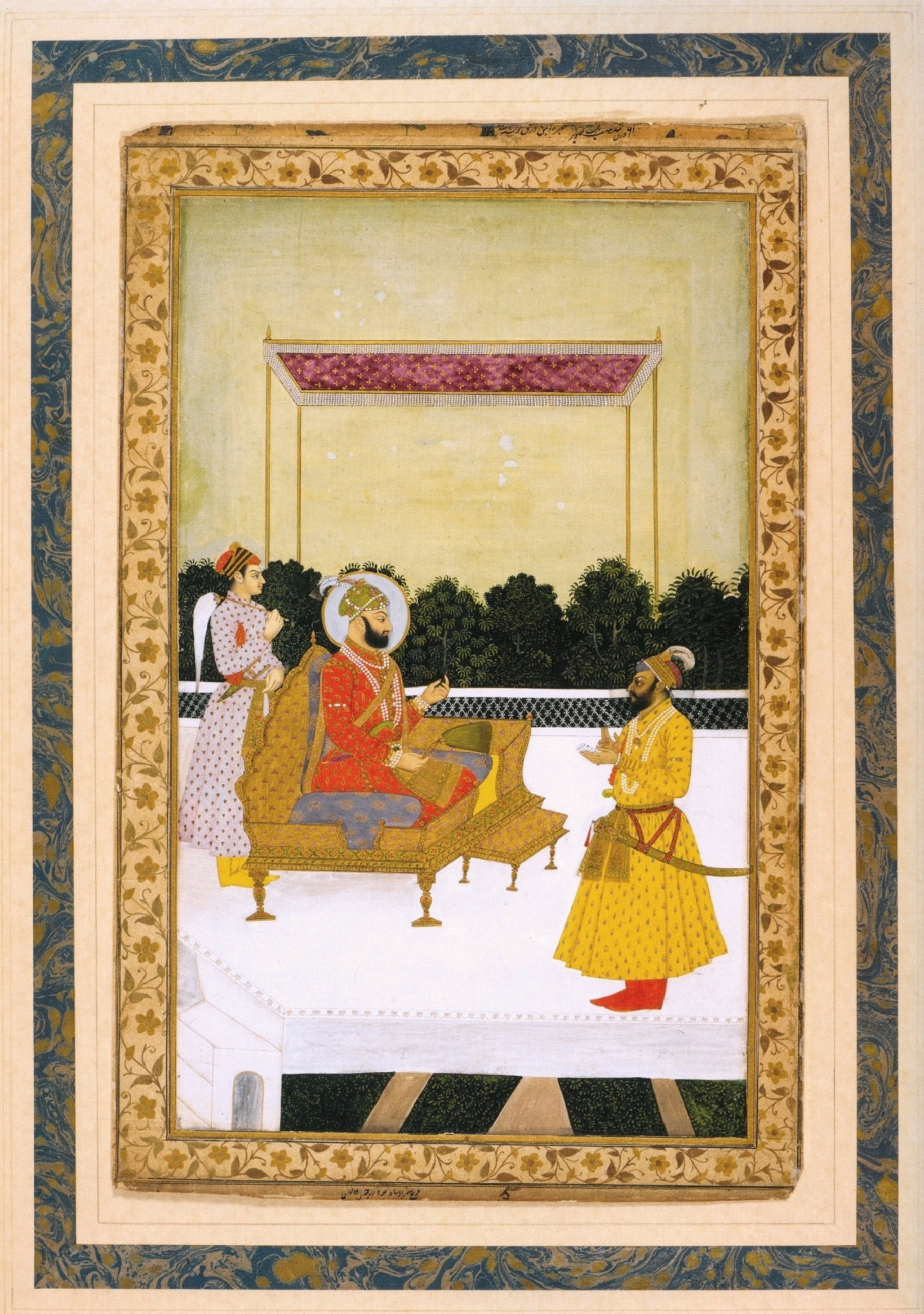
Фаррухсийяр принимает сеида Хусайна Али Хана. ок. 1715 года, Британская библиотека, Лондон
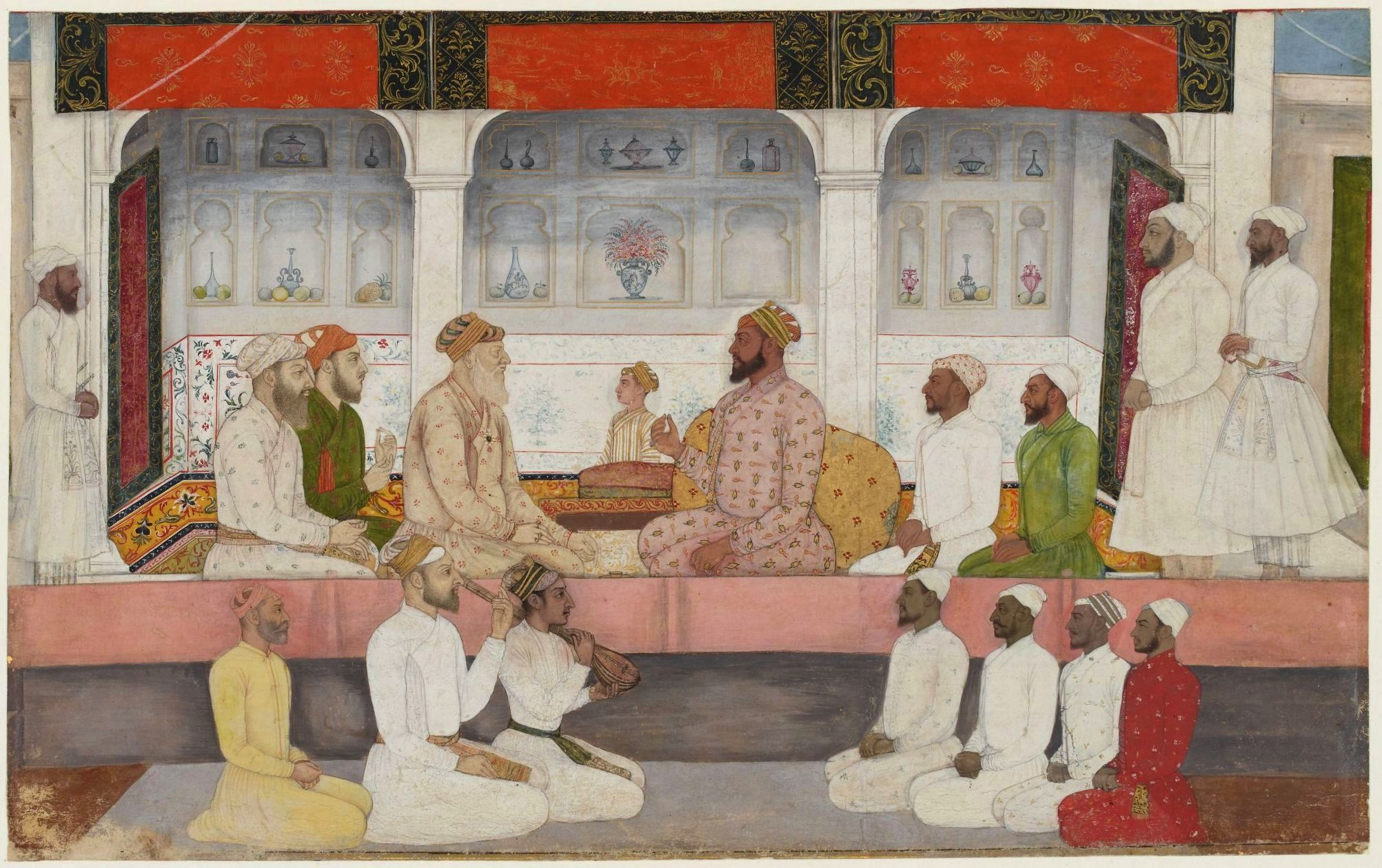
Двор Сеида Абдаллах Хана. нач. XVIIIв., Британский музей, Лондон
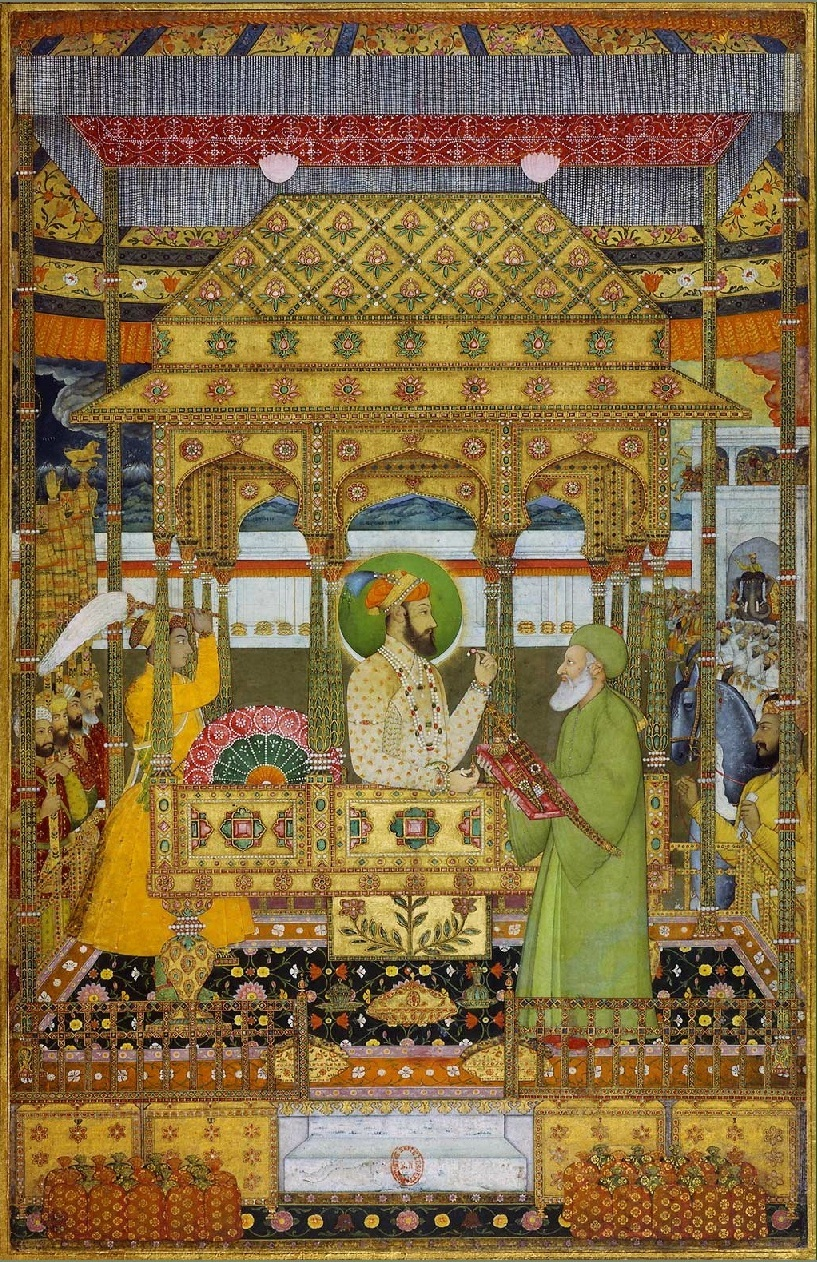
Азим аль-Шан на драгоценном троне, ок. 1712 года, Национальная библиотека, Париж
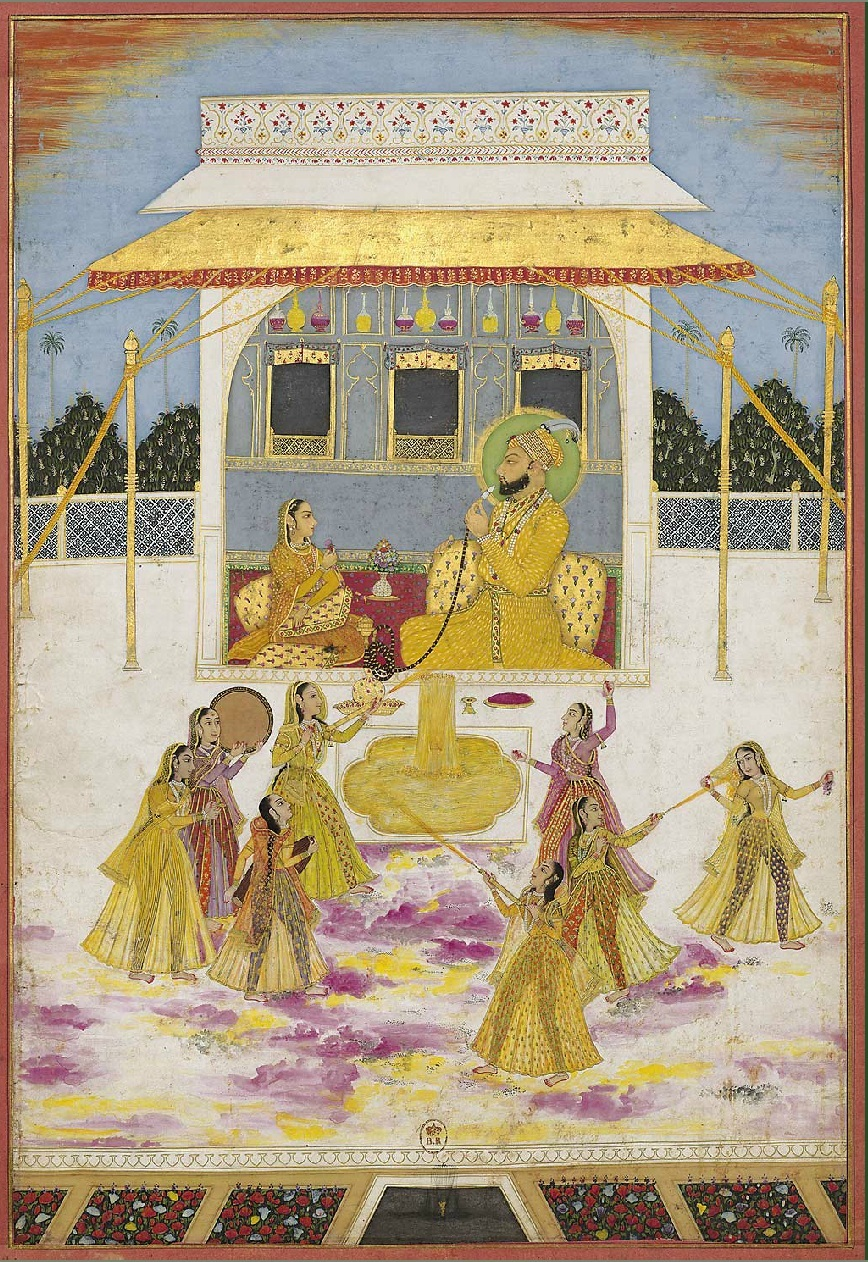
Принц в гареме празднует Холи. XVIIIв., Национальная библиотека, Париж
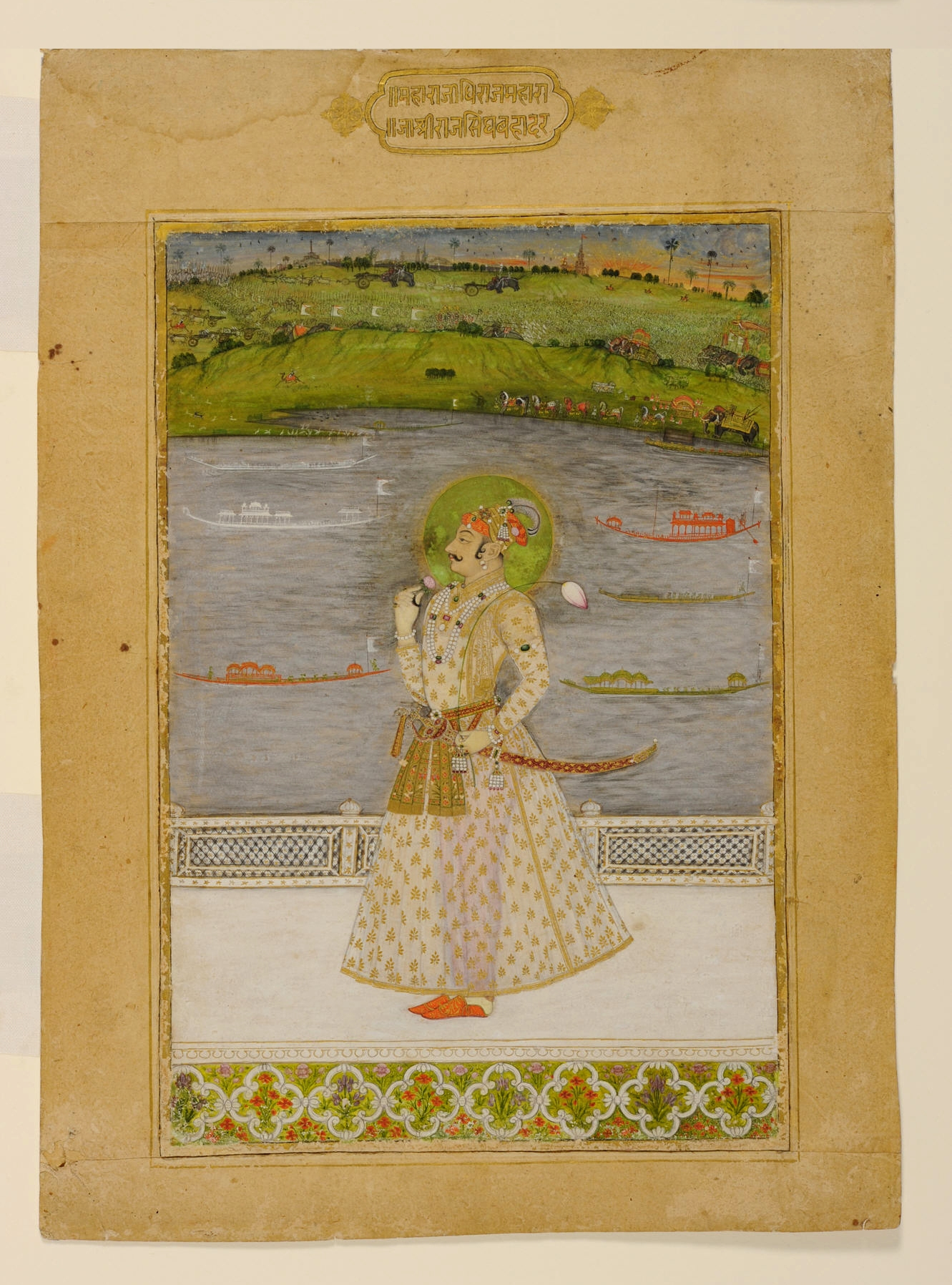
Бхаванидас. Радж Сингх на террасе любуется видом. 1728. Частное собрание.

## Мухаммад Шах (1719—1748)

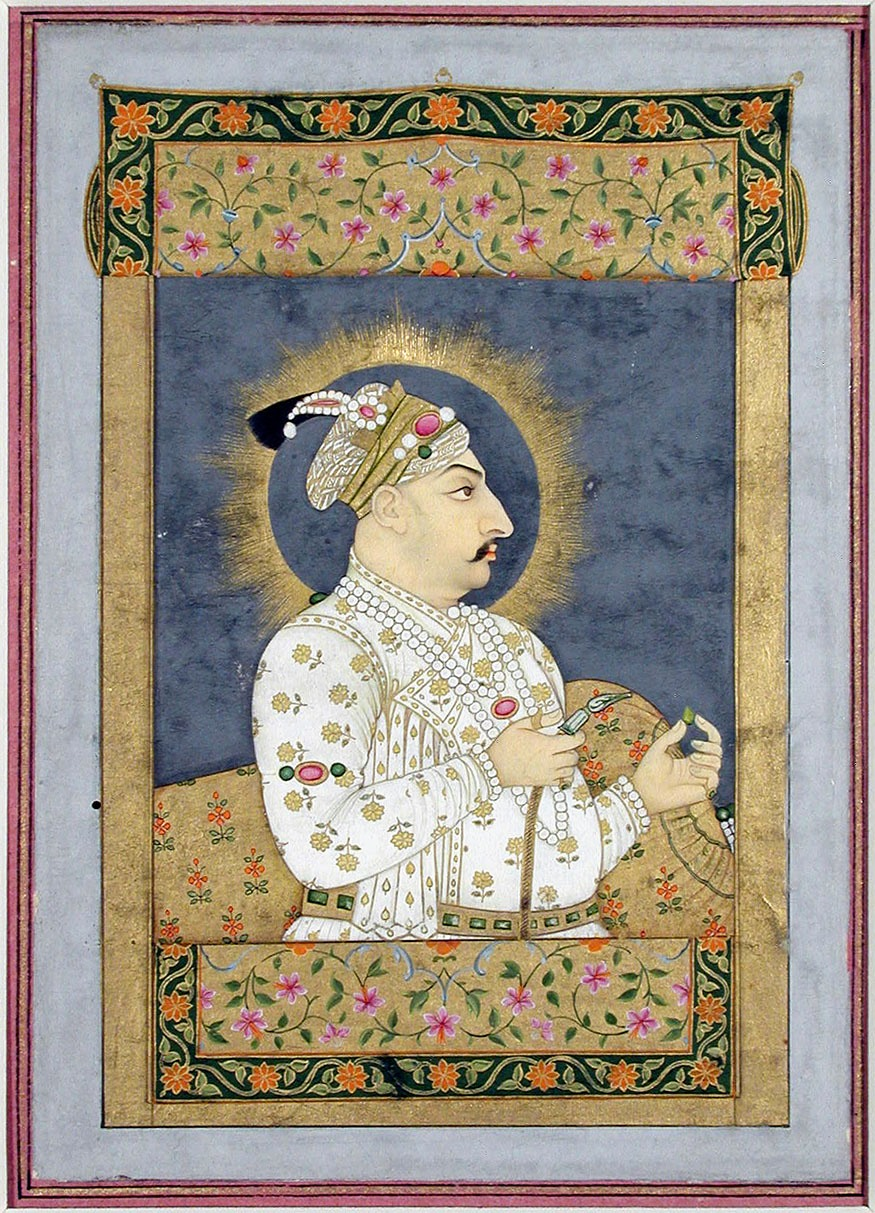
Нидхамал. Портрет Мухаммад Шаха. ок. 1730, Музей искусства Сан Диего

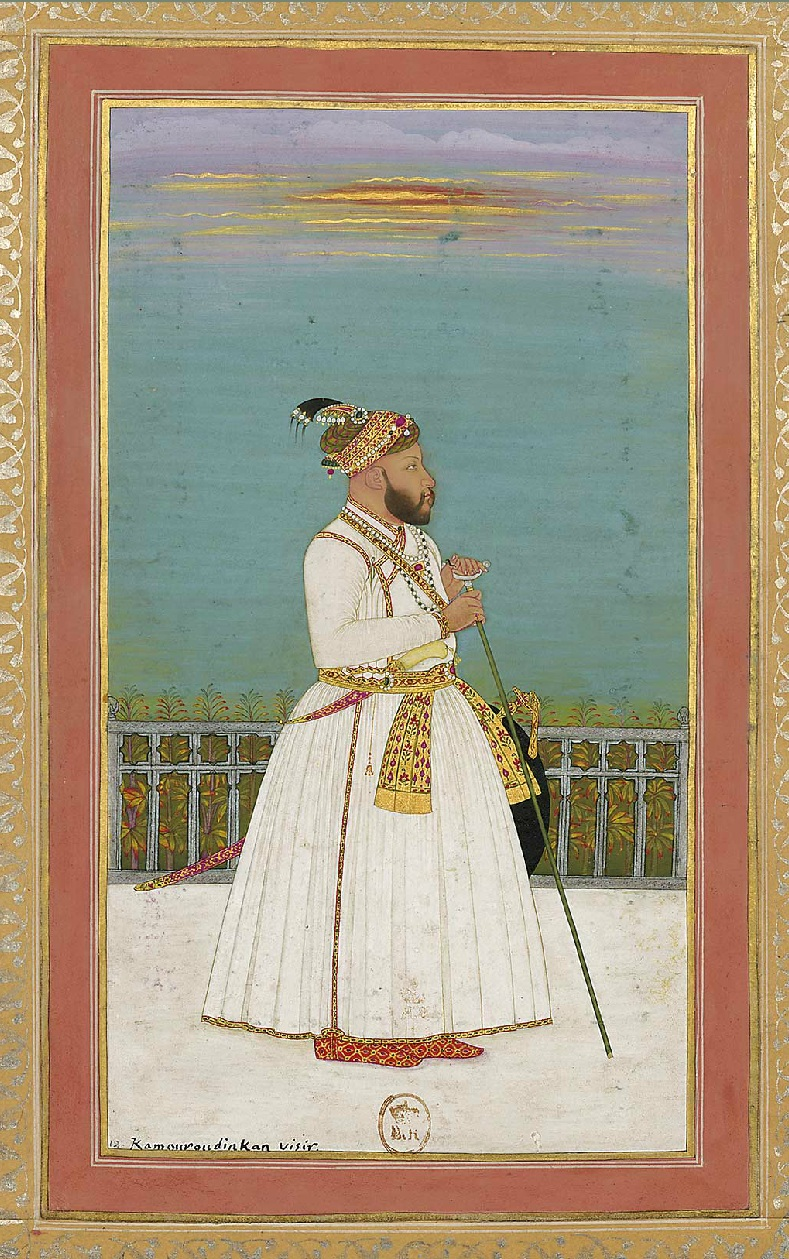
Великий визирь Камаруддин Хан. ок. 1735, Национальная библиотека Франции, Париж.

Мухаммад Шах, пришедший к власти в 1719 году в возрасте 18и лет, объединил страну под властью одного правителя, но не смог удержать её земли. Виной тому был его безвольный, склонный к гедонизму характер, о чём свидетельствует его прозвище — «Рангила», то есть «любитель удовольствий». При нём фактически произошёл распад Могольской империи: маратхи, ещё в 1714 году захватившие Хандеш, Гондвану и Берар, делали набеги на новые территории и в 1724 году заняли Гуджарат; в Пенджабе обрели независимость княжества сикхов; независимыми княжествами стали Бенгалия, Ауд, Карнатик; наместники падишаха в провинциях — навабы, из-за отсутствия контроля со стороны центральной власти тоже стали фактически независимыми, а один из них, Низам ал-Мульк, создал собственное государство в Декане. Под непосредственной властью падишаха остался лишь Доаб с городами Дели, Кора и Аллахабад.
Хроника тех времён «Мират-и-Варидат», составленная Мухаммадом Шафи Техрани с сарказмом сообщает, как с каждой новостью об очередном нападении маратхов Его Величество «для успокоения сердца, расстроенного столь печальными известиями» посещал сады, чтобы осмотреть недавно посаженные или опавшие деревья, или уезжал охотиться на равнину. В равной степени наделённым талантом к досужим удовольствиям был и его великий визирь Камаруддин Хан, предпочитавший для самоуспокоения любоваться лотосами в прудах. Обычно по утрам Мухаммад Шах усаживался на балконе и смотрел бои куропаток или слонов, которые устраивали специально, чтобы развлечь его, а по вечерам, обрядившись в длинную женскую тунику (пешваз) и туфли, расшитые жемчугом, созерцал выступления жонглёров или представления артистов пантомимы.
Тем не менее, при этом императоре, правление которого было самым долгим из всех могольских падишахов XVIII века, произошло серьёзное культурное возрождение. В Дели вновь стали стекаться учёные, богословы и мистики, музыканты, танцоры и художники; появился целый ряд поэтов, писавших на урду. Оживилась интеллектуальная жизнь делийского общества, протекавшая в кофейнях и литературных салонах. Мухаммад Шах сам был одарённым поэтом и музыкантом, кроме того, он продолжил традицию высочайшего покровительства живописи и содержал китабхане, в которой собрал лучших художников своего времени (часть из них работала прежде у Бахадур Шаха и Фаррухсийяра). Самые талантливые мастера — Читарман (обычно его обозначают как Читарман II — он тёзка художника, работавшего у Шах Джахана), Нидхамал и Хунхар (Хунхар II, в дальнейшем известный как Пуран Натх), Мухаммад Афзал трудились там вместе с молодыми одарёнными художниками, имена которых сохранила история — Мухаммад Факирулла Хан (или просто Факирулла), Говардхан (его обозначают как Говардхан II — это тёзка художника, работавшего у Джахангира), Мир Калан Хан, Акил Хан, Фатх Чанд и др. Художники Мухаммад Шаха, ориентируясь на его вкусы, создали тот новый «единый стиль», который получил название «Дели калам» (делийская кисть). Американский исследователь Теренс МакАйнерни считает, что этот новый стиль императора Мухаммад Шаха позволил продлить существование могольской живописи ещё на сто лет. Размеры и расстановка фигур в новой живописи изменились. Палитра миниатюр складывалась из серебристых серых тонов, коричневого, густых зелёных оттенков, вермильона и охры; на многих миниатюрах доминирует белый цвет.
Мухаммад Шах, вероятно, не любил официозные сцены дарбаров, но предпочитал заказывать картины, на которых он предавался каким-либо удовольствиям: «Мухаммад Шах осматривает сад» (ок. 1730г, Музей изящных искусств, Бостон), «Мухаммад Шах в сопровождении четырёх придворных курит кальян» (ок. 1730г, Бодлеянская библиотека, Оксфорд), «Мухаммада Шаха несут дамы» (ок. 1735, Собрание Кастурбхаи Лалбхаи, Ахмедабад), «Мухаммад Шах занимается любовью», (1735г, Управление записей и личных документов Индии, Лондон), «Мухаммад Шах празднует Холи с дамами» (1737г, Бодлеянская библиотека, Оксфорд) и т. д. Предполагают, что эти изображения носили не столько реалистический, сколько символический характер, как и сцены дарбаров.
Среди нескольких иллюстрированных манускриптов, созданных в его мастерской, выделяется «Карнама-и Ишк» («Книга любовных дел», Управление записей и личных документов Индии, Лондон) — романтическая повесть на персидском языке, сочинённая для императора в 1731 году Рай Ананд Рамом, известным как «Мухлис». 37 миниатюр этой книги выполнены художником Говардханом (Говардхан II) и сочетают технические приёмы живописи XVII века с тяжёлой линеарностью и холодным формализмом; в палитре всплески ярких красок чередуются с холодным серым, зелёным и белым.
Дошедшие до наших дней образцы живописи того периода обладают одним особенным качеством — чувством покоя, вне зависимости от того, изготовлены они в императорской мастерской или за её пределами. Тематический репертуар миниатюр был достаточно традиционным, единственной новинкой можно счесть ночные сцены, в которых использовалась игра света и темноты — техника была позаимствована либо непосредственно из европейской живописи, либо из поздних работ могольского мастера Паяга. Тёмное небо с сияющей луной и звёздами, и желтоватые отблески света, падающие на человеческие фигуры, производят в них сказочное впечатление. Однако лица персонажей, как правило, безжизненны и напоминают маски. Излюбленными темами были сцены в гареме, занятия любовью, придворные театрализованные представления не террасах, собрания мистиков или медитирующих аскетов и парады. Эта живопись похожа на зеркало, отражающее желание укрыться в удовольствиях перед лицом надвигающейся политической катастрофы, которая не заставила себя долго ждать.
Лишённая своих провинций столица оказалась беззащитной перед нападением Надир-шаха, афганского полководца, который ловко выиграл сражение и 20 марта 1739 года вошёл в Дели. Через два дня после этого на местном рынке возник спор с персидскими солдатами, перетекший в восстание, в результате которого было убито 900 персов. В ответ Надир-шах устроил в городе резню мирного населения, умертвив более 30 000 человек. Ограбив знатных горожан и кладовые императора, забрав с собой тысячу слонов, Павлиний трон и богатейшую императорскую библиотеку Надир-шах с огромным караваном отправился восвояси. Ограбленный император больше всего сожалел о том, что ему пришлось расстаться со своей коллекцией живописи.
Жизнь в разорённом Дели стала тяжёлой, и многие художники в поисках лучшей доли переехали в независимые княжества Декана и Бенгалии. Многие таланты отправились в Ауд, где с их участием в Файзабаде и Лакхнау возникли оригинальные живописные школы, продлившие существование стиля «делийской кисти» до начала XIX века. Среди них были Хунхар, Нидхамал, Факирулла и Мир Калан Хан. Оставшийся в обескровленной стране Мухаммад Шах правил ещё 9 лет, во время которых распад могольской державы только усилился. Из-за злоупотребления опиумом к концу жизни он полностью утратил рассудок и скончался в 1748 году.

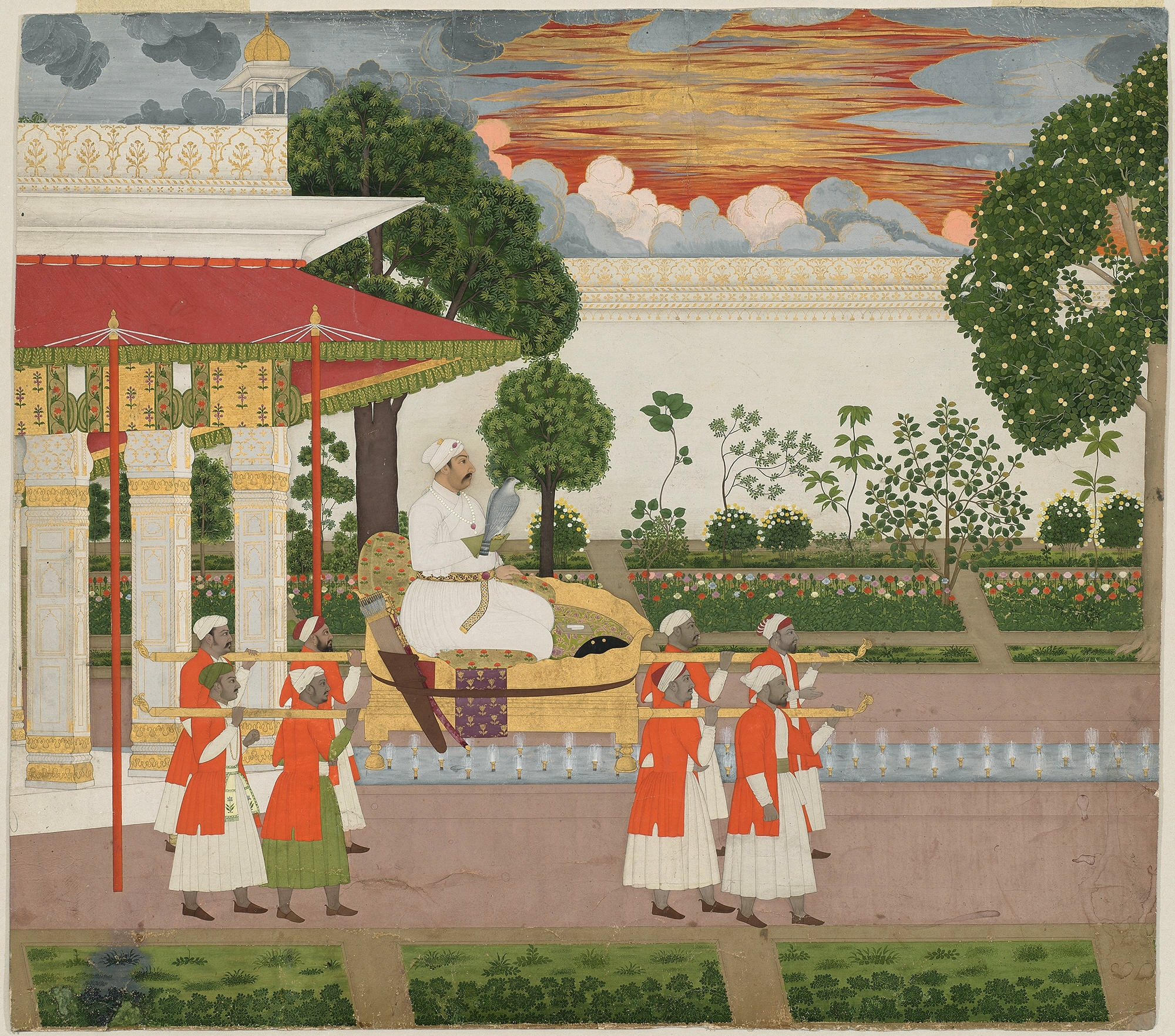
Читарман II, Мухаммад Шах любуется садом, ок.1730, Музей изящных искусств, Бостон
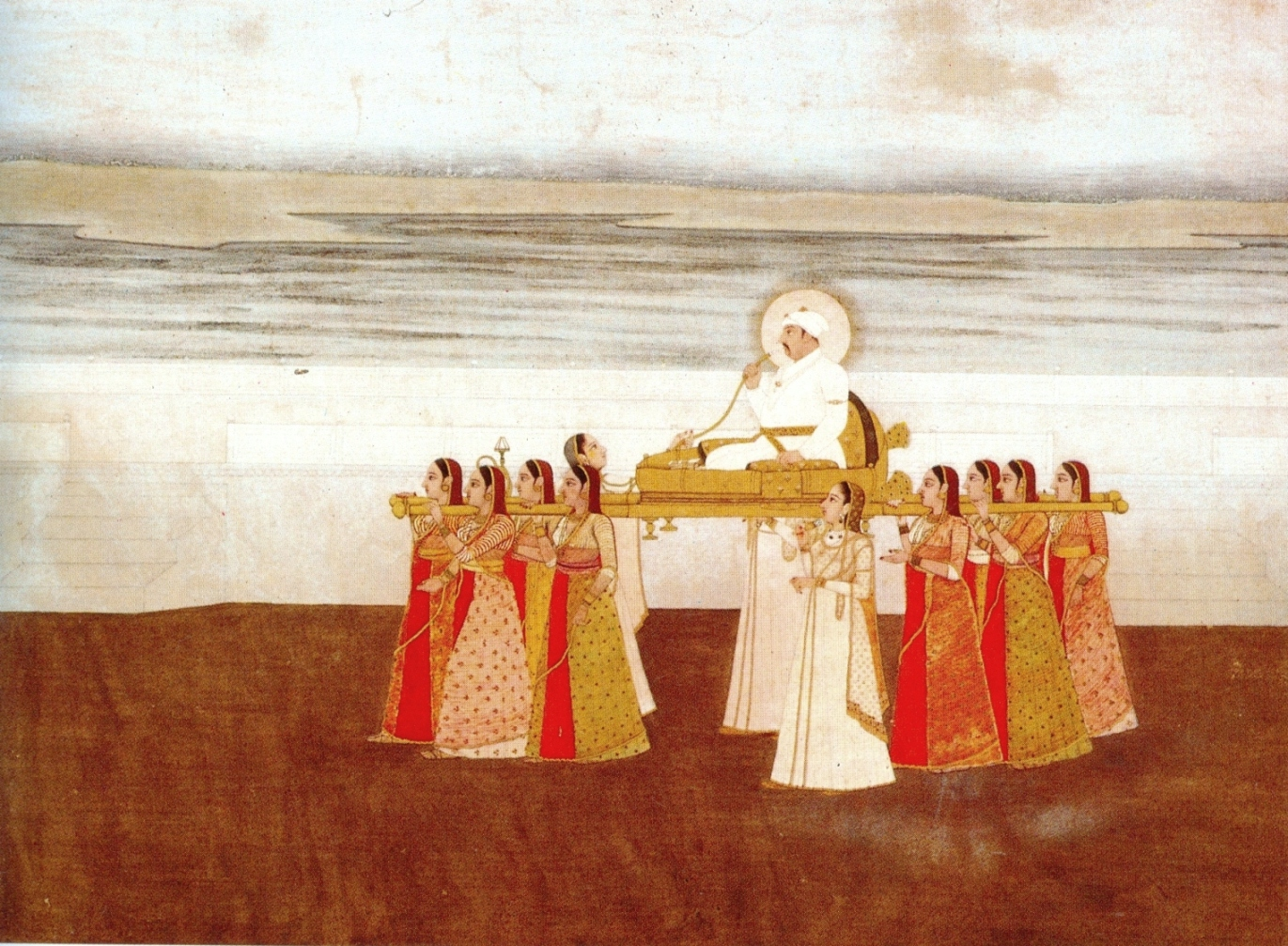
Мухаммад Шаха несут дамы. ок. 1735, Собрание Лалбхаи, Ахмедабад
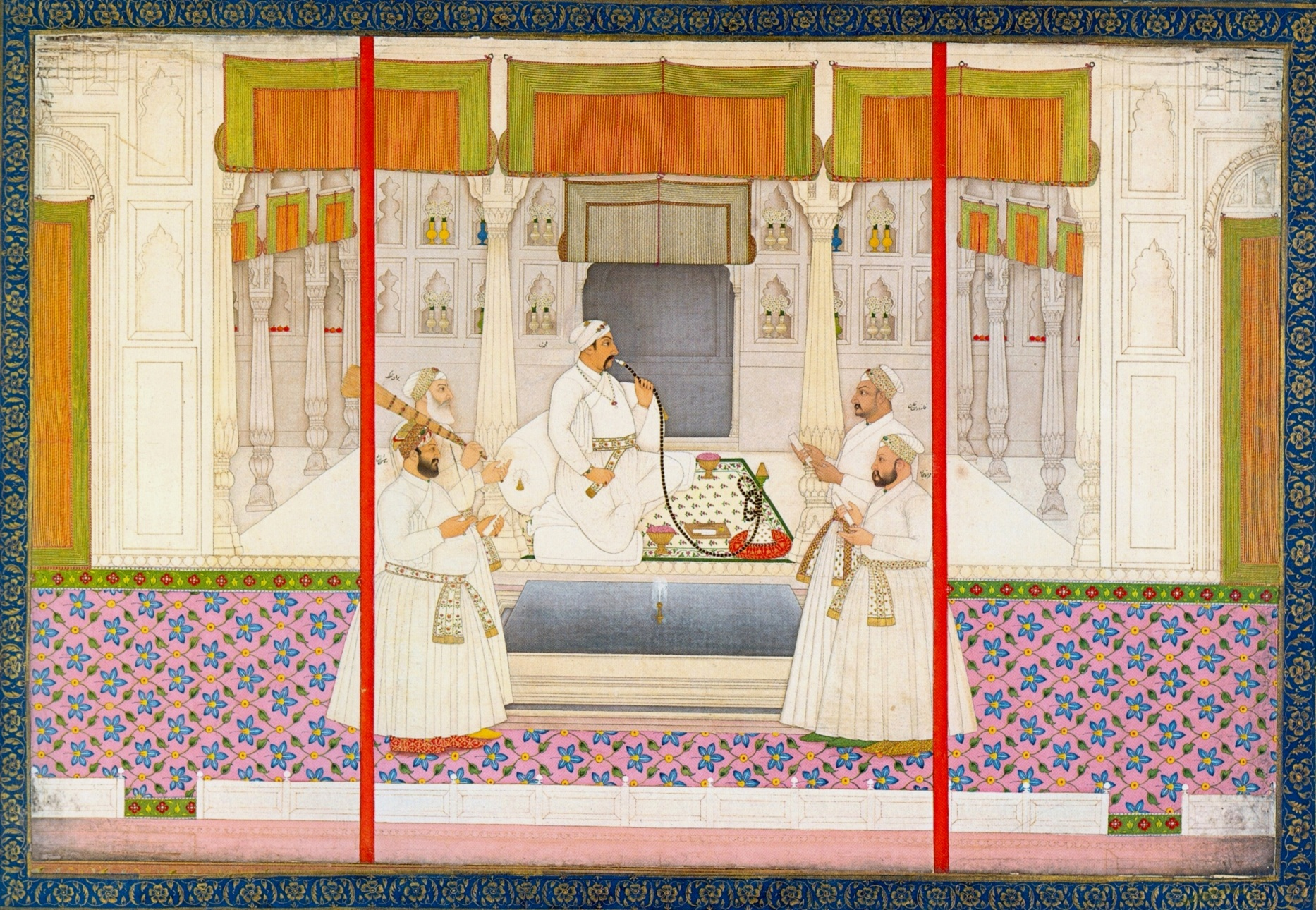
Читарман II, Мухаммад Шах в сопровождении четырех придворных курит кальян (хукка). ок. 1730 Бодлеянская библиотека, Оксфорд
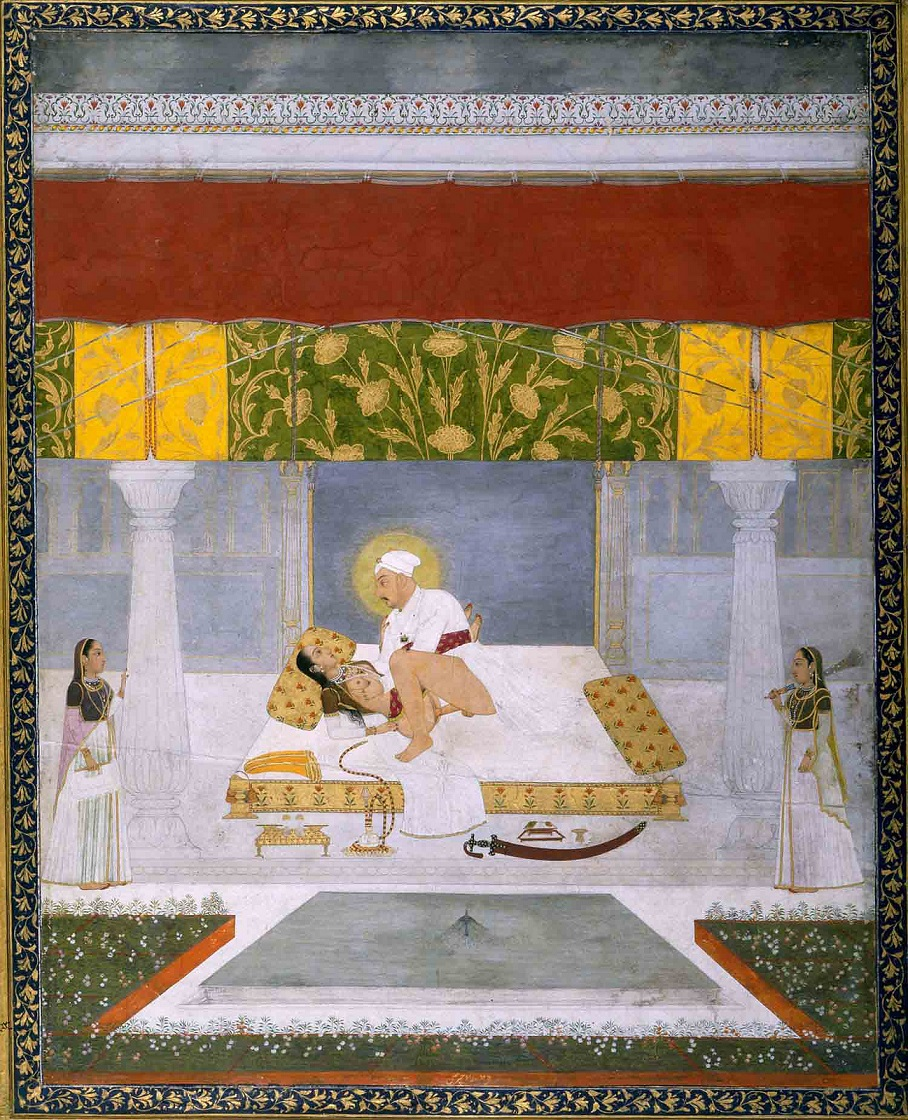
Читарман II, Мухаммад Шах занимается любовью, ок. 1735, Британская библиотека, Лондон
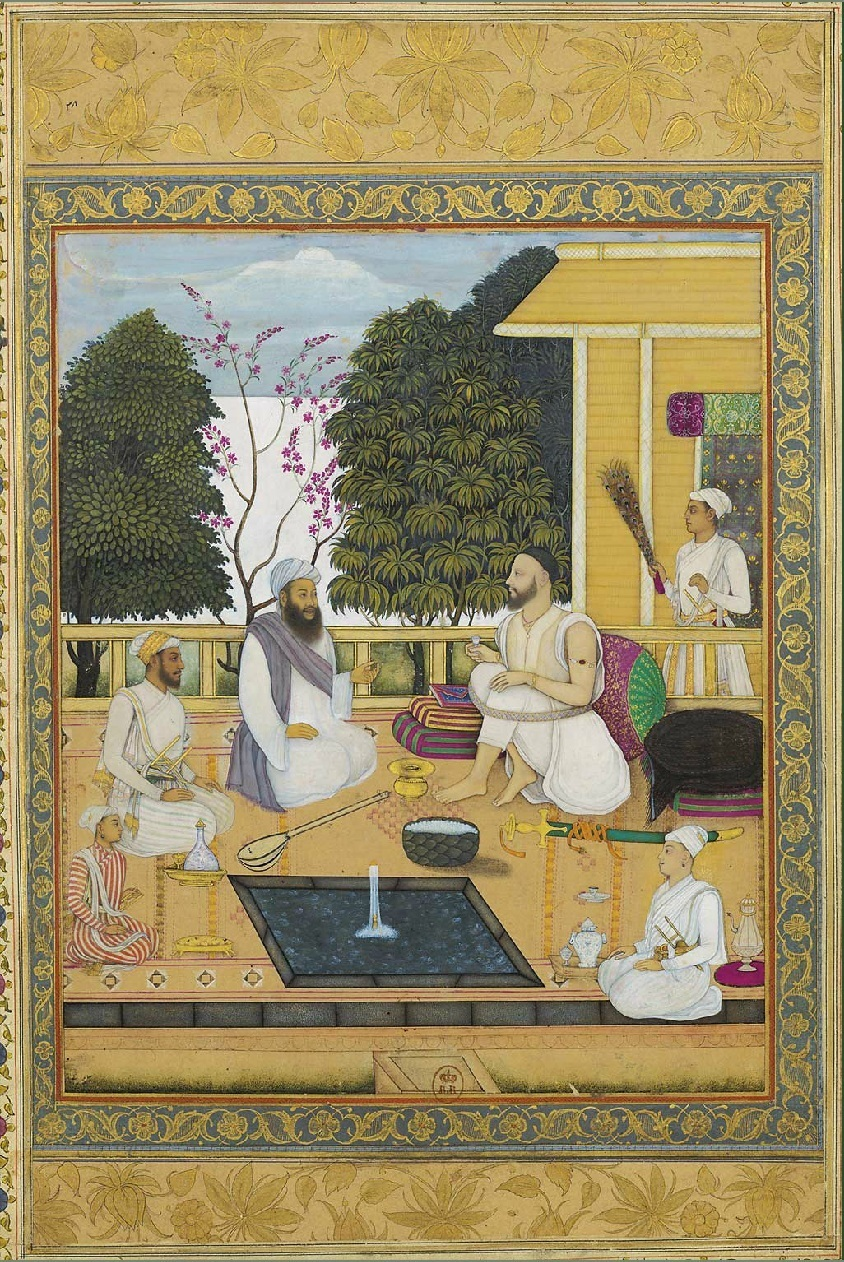
Говардхан II. Певец-суфий Шир Мухаммад в гостях у Абул Хасана Кутб Шаха. ок. 1720, Национальная библиотека, Париж
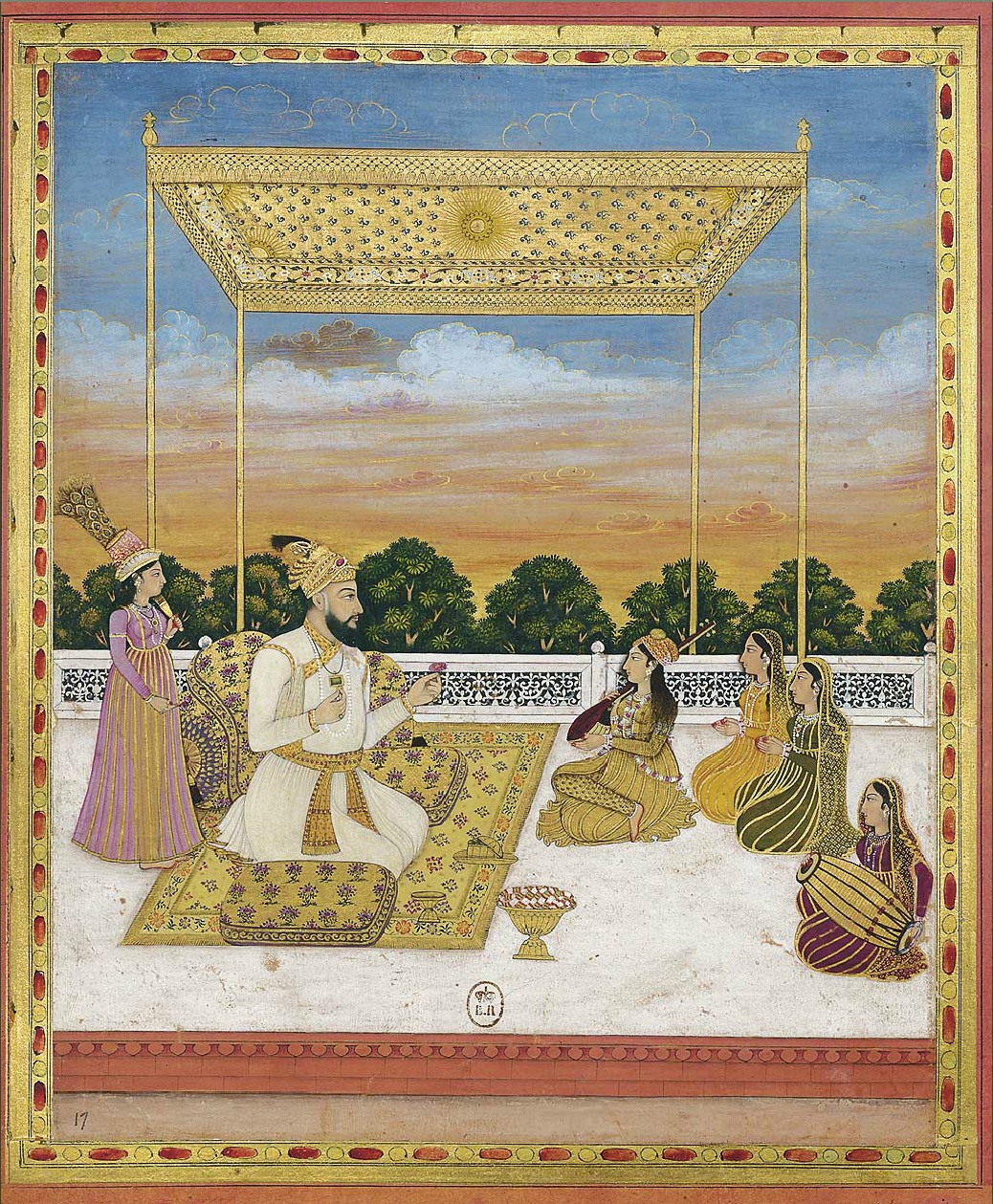
Наваб Мухаммад Хан Бангаш на террасе. ок. 1730. Национальная библиотека, Париж
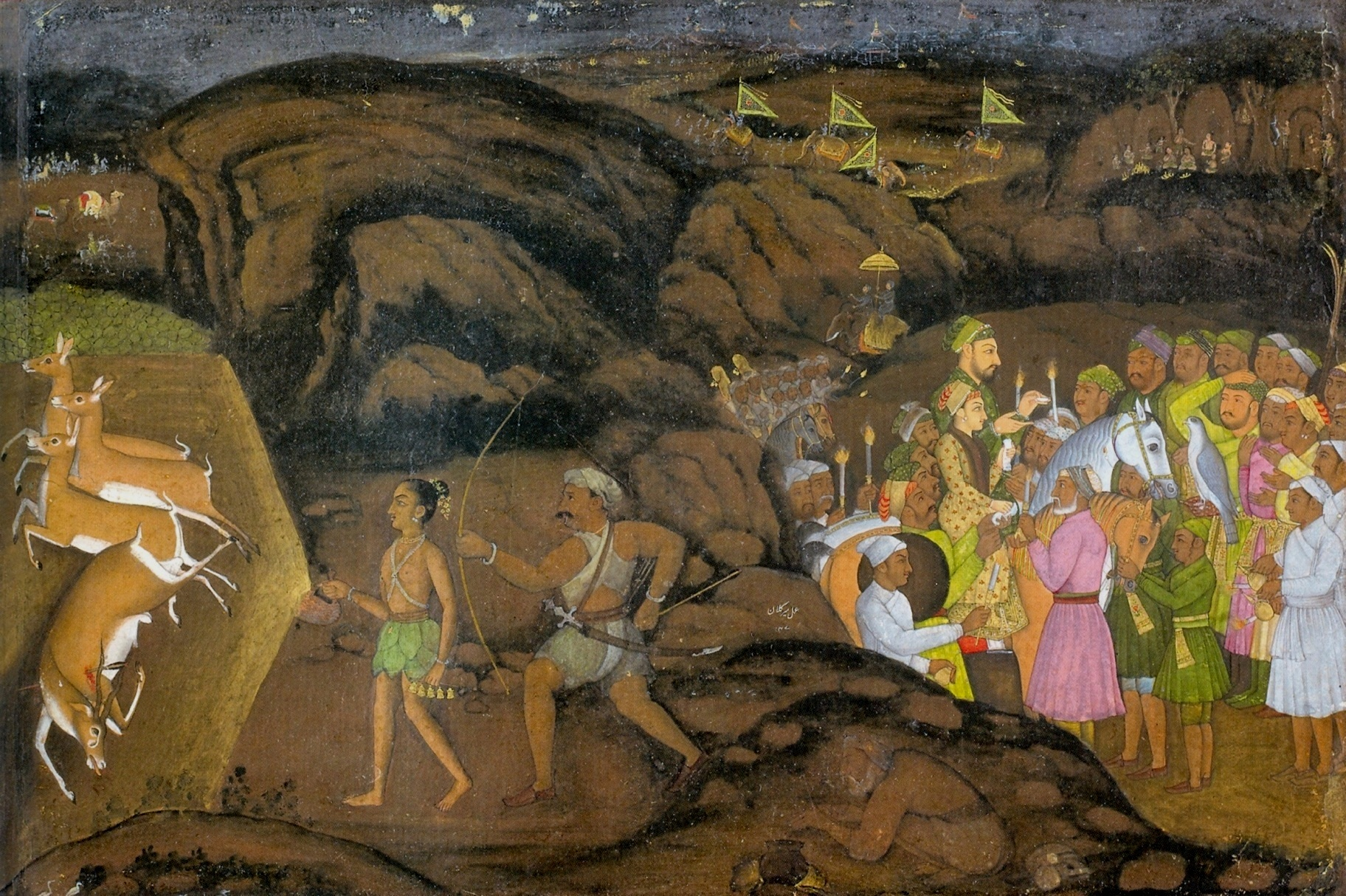
Мир Калан Хан. Ночная охота на антилоп. 1734-35гг, Институт Востока РАН, Санкт Петербург.
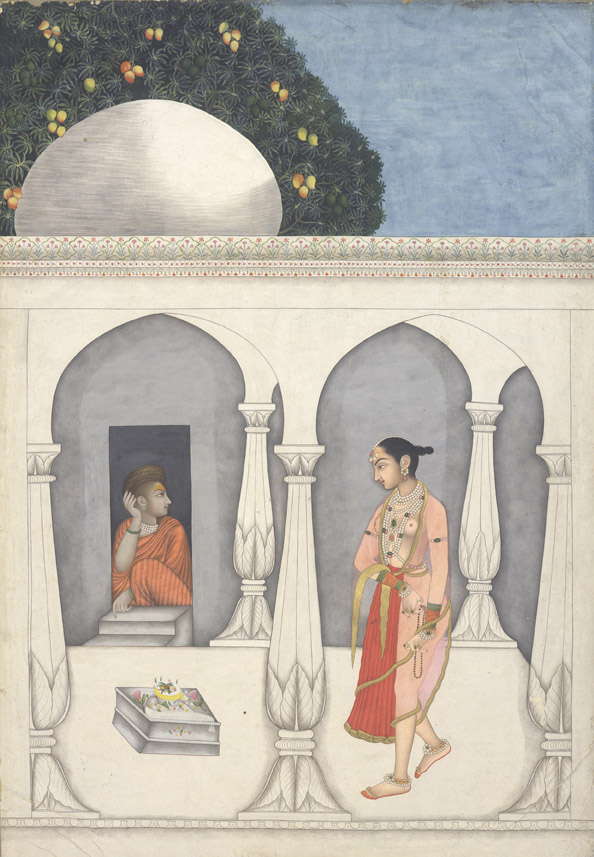
Факирулла. Женщина, пришедшая в шиваистский храм. ок. 1750, Британская библиотека, Лондон

## Последние императоры (1748—1858)

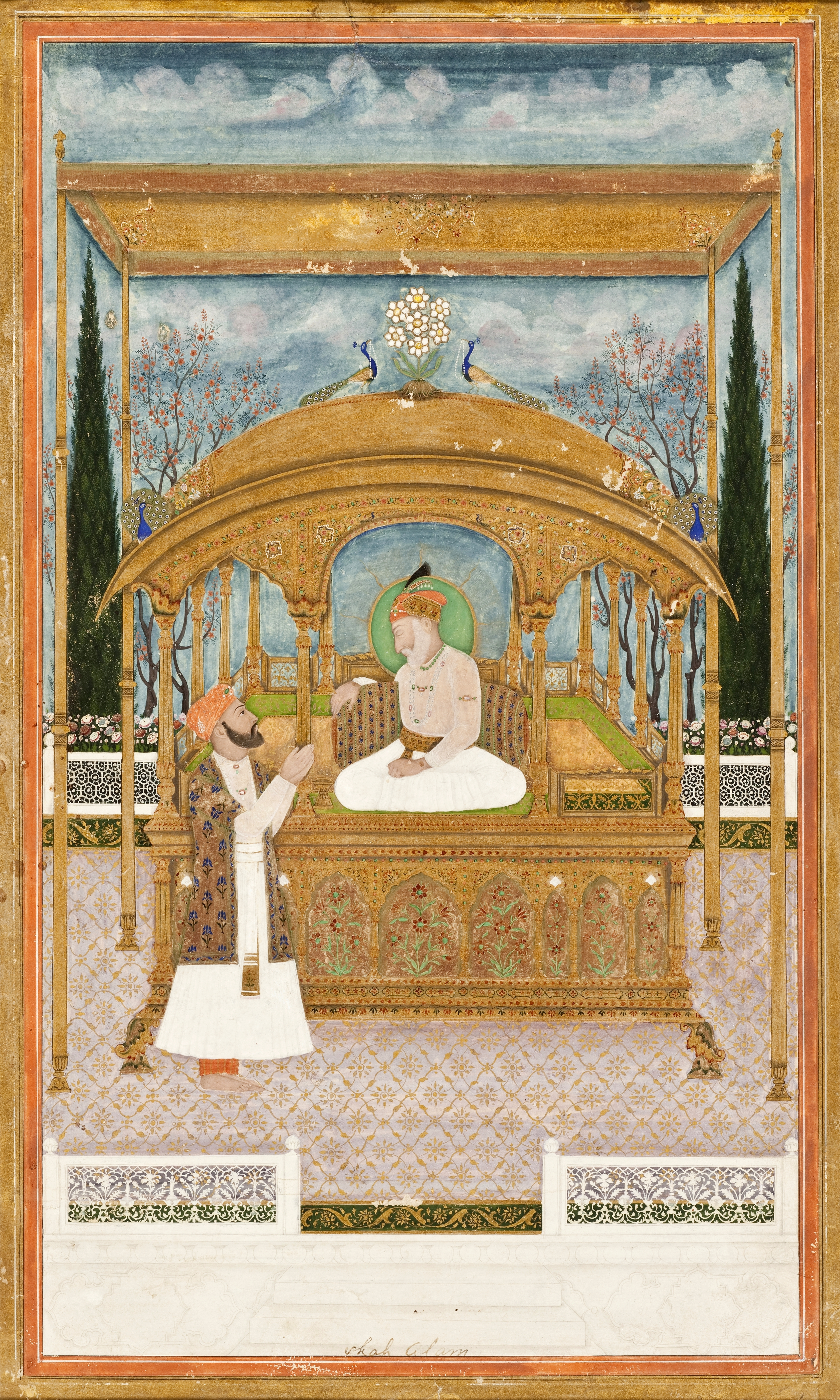
Хайрулла. Слепой император Шах Алам II на Павлиньем троне и его сын принц Муинуддин Мухаммад, будущий император Акбар Шах II. 1801г, Лос Анджелес, Музей округа.

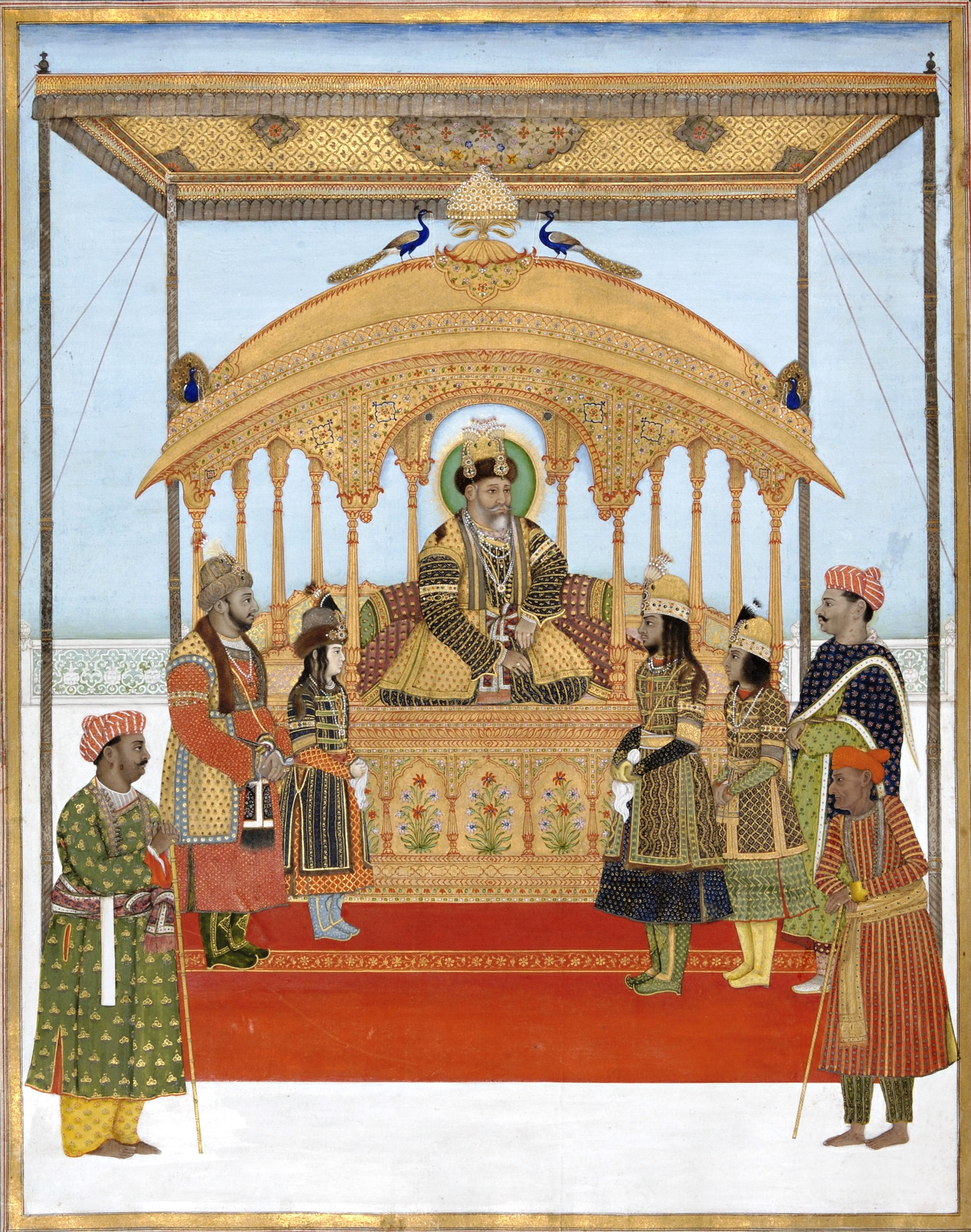
Гулам Муртаза Хан. Дарбар Акбара Шаха II в Дели. ок. 1811. Музей Ага Хана, Женева.

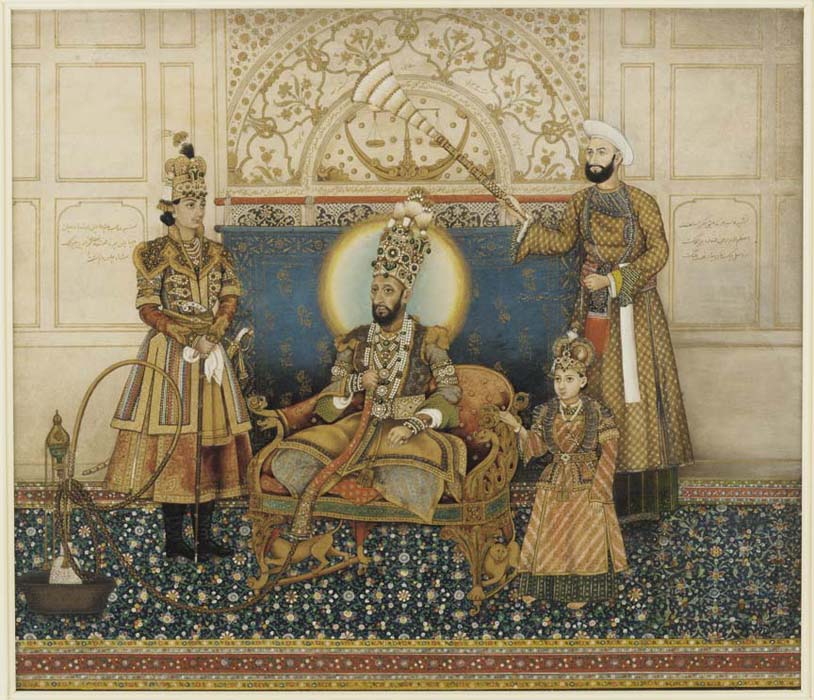
Гулам Али Хан. Бахадур Шах II на троне с Мирзой Фахруддином. 1837-38. Смитсониан, Вашингтон

Сын Мухаммад Шаха — Ахмад Шах, бездарно проведя на могольском троне 6 лет, был ослеплён в 1754 году собственным визирем Гази ад-Дином, который возвёл на престол марионеточного Аламгира (1754—1759). В 1756 году Дели захватил афганский Ахмад-шах и увёз с собой огромную добычу, оцениваемую в 120 млн рупий. В 1757 году Дели захватили маратхи. В 1759 году афганцы отбили Дели у маратхов и подвергли разгрому. В 1761 году с помощью афганцев на могольском троне оказался Шах Алам II. Это был последний могольский правитель, пытавшийся, правда, безуспешно, вернуть государству прежний блеск и силу. Он был у власти до 1806 года, и за столь долгое правление произошло множество событий (в частности, в 1788-м он почти на год был отстранён от власти вельможей-авантюристом Хулам Кадиром, который приказал ослепить императора, так что вторую половину срока Шах Алам был слепым и живописью интересоваться не мог по определению), но главной тенденцией при нём было неуклонное усиление влияния англичан, которые, благодаря продуманной тактике Ост-Индской компании, добились, в конце концов, того, что старый и немощный Шах Алам перешёл под их покровительство, и с 23 мая 1805 года стал получать постоянное содержание — 120 000 фунтов стерлингов. Наследовавшие ему сын Акбар II (1806—1837) и внук Бахадур Шах II (1837—1858), также находились на содержании англичан и фактически не имели никакой политической власти.
Подобно тому, как растаяла власть могольских императоров, растаяла и сила мощного импульса, приданного живописи во времена Акбара и Джахангира. Ослабевшие и обедневшие императоры уже не могли себе позволить содержать большие художественные мастерские, поэтому всё чаще прибегали к услугам самостоятельных художников. Столица моголов перестала быть главным центром индийской живописи, альтернативные центры существовали в других городах и столицах княжеств. В такой же мере и могольский столичный стиль перестал существовать, по крайней мере, в той форме, как в лучшие времена могольской миниатюры в XVI—XVII веках. Это было время расцвета живописи в раджпутских княжествах и доминирования так называемого «стиля Ост-Индской компании» (Company style; сложился в конце XVIII века), который появился под влиянием присутствия в Индии европейских художников и в результате слияния европейских художественных приёмов с индийской тематикой. Преобладающей формой коллекционирования стало собирание альбомов, которым увлекались как богатые индийцы, так и жившие в Индии европейские ценители, а художники часто работали, в некотором смысле, как «поставщики копий».
Сюжеты старинных могольских миниатюр времён Акбара, Джахангира и Шах Джахана копировались или заново интерпретировались. Тщательно копировались даже оригинальные подписи авторов предыдущих времён, но не для того, чтобы выразить им почтение, а для того, чтобы обмануть коллекционеров. Горы в этих произведениях обычно покрыты золотыми цветами, словно взятыми из парчовых тканей. Портреты идеализированных дам с широко раскрытыми глазами и тяжёлыми серо-коричневыми тенями на щеках, выглядят почти деревянными. Мастера, создававшие произведения для Шаха Алама II, уводили живопись во всё большую декоративность; миниатюрам было присуще упрощенное построение сцен и напряжённые контуры фигур. Применялась красочная гамма приглушённых тонов.
В самом начале XIX века было создано несколько иллюстрированных вариантов истории Шаха Джахана («Падишах-наме»), предназначавшихся для европейцев, которые были очарованы грандиозностью могольской монументальной архитектуры. Два варианта «Падишах-наме» (Британская библиотека, Лондон и Библиотека Худа Бахша, Банкипур, Патна) содержат по 30 иллюстраций каждая, на которых запечатлены не деяния Шах Джахана, а великолепные образцы архитектуры, заказчиком которых он был, такие как Тадж Махал и Красный Форт.
Сохранилось несколько миниатюр с изображениями дарбаров императоров Акбар-Шаха II и Бахадур Шаха II. В отличие от изображений дарбаров времён Джахангира, эти работы производят впечатление безжизненной помпезности. Акцент в них сделан на тщательное изображение роскоши.
Одним из художников, к которым обращались могольские императоры, был работавший в 1800—1815 годах Хайрулла. Последняя относительно крупная мастерская в Дели была у художника Гулам Али Хана, за именем которого скрывается целое семейное предприятие по производству миниатюр. Её услугами пользовались императоры, влиятельные вожди, региональные правители и английские офицеры. Она существовала при двух последних императорах, выпуская самую разную по тематике продукцию. Созданную Гулам Али Ханом миниатюру с изображением императора Бахадур Шаха («Бахадур Шах II на троне с мирзой Фахруддином» 1837-38, Смитсониан, Вашингтон) считают последним выдающимся портретом в могольской живописи. Она написана по случаю коронации этого императора, который был политически бессилен, но играл значительную духовную роль. Он был хорошим каллиграфом и поэтом-мистиком, писавшим под именем «Зафар». Несмотря на тяжёлую усыпанную драгоценностями корону на голове, выражением лица он больше похож на суфия-мистика. Вероятно, Гулам Али Хан сознательно постарался представить его одновременно и как царя, и как святого. Бахадур Шаха подданные считали суфийским пиром и халифом, то есть наместником бога на земле — таков был авторитет последнего императора моголов, несмотря на его безвластие. При нём Дели в большой мере вернул статус главного культурного центра Индии, став средоточием поэтов и художников. Однако политические события пошли своим путём.
В 1857 году в Индии вспыхнуло восстание сипаев, предводители которого обратились к императору с просьбой подписать воззвание, в котором он призвал всех индусов объединиться для борьбы за родину и веру. После того, как в 1858 году восстание было подавлено, англичане ликвидировали все институты могольской империи, а Бахадур Шаха II отправили в ссылку в Рангун, где он скончался в 1862 году.

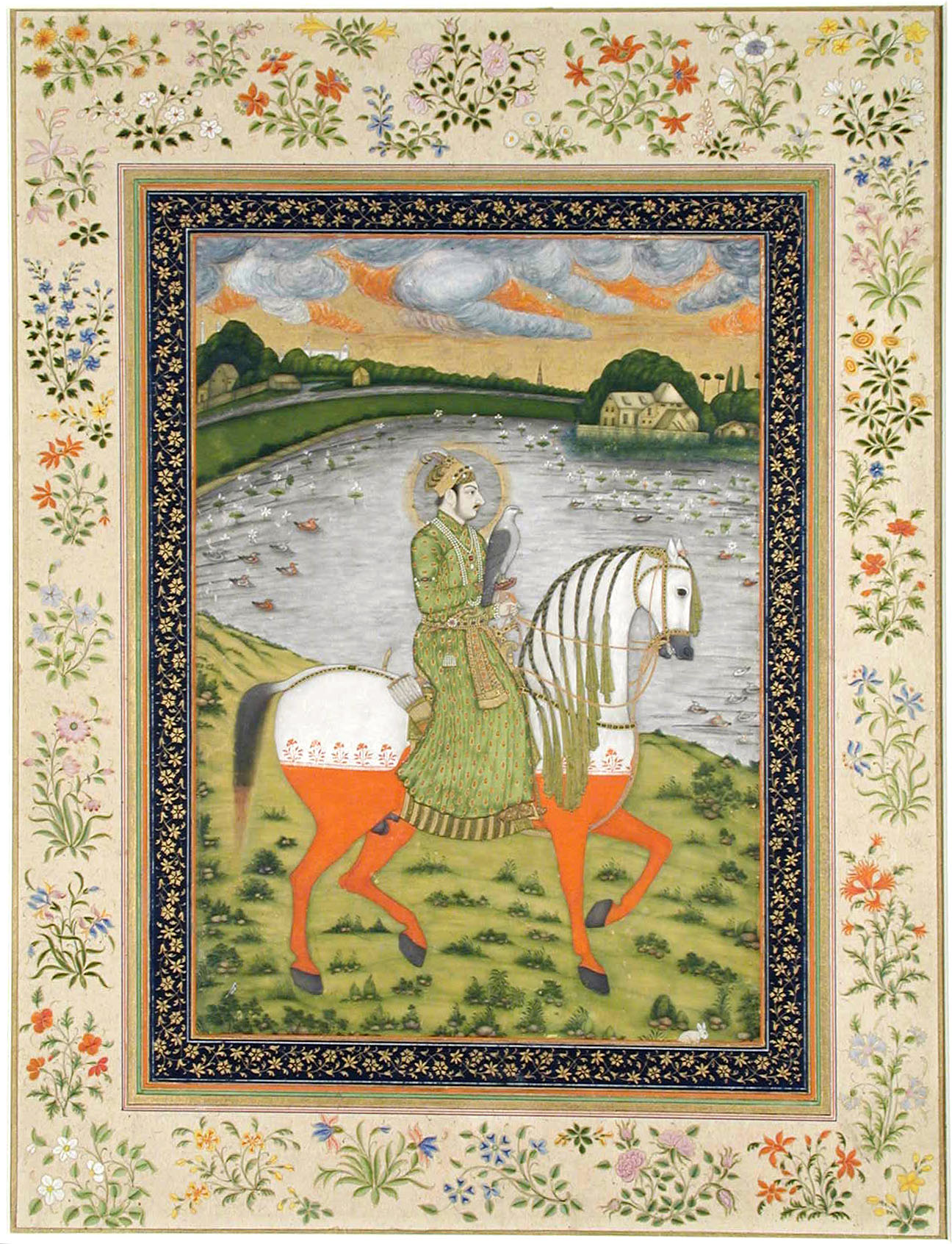
Император Ахмад Шах на охоте. 1750г, Музей искусства Сан Диего
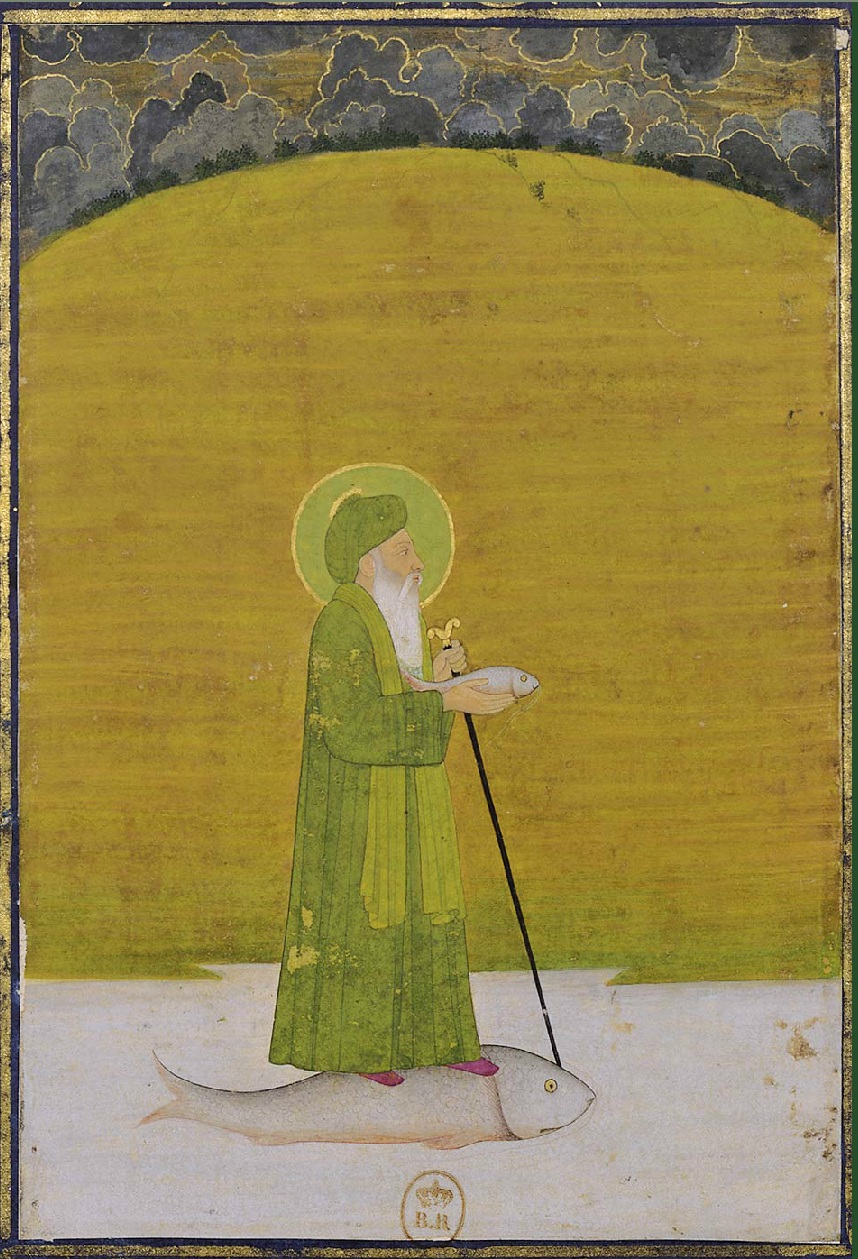
Пророк Хизр Хан Ходжа. ок.1760, Национальная библиотека, Париж
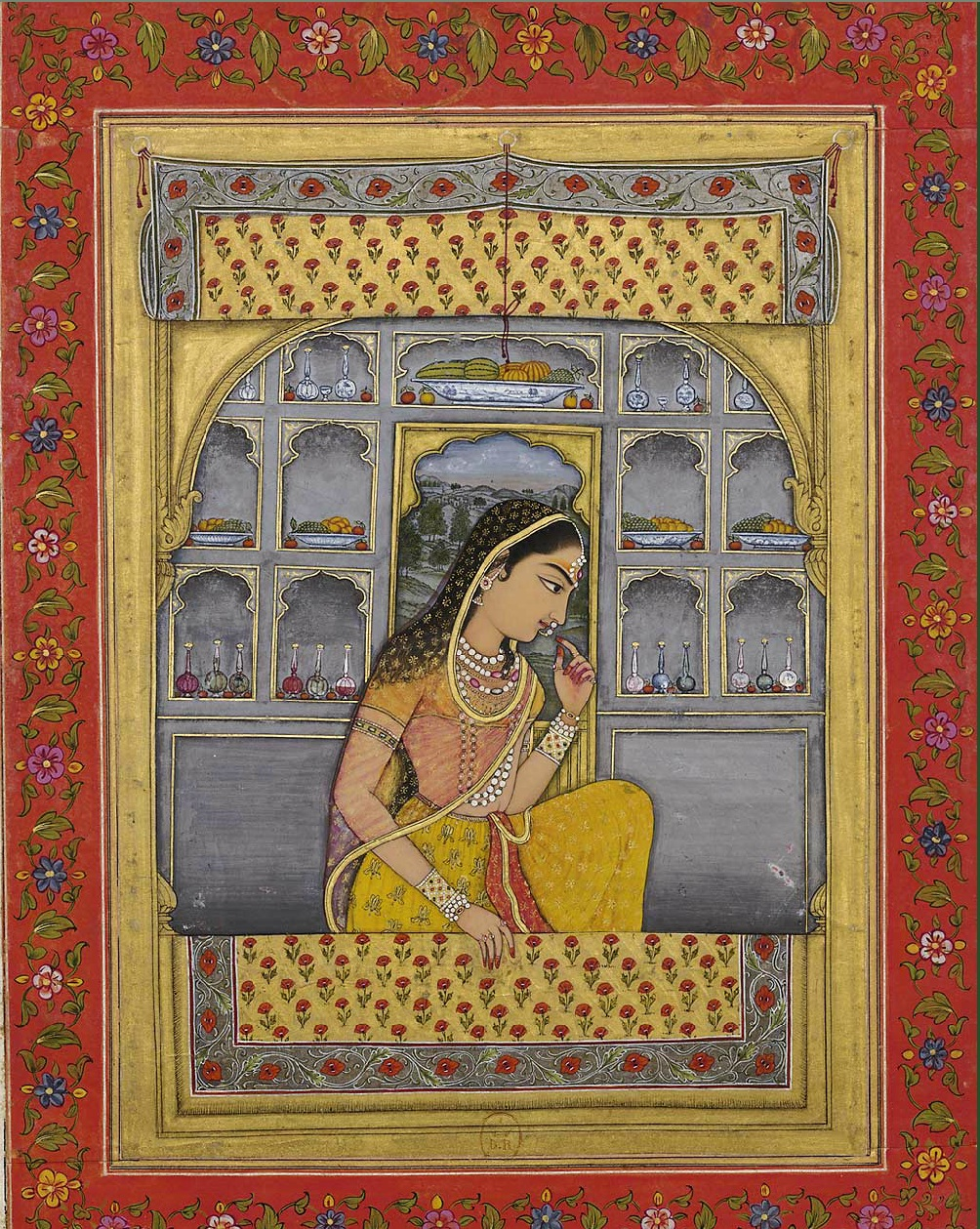
Принцесса Падмавати. ок. 1765г, Национальная библиотека, Париж
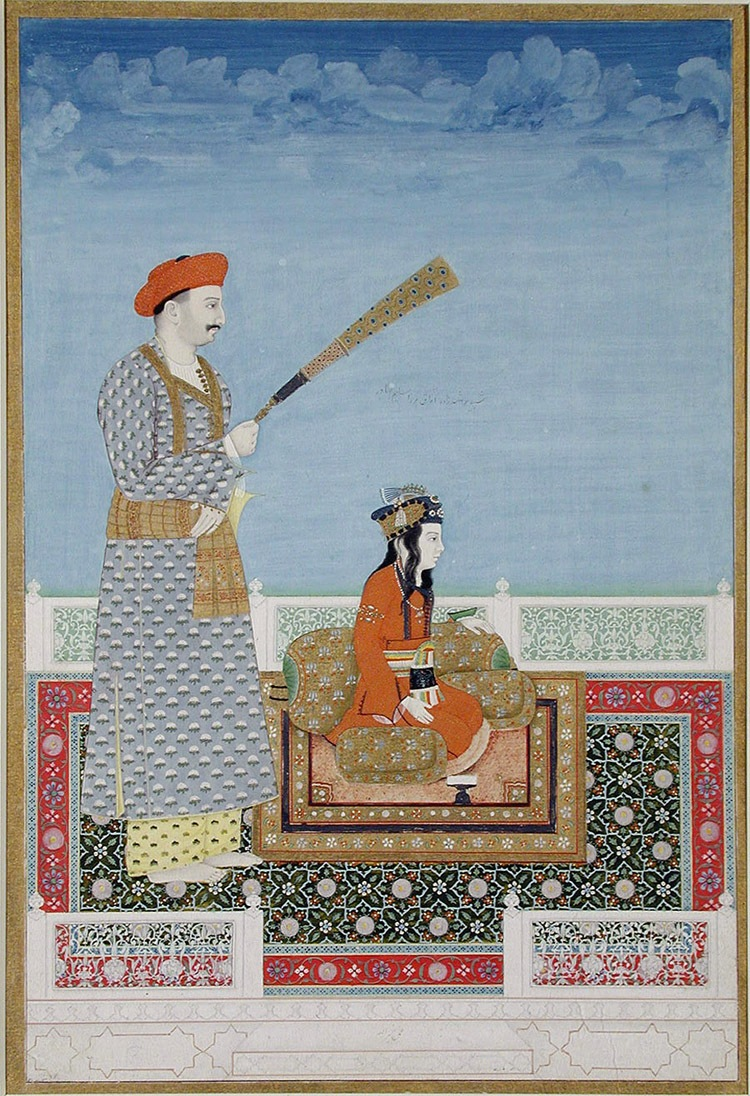
Хайрулла. Мирза Салим Бахадур Шахзаде и Тарбият Хан. 1806-1811, Музей искусства Сан Диего
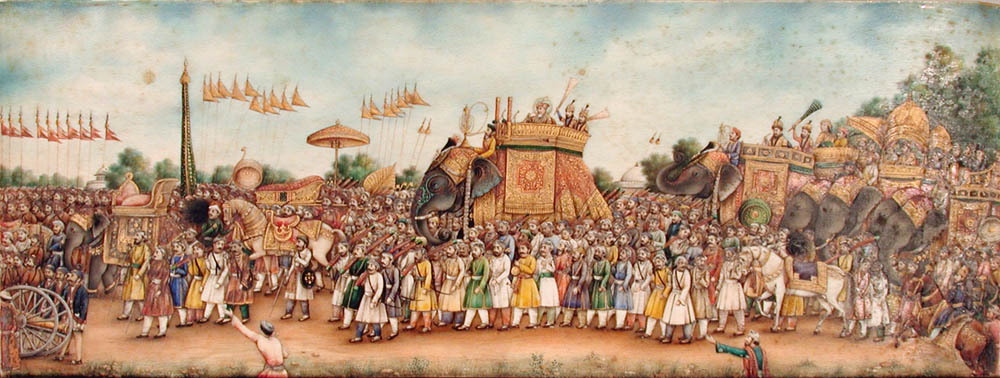
Акбар Шах II верхом на слоне в большой прецессии. 1835г, Музей искусства Сан Диего.
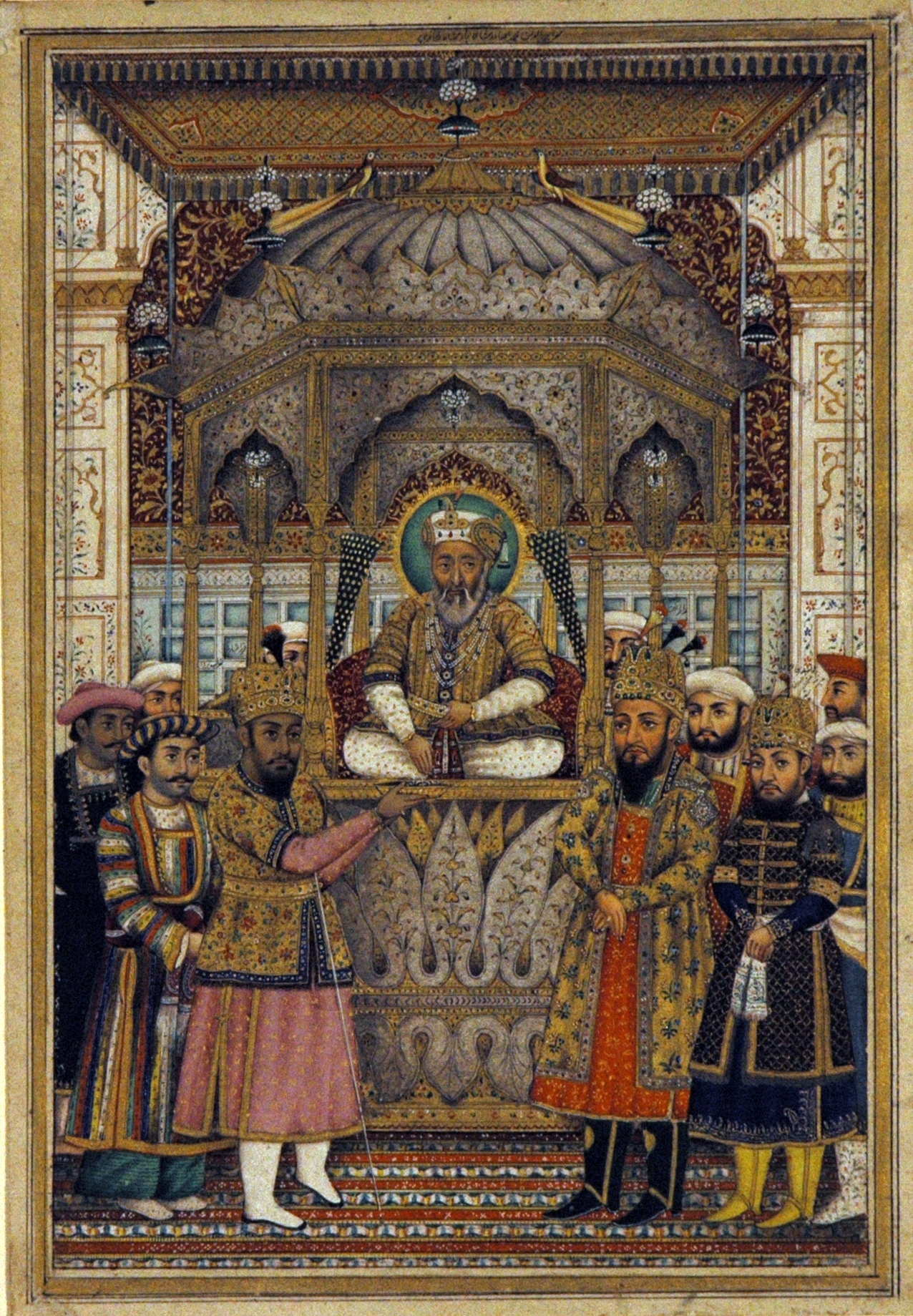
Дарбар (приём) Бахадур Шаха II. 1837, Музей искусства Сан Диего.

## Могольская живопись сегодня
За 300 лет своего существования могольская живопись выработала множество архетипических схем и особую стилистику, которые стали важным элементом культурного сознания индийцев. Будучи растиражированными провинциальными художниками в XVIII—XIX веках эти стили и схемы стали частью популярной культуры, которая существует и поныне. В Индии до сих пор есть художники, которые копируют либо имитируют на свой манер могольскую классику, изображая практически весь могольский тематический репертуар, включая сцены дарбаров. Эти простые, безыскусные произведения, тем не менее, имеют спрос на художественном рынке. В основном эта продукция производится в Раджастане, где существуют несколько художественных династий передающих мастерство по наследству. Среди наиболее известных: братья Уддин — Рафи и Саиф, Калурам Панчал, Вед Пал Шарма, Раджу Баба Шарма, Рам Гопал Виджаяваргия, Кайлаш Радж и др.

## Видные представители
XVI век
- Абд ас-Самад
- Мир Сеид Али
- Ака Риза
- Дасвантх
- Басаван
- Кесу Дас
- Фаррух Бек
- Мискин
- Дхармадас

XVII век
- Абул Хасан
- Абид
- Бальчанд
- Бичитр
- Бишан Дас
- Говардхан
- Даулат
- Манохар
- Мансур
- Мирза Гулам
- Мухаммад Али
- Нанха
- Паяг
- Мир Хашим
- Хунхар

XVIII век
- Бхаванидас
- Говардхан II
- Мир Калан Хан
- Мухаммад Афзал
- Нидхамал
- Файзулла Хан
- Факирулла
- Хунхар II
- Читарман II (Кальян Дас)

XIX век
- Гулам Али Хан
- Гулам Муртаза Хан
- Хайрулла